# エドゥアール・マネ
エドゥアール・マネ（フランス語: Édouard Manet, 1832年1月23日 - 1883年4月30日）は、19世紀のフランスの画家。近代化するパリの情景や人物を、伝統的な絵画の約束事にとらわれずに描き出し、絵画の革新の担い手となった。特に1860年代に発表した代表作『草上の昼食』と『オランピア』は、絵画界にスキャンダルを巻き起こした。印象派の画家にも影響を与えたことから、印象派の指導者あるいは先駆者として位置付けられる。

## 概要
エドゥアール・マネは、パリの裕福なブルジョワジーの家庭に生まれた。父はマネが法律家となることを希望していたが、中学校時代から、伯父の影響もあって絵画に興味を持った。海軍兵学校の入学試験に2回失敗すると、父も諦め、芸術家の道を歩むことを許した（→出生、少年時代）。歴史画家であったトマ・クチュールに師事したが、マネは、伝統的なクチュールの姿勢に飽き足らず、ルーヴル美術館や、ヨーロッパ各地への旅行で、ヴェネツィア派やスペインの巨匠の作品を模写した（→修業時代（1850年代））。
1859年以降、サロン・ド・パリへの応募を続け、1861年にスペインの写実主義的絵画に影響を受けた『スペインの歌手』などで初入選を果たした。理想化された主題や造形を追求するアカデミズム絵画とは一線を画し、近代パリの都市生活を、はっきりした輪郭や平面的な色面を用いながら描く作品は、サロンでは非難にさらされることが多かったが、詩人シャルル・ボードレールのように支持する論者もいた（→サロン入選の努力（1860年代初頭））。1863年にナポレオン3世の号令により開催された落選展で、『草上の昼食』を出展すると、パリの裸の女性が着衣の男性と談笑しているという主題が風紀に反すると非難を浴び、スキャンダルとなった。さらに1865年のサロンに『オランピア』を出品すると、パリの娼婦を描いたものであることが明らかであったことから、『草上の昼食』を上回る非難を浴びた。意気消沈したマネは、パリを離れてスペインに旅行し、ベラスケスの作品に接して影響を受けた（→絵画界のスキャンダル（1860年代半ば））。ベラスケス研究の成果といえる『笛を吹く少年』を1866年のサロンに提出したが、落選した。この時、作家エミール・ゾラの援護を受けた。マネは、パリのバティニョール地区にアトリエと住居を置き、カフェ・ゲルボワに足繁く通っていたが、マネの周りには、ゾラを含む文筆家や芸術家が集まっていた。1860年代後半には、モネ、ルノワールなどの若手画家もマネを慕って集まりに加わるようになり、バティニョール派と呼ばれるようになった（→バティニョール派の形成（1860年代後半））。

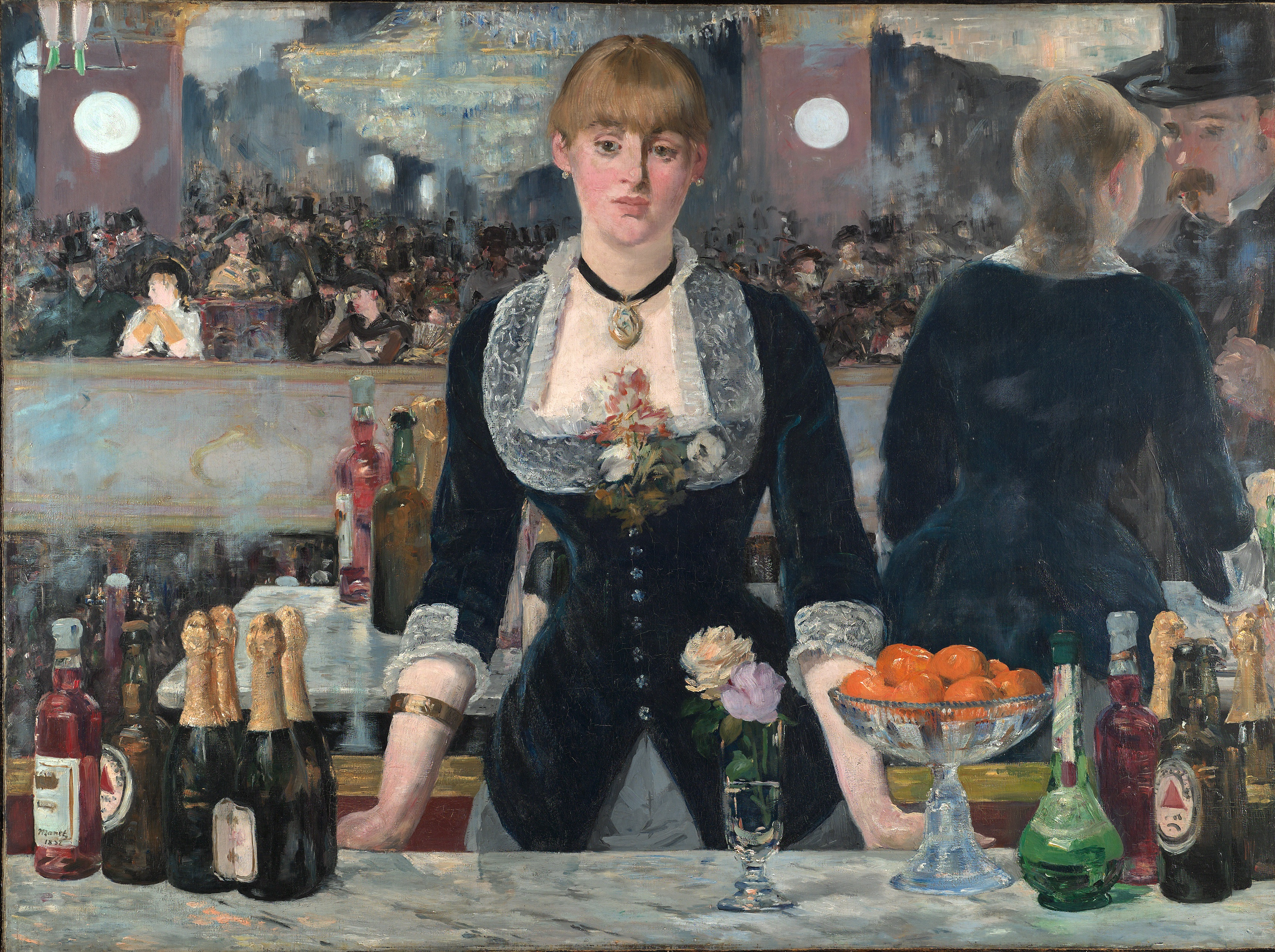
最後の大作『フォリー・ベルジェールのバー』

1870年に普仏戦争が勃発しプロイセン軍がパリに迫ると、マネは国民軍に入隊し、首都防衛戦に加わった。普仏戦争とパリ・コミューンの混乱が終息して第三共和政の時代になると、バティニョール派の若手画家たちはサロンから独立したグループ展を立ち上げ、印象派と呼ばれるようになった。マネは、批評家からは印象派のリーダー格と目されていたが、自身はサロンで成功することを重視し、印象派グループ展への参加を拒絶した。それでも、特にモネとの親しい関係は続き、モネのアルジャントゥイユの家を度々訪れ、戸外制作などの印象派の手法を取り入れた作品も制作している。また、詩人ステファヌ・マラルメと親しくなり、その影響も受けた（→第三共和政のパリ（1870年代））。1880年頃からは、梅毒により左脚の壊疽が進み、パリ郊外で療養しながら制作を続けた。1882年のサロンに最後の大作『フォリー・ベルジェールのバー』を出品した。1883年4月、壊疽が進行した左脚を切断する手術を受けたが、経過が悪く、51歳で亡くなった（→晩年（1880年代初頭））。
マネの死後、1890年にモネの働きにより『オランピア』が国のリュクサンブール美術館に受け入れられ、1896年にギュスターヴ・カイユボットの遺贈により『バルコニー』などが政府に受け入れられるなど、マネに対する公的な認知は進んだ。もっとも、これらの受入れの際にも美術界の保守派からは反対の声が上がり、マネと印象派に対する抵抗は根強いものがあった（→名声の確立）。しかし、その後、美術市場でのマネの評価は急速に上がり、1989年には『旗で飾られたモニエ通り』が2400万ドル（34億7520万円）で落札され、2014年には『春（ジャンヌ）』が6512万ドル余り（約74億円）で落札されるなど、美術市場の上位を占めるに至っている（→市場での評価）。
マネの油彩画は400点余りとされている（→カタログ）。マネは、保守的なブルジョワであり、サロンでの成功を切望していたが、『草上の昼食』と『オランピア』は本人の意図と裏腹にスキャンダルを呼び、美術界の革命を起こすことになった。主題の面では、娼婦の存在や、近代社会における人間同士の冷ややかな関係をありのまま描き出したことが、革新的であり、非難の的ともなった。造形の面では、陰影による肉付けや遠近法といった伝統的な約束事にとらわれない描写を生み出していった（→時代背景、画風）。同時に、伝統的なイタリア絵画、スペイン絵画、フランス絵画から学んでいる点も多く、オールド・マスターの作品から主題やモチーフを引用し、現代的な文脈に置き直していったといえる（→伝統的絵画からの影響）。また、平面的な彩色やモチーフを切り取る構図などに日本の浮世絵の影響を受けていると考えられる（→ジャポニスム）。印象派の画家たちから敬愛され、彼らに大きな影響を与えた一方、マネ自身が後輩の印象派から影響を受けた。マネには印象主義的な要素の濃い作品もあるが、印象派グループ展には参加していないことから、印象派には含めず、印象派の指導者あるいは先駆者として位置付けられるのが一般的である（→印象派との関係）。マネの作品は、セザンヌ、ゴーギャン、ピカソなどによって、模倣や再解釈の題材とされており、彼らの芸術に様々な影響を残していると考えられる（→印象派以後への影響）。

## 生涯

### 出生、少年時代

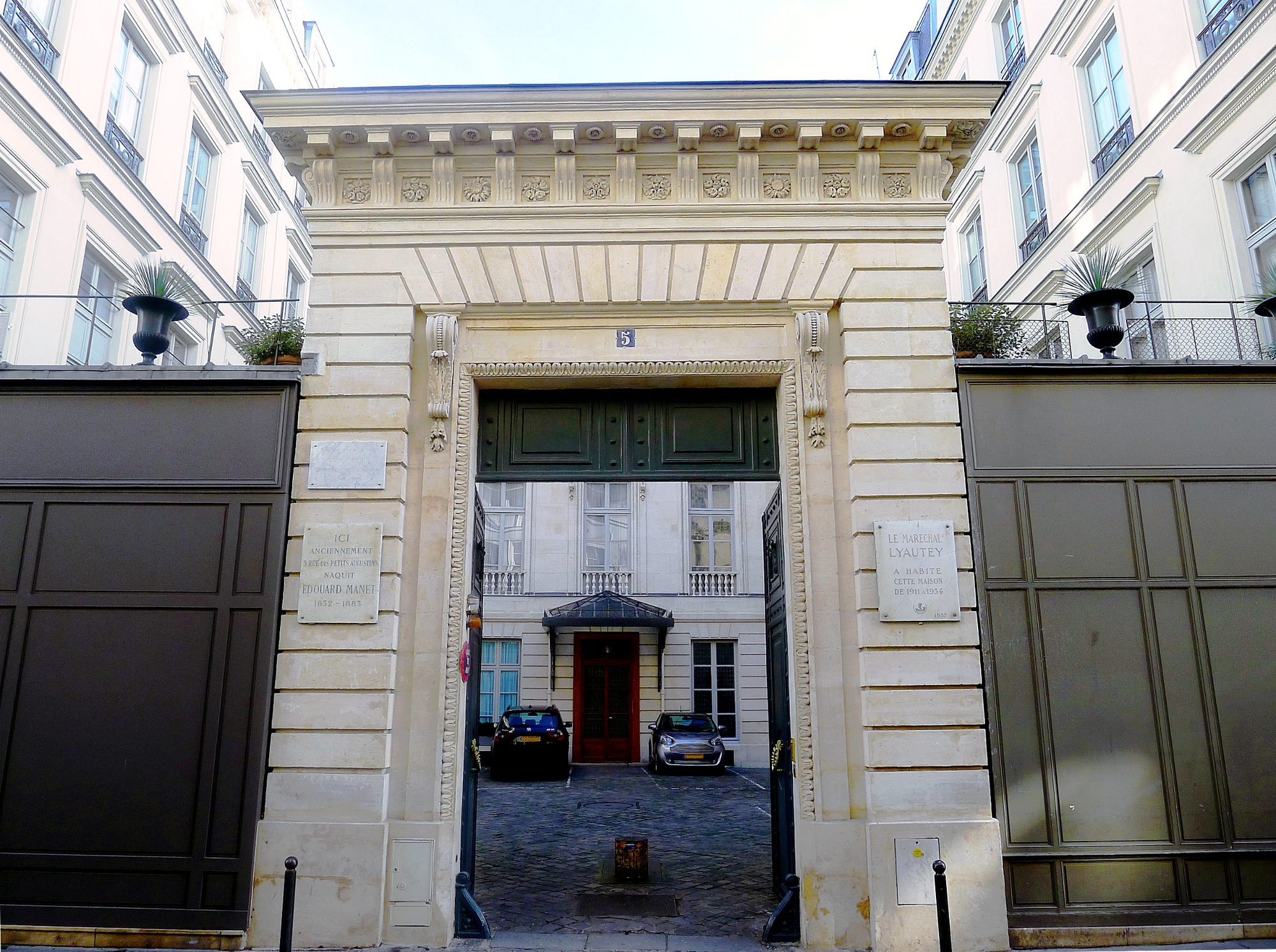
プティ＝ゾーギュスタン通りに残るマネの生家の門。エコール・デ・ボザールの目の前である。

マネは、1832年、パリのプティ＝ゾーギュスタン通り（現在のボナパルト通り）で、裕福なブルジョワジーの家庭に長男として生まれた。マネの父オーギュストは、法務省の高級官僚（司法官）で、共和主義者であった。母ウジェニーは、ストックホルム駐在の外交官フルニエ家の娘であった。マネの弟に、ウジェーヌ（1833年生）とギュスターヴ（1835年生）が生まれた。

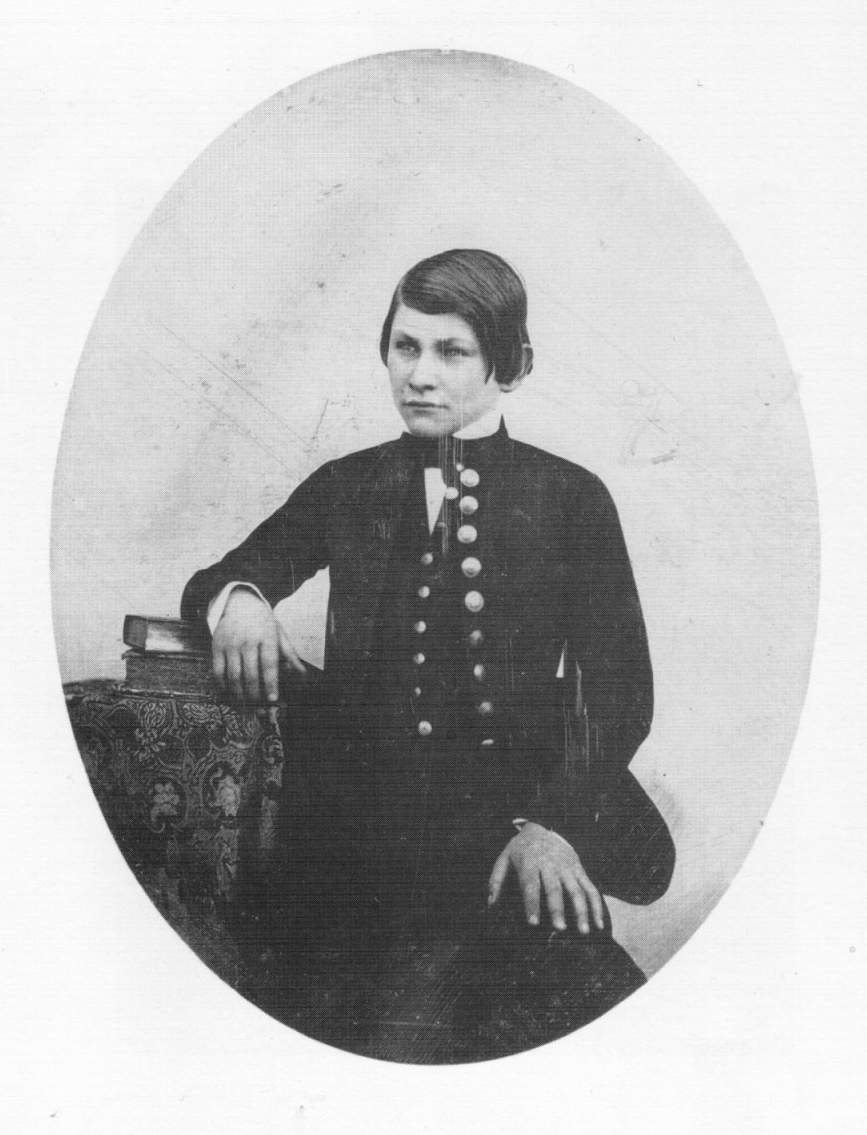
少年時代のマネ（1846年頃）。

1844年から1848年まで、トリュデール大通りの中学校コレージュ・ロランに通った。父は、マネが法律家の道を継ぐことを望んでいた。一方、母方の伯父エドゥアール・フルニエ大尉は、芸術家肌の人物で、マネにデッサンの手ほどきをしたり、マネら3兄弟や、マネの中学校の友人アントナン・プルースト（後に美術大臣）をルーヴル美術館に連れて行ったりした。マネは、この頃から、絵画に興味を持っていたようであり、ルイ・フィリップがルーヴル美術館に設けたスペイン絵画館で17世紀スペインのレアリスム絵画に触れ、影響を受けた。プルーストの回想によれば、コレージュの歴史の授業で、画家が流行遅れの帽子を描いていることをドゥニ・ディドロが批判した展覧会評を読んだ時、マネが、「ぼくたちは、時代に即していなければならない。流行など気にせず、見たままを描かなければならないんだ。」と発言したという。また、伯父フルニエが絵画の課外授業に出席させてくれたが、言われたお手本を模写するのではなく、近くにいる生徒たちの顔をスケッチしていたという。
マネは、芸術家の道を不安視する両親の意向を受け、水兵（海軍将校）になると父に宣言して海軍兵学校の入学試験を受けたが、落第した。1848年12月、実習船に乗ってリオデジャネイロまで航海した。後に、マネは、「私はブラジル旅行でたくさんのものを得た。毎夜毎夜、船の航跡のなかに、光と影の働きを見たものだった!　昼間は上甲板で、水平線をじっと見つめていた。それで、空の位置を確定する方法がわかったのだ。」と述べている。1849年6月にパリに戻ると、海軍兵学校の入学試験を再び受けたが、また落第した。これに父も諦め、マネは芸術家の道を歩むことを許された。

### 修業時代（1850年代）

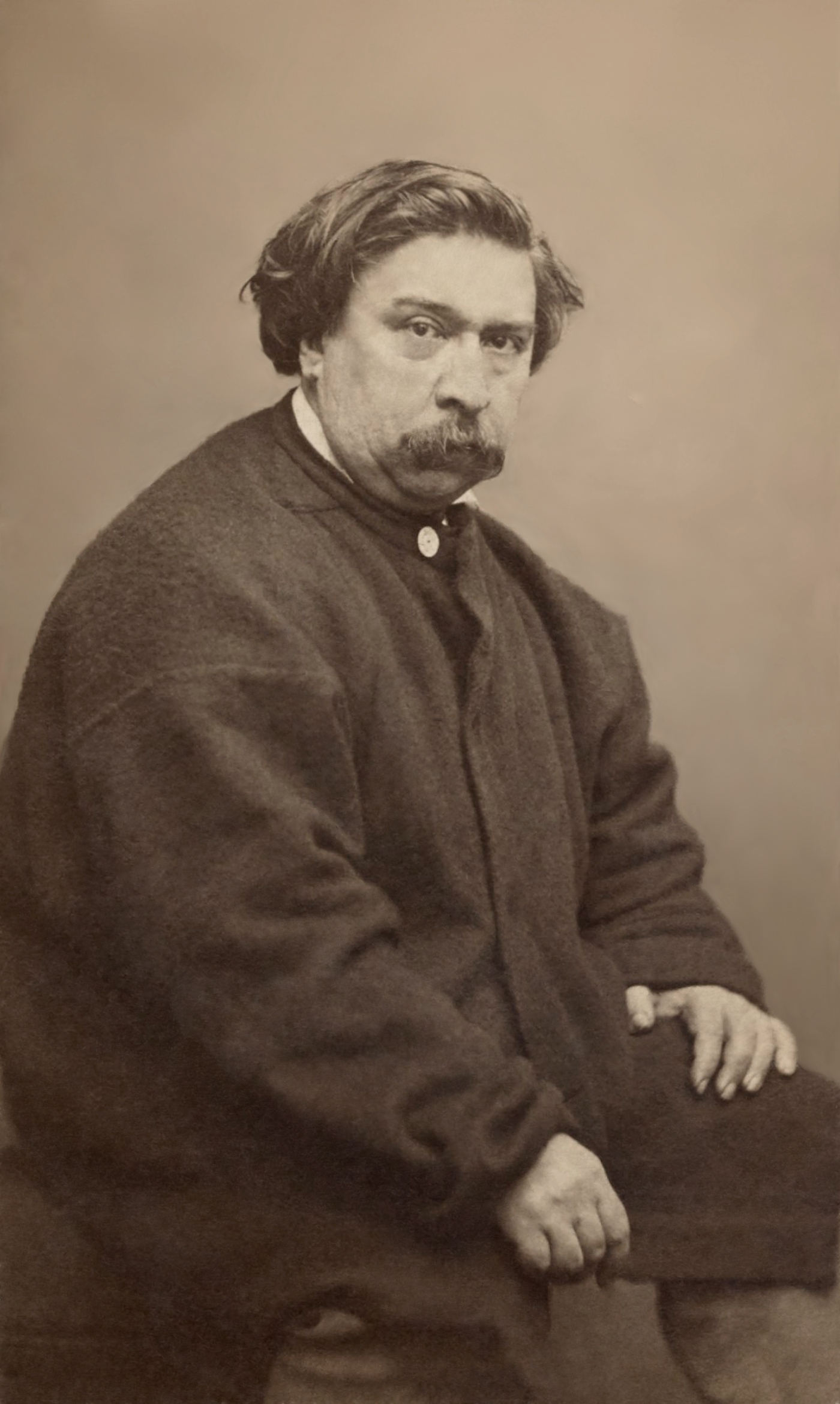
マネが1849年-1856年（17-24歳頃）師事したトマ・クチュール。

マネは、1849年秋頃、トマ・クチュールのアトリエに入り、ここで6年間修業した。クチュールは、1847年のサロン・ド・パリに『退廃期のローマ人』を出品して成功した、当時のアカデミズム絵画界の中では革新的な歴史画家であった。マネは、クチュールの近代性から影響を受ける反面、伝統的な歴史画にこだわるクチュールの姿勢には反発した。マネがモデルに服を着させたままポーズをとらせていると、クチュールが入ってきて、「君は君の時代のドーミエにしかなれない」と批判した。また、マネは、アトリエで学ぶ傍ら、ルーヴル美術館でティントレット、ティツィアーノ・ヴェチェッリオ、フランソワ・ブーシェ、ピーテル・パウル・ルーベンスなどの作品を模写した。1852年にはアムステルダム国立美術館を訪れ、1853年には弟ウジェーヌとともにヴェネツィア、フィレンツェを旅行し、ティツィアーノの『ウルビーノのヴィーナス』を模写した。さらに、この時、ドイツや中央ヨーロッパまで足を延ばし、各地の美術館を訪れたようである。存命中の画家の中では、ギュスターヴ・クールベの『オルナンの埋葬』、ジャン＝バティスト・カミーユ・コロー、シャルル＝フランソワ・ドービニー、ヨハン・ヨンキントらの風景画を高く評価していた。友人アントナン・プルーストとともにウジェーヌ・ドラクロワのもとを訪れ、作品の模写の許可を求めたが、ドラクロワからは許可をもらったものの、冷淡な対応をされたようである。この頃、弟たちのピアノの家庭教師シュザンヌ・レーンホフと恋仲になった（後に妻となる）。1852年1月にはシュザンヌに男の子レオンが生まれ、戸籍上はシュザンヌの弟（レオン・コエラ＝レーンホフ）として届け出られた。実際には、レオンは、マネの子であった可能性が大きいと考えられている。
1856年にクチュールのアトリエを去ると、友人の画家、アルベール・ド・バルロワとの共有で、バティニョール地区のラヴォワジエ通りにアトリエを構えた。しばらくはサロンへの応募をせず、ルーヴル美術館で、ティントレット、ディエゴ・ベラスケス、ルーベンスなどの巨匠の模写を続けた。その中で、画家のアンリ・ファンタン＝ラトゥール、エドガー・ドガと知り合った。1857年にはフィレンツェを再訪し、サンティッシマ・アヌンツィアータ教会のアンドレア・デル・サルトの壁画を模写した。

### サロン入選の努力（1860年代初頭）

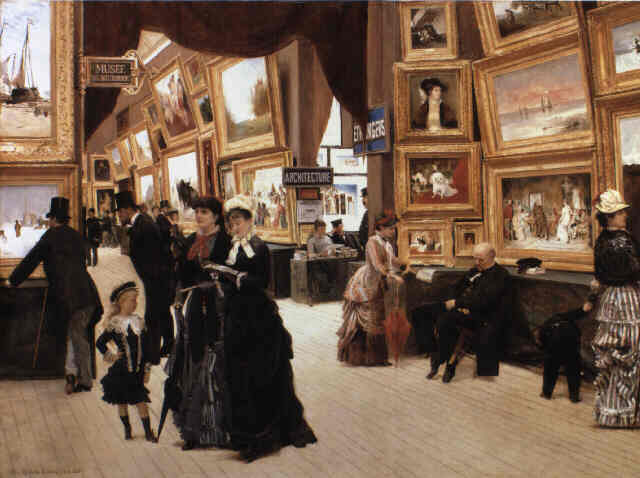
サロンの様子（1880年）。サロンに入選することが画家としての成功の道であった。

1859年のサロンに、『アブサンを飲む男』を初めて提出したが、下絵のような無造作な描き方が不評だったのに加え、酔った男や足元の酒瓶という露骨な現実を画題とすることがサロンにふさわしくないと酷評され、落選した。もっとも、審査員だったウジェーヌ・ドラクロワからは評価された。詩人のシャルル・ボードレールも、この作品を賞賛した。この頃には、マネとボードレールは親しく交流していた。サロン落選に続いて、1860年には、マネが制作した肖像画『ブリュネ夫人』が、モデルの家族から受取りを拒否されるということもあった。
この頃、マネが住むバティニョール地区の近くには小ポーランド地区という貧民街があったが、ジョルジュ・オスマンによるパリ改造の中でマルゼルブ大通りが縦貫することになり（1861年開通）、古い家屋は取り壊されていった。マネが1861年にアトリエを構えたギュイヨ通り（現メデリック通り）もその近くである。友人マルセル・プルーストの回想によれば、マネは、一緒に小ポーランドを通った時、家屋が埃を上げて取り壊されている情景を見て、長い間押し黙って心を奪われていたという。1860年代初頭のマネの作品には、小ポーランド界隈の貧しい人々を描いたと思われる作品が多い。

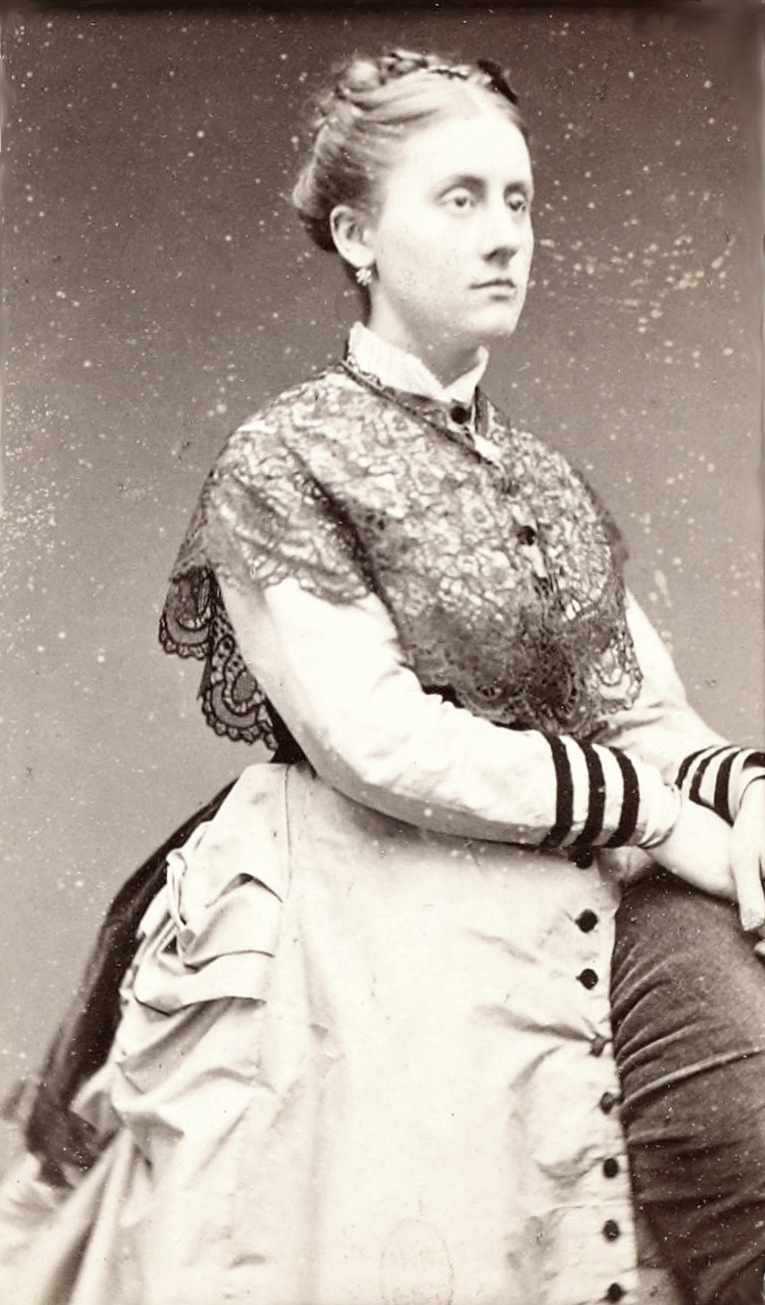
ヴィクトリーヌ・ムーラン。『草上の昼食』や『オランピア』のモデルにもなった。

1861年のサロンに、『スペインの歌手』と、両親を描いた『オーギュスト・マネ夫妻の肖像』を応募し、いずれも初入選した。当時のフランスではスペイン趣味が流行しており、マネは、イタリア風の古典的作品に反発する立場から、スペインの写実主義的絵画に傾倒していた。彼は、マドリードの巨匠たちやフランス・ハルスを思い浮かべながら『スペインの歌手』を描いたと語っている。『スペインの歌手』は、サロン会場の人目につかない隅に展示されていたが、テオフィル・ゴーティエが絶賛したことから、急に中央の良い場所に移され、優秀賞（佳作）の評価まで受けた。アルフォンス・ルグロ、アンリ・ファンタン＝ラトゥール、カロリュス＝デュラン、フェリックス・ブラックモンなど、若いレアリスムの画家たちはこの作品に衝撃を受け、そろってマネの家を訪れた。マネは彼ら画家集団の核となっていった。一方、『オーギュスト・マネ夫妻の肖像』については、両親の間に奇妙な冷たさが流れていることから、批評家から、「マネは最も神聖な肉親の絆でさえも土足で踏みにじる」と非難された。それでも、サロンでの成功を重んじる父に対し、約束を果たすことができた。
同年秋には、イタリアン大通りのルイ・マルティネの画廊で主要作品を展示する展覧会を開いた。この時以来、マルティネ画廊ではマネ作品を取り扱うようになった。
1862年には、テュイルリー宮殿に隣接する庭園で開かれたコンサートを題材とした『テュイルリー公園の音楽会』を制作し、テオフィル・ゴーティエ、ボードレール、ジャック・オッフェンバック、ザカリー・アストリュク、アンリ・ファンタン＝ラトゥールといった社交界の友人たちをモデルとして登場させた。第二帝政下の華やかなブルジョワ社会を描いた作品である。マネは、1863年、マルティネ画廊での個展に『テュイルリー公園の音楽会』や『ローラ・ド・ヴァランス』を展示したが、輪郭がはっきりした筆遣いや、平面的な色面の処理が奇妙だと捉えられ、激しい非難にさらされた。
この時期、マネは、内縁の妻シュザンヌをモデルにした『驚くニンフ』や、レオン少年をモデルにした『剣を持つ少年』などを制作している。1862年にマネの父が亡くなると、1863年10月、マネはシュザンヌと結婚した。また、この頃知り合った女性ヴィクトリーヌ・ムーランにモデルを依頼して、『街の女歌手』、『ヴィクトリーヌ・ムーランの肖像』などを制作している。

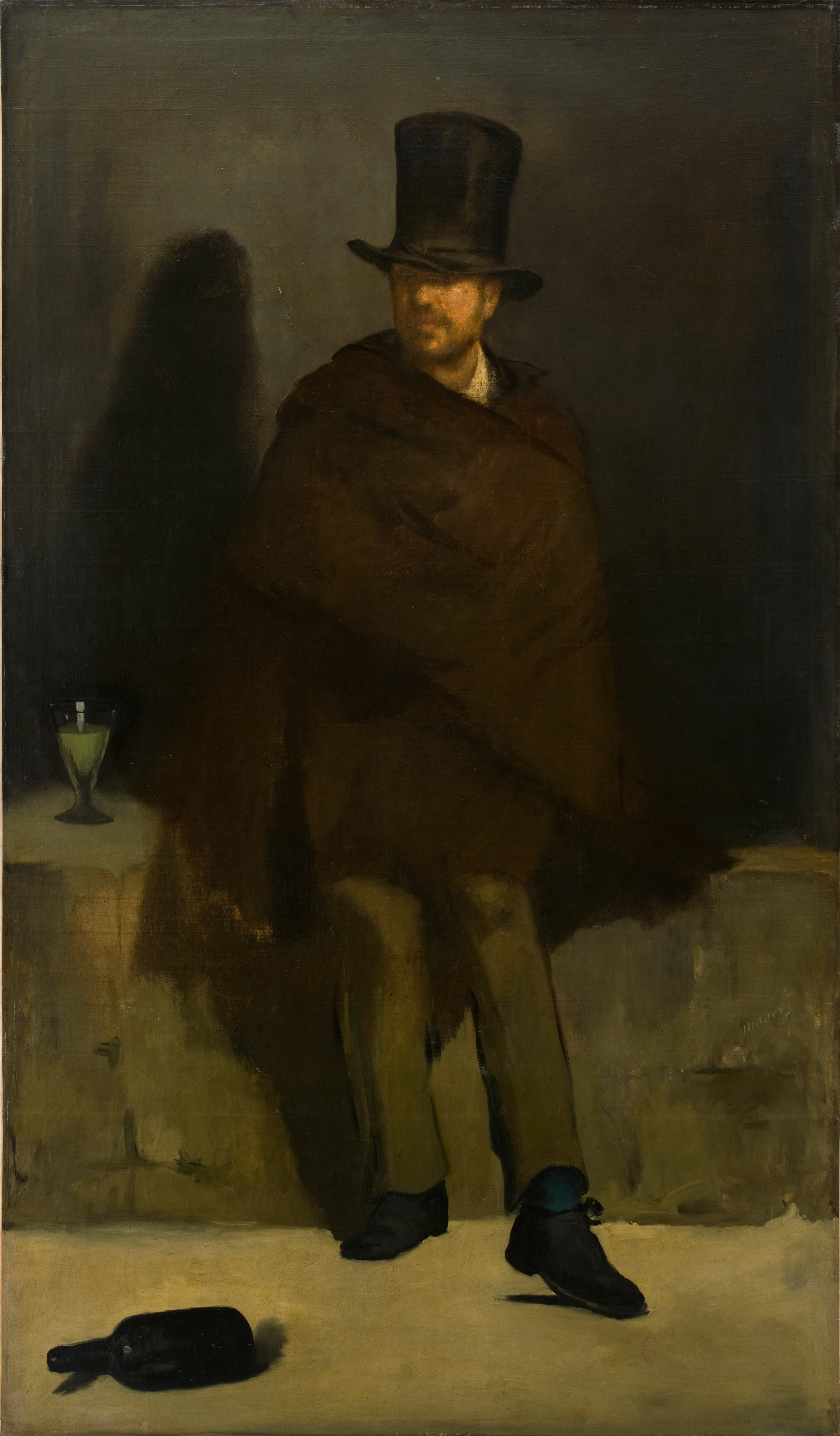
『アブサンを飲む男（英語版）』1859年。油彩、キャンバス、180.5 × 105.6 cm。ニイ・カールスベルグ・グリプトテク美術館（コペンハーゲン）。同年サロン落選[29]。
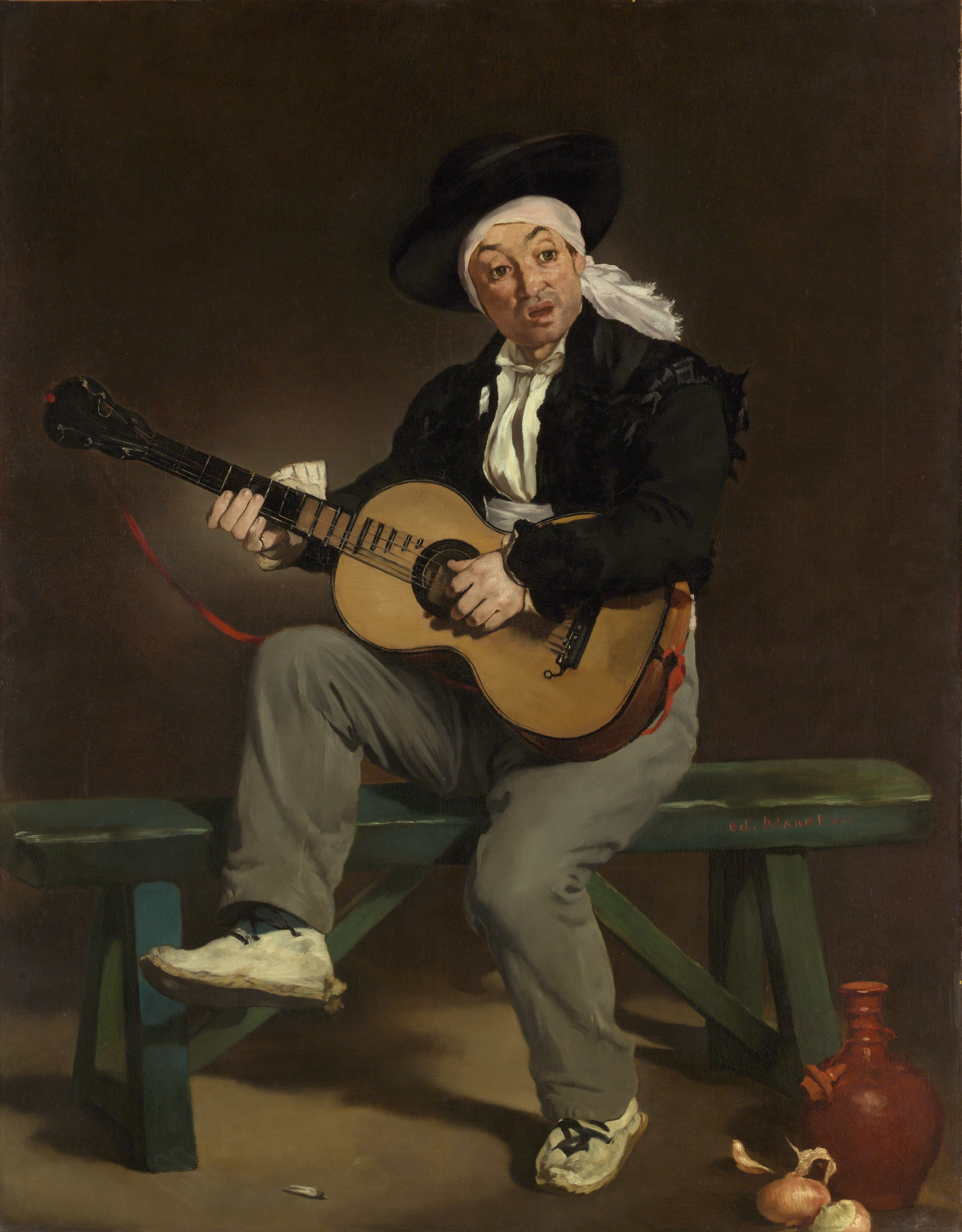
『スペインの歌手（英語版）』1860年。油彩、キャンバス、147.3 × 114.3 cm。メトロポリタン美術館[30]。1861年サロン入選[31]。
『オーギュスト・マネ夫妻の肖像（フランス語版）』1860年。油彩、キャンバス、135 × 115 cm。オルセー美術館[32]。1861年サロン入選[31]。
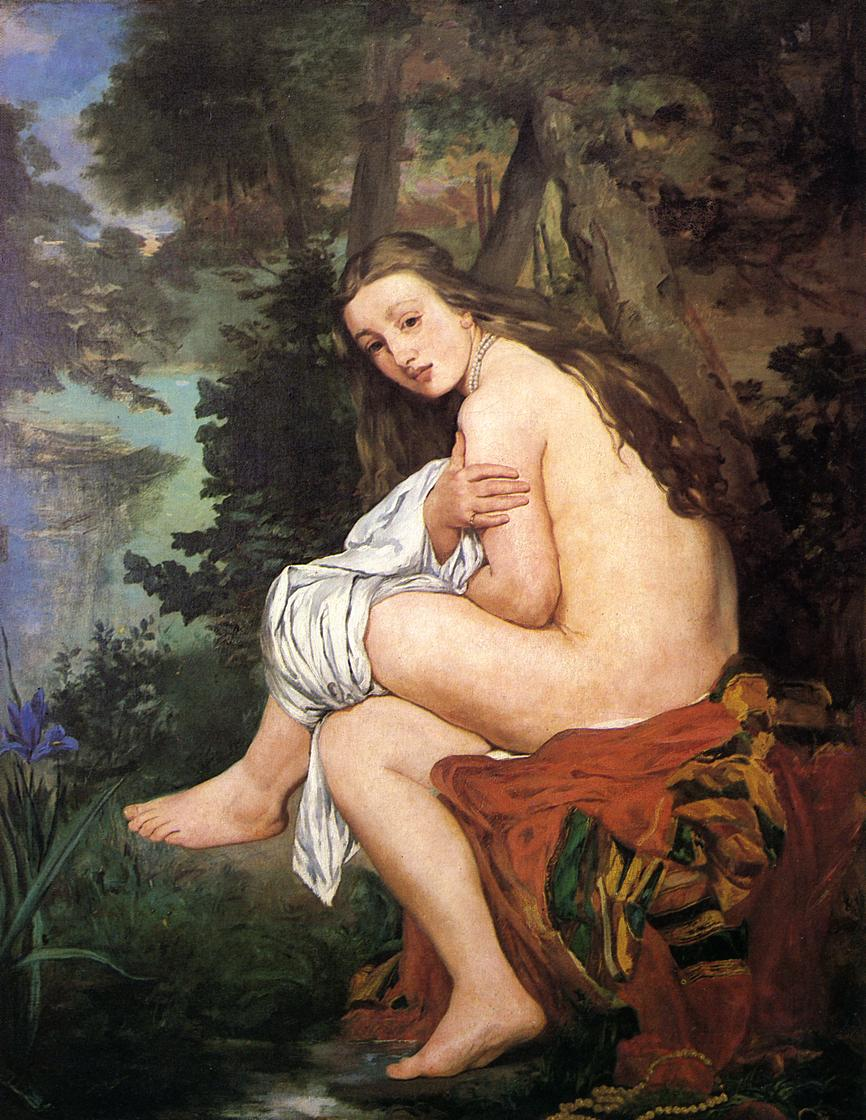
『驚くニンフ（英語版）』1860-1861年。油彩、キャンバス、146 × 114 cm。ブエノスアイレス国立美術館。
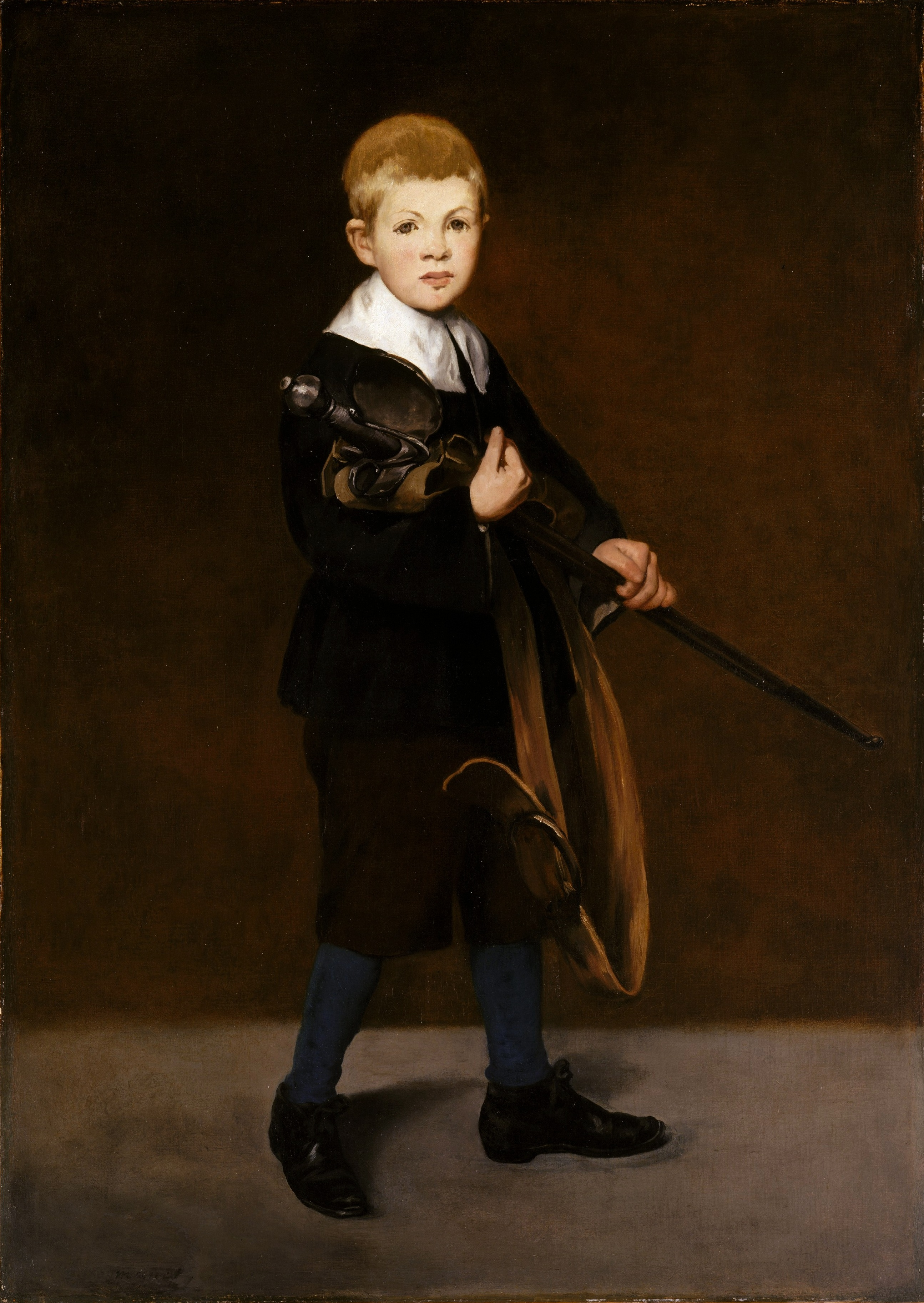
『剣を持つ少年（英語版）』1861年。油彩、キャンバス、131.1 × 93.4 cm。メトロポリタン美術館[33]。
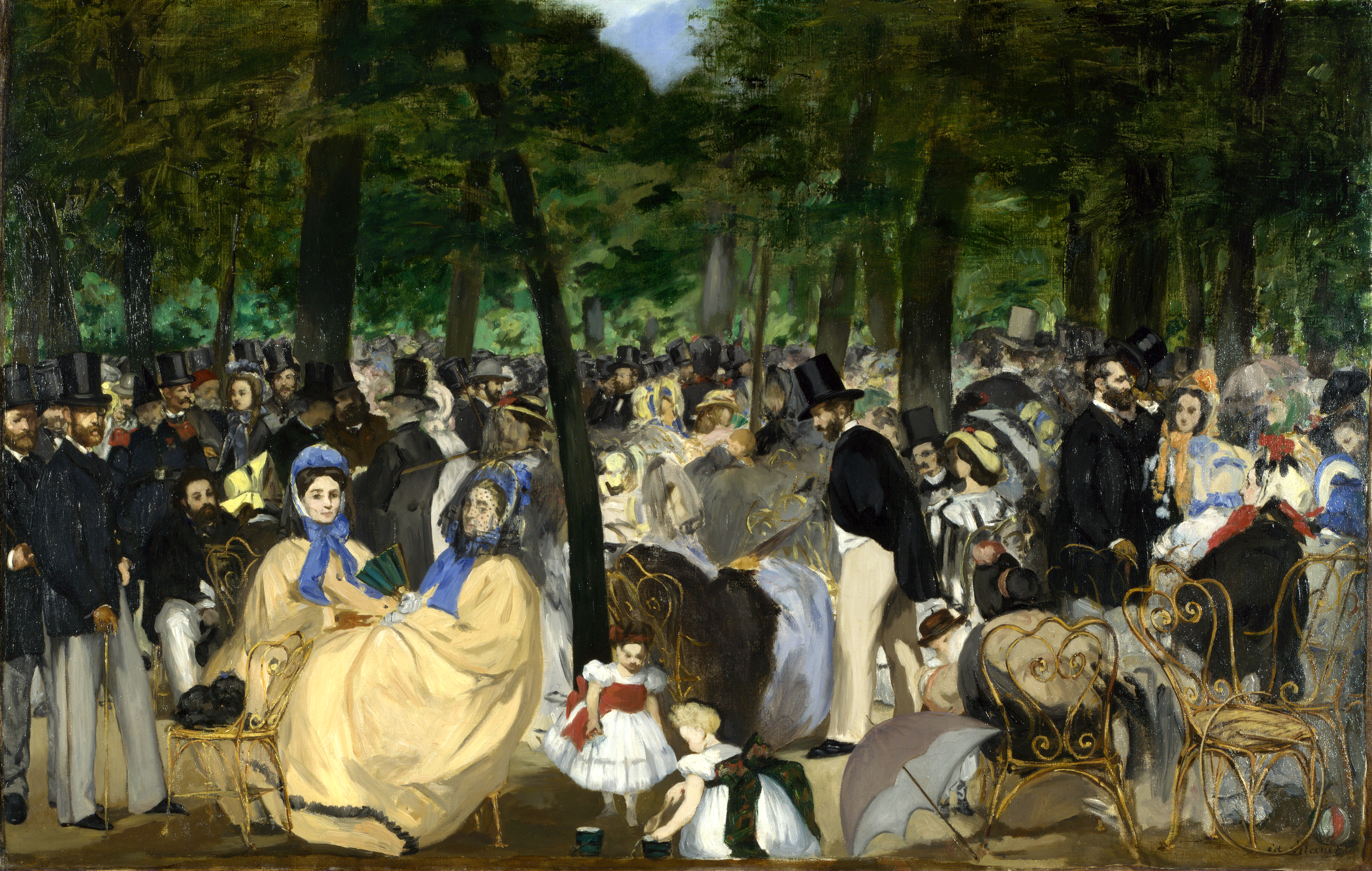
『テュイルリー公園の音楽会』1862年。油彩、キャンバス、76.2 × 118.1 cm。ナショナル・ギャラリー（ロンドン）[34]。
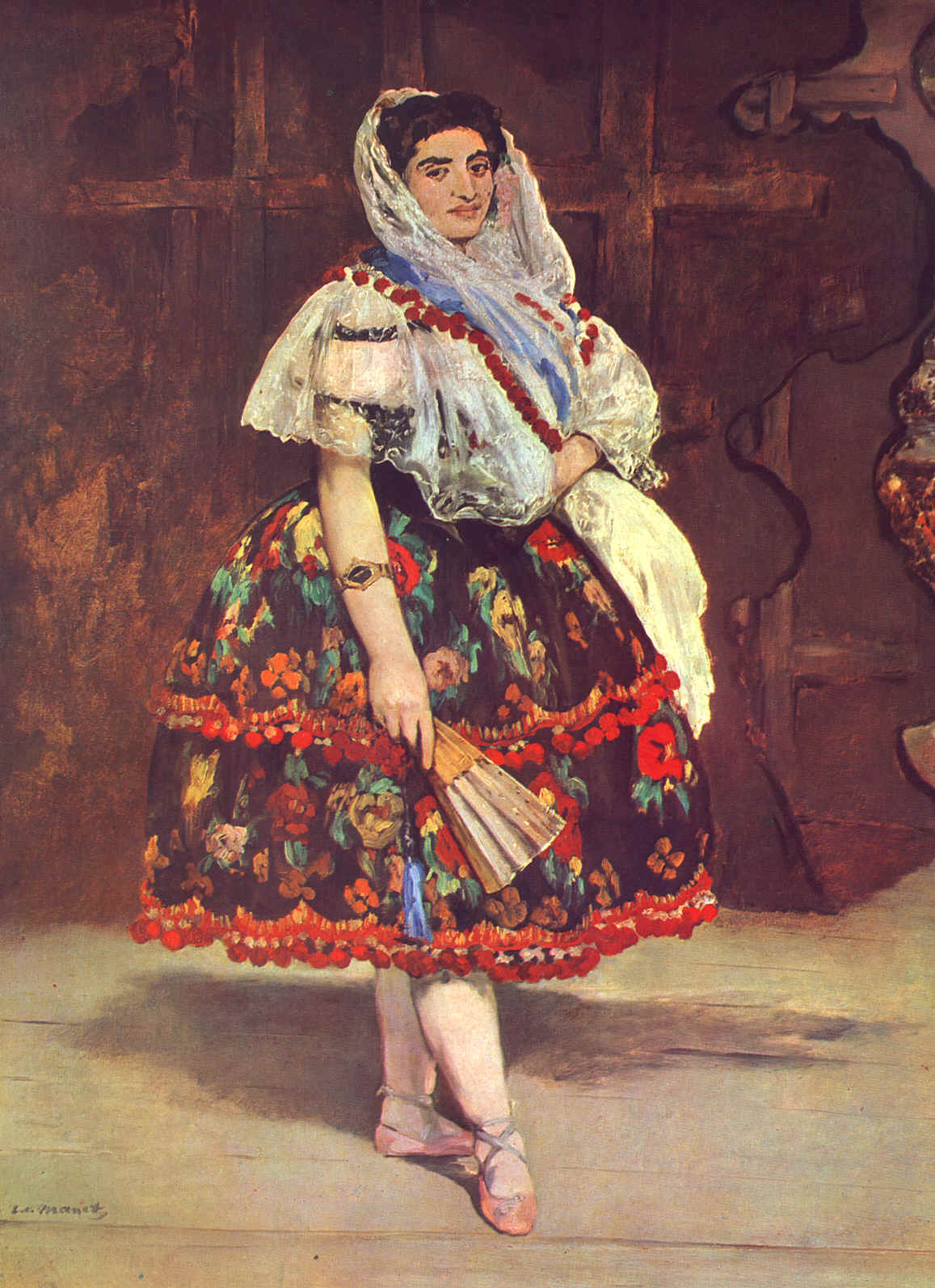
『ローラ・ド・ヴァランス（フランス語版）』1862年。油彩、キャンバス、123 × 92 cm。オルセー美術館[35]。
『老音楽師』1862年。油彩、キャンバス、187.4 × 248.2 cm。ナショナル・ギャラリー（ワシントンD.C.）[36]。
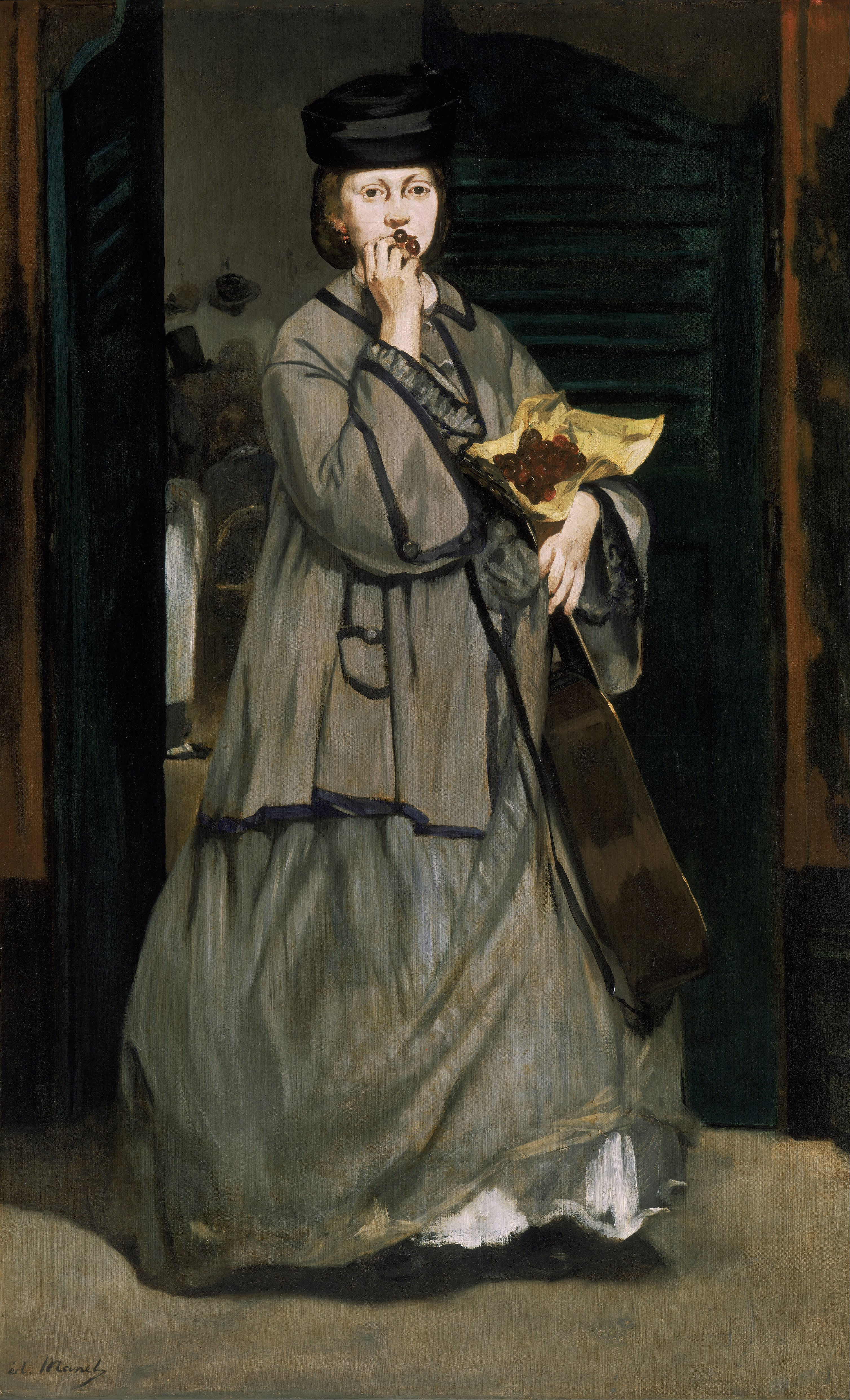
『街の女歌手』1862年頃。油彩、キャンバス、171.1 × 105.8 cm。ボストン美術館[37]。
『ヴィクトリーヌ・ムーランの肖像（フランス語版）』1862年頃。油彩、キャンバス、42.9 × 43.8 cm。ボストン美術館[38]。

### 絵画界のスキャンダル（1860年代半ば）

#### 『草上の昼食』

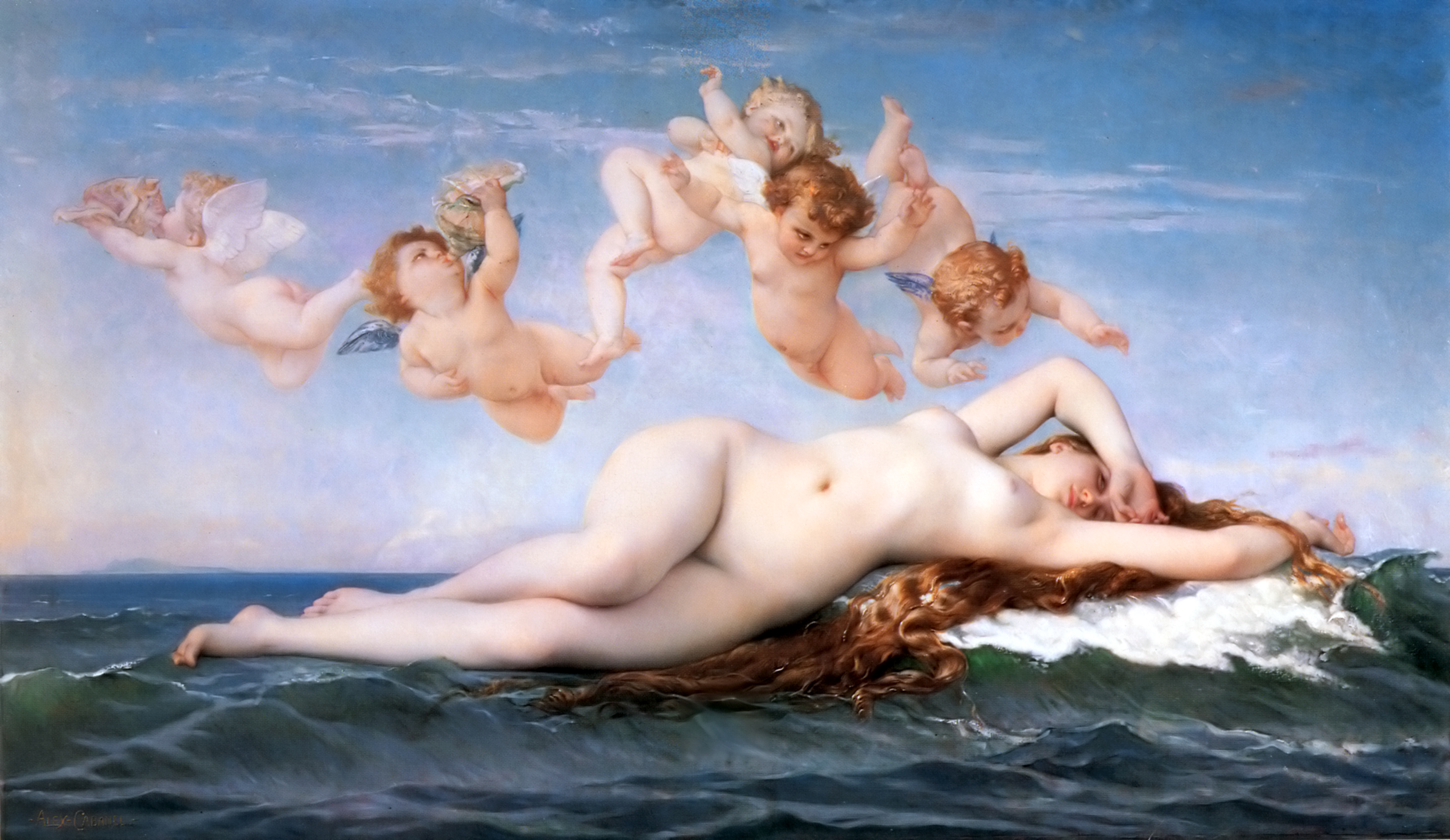
『草上の昼食』が落選したのと同じ1863年のサロンで絶賛を浴びたアレクサンドル・カバネル『ヴィーナスの誕生』。

マネは、1863年のサロンに応募したが、落選した。この年のサロンの審査は例年に比べ非常に厳しく、落選者の不満が高まった。これを懸念したナポレオン3世が、サロンと並行して、サロン落選作で構成する落選展を開催することを命じた。マネの『水浴』（後に『草上の昼食』と改題）、『マホの衣装を着けた若者』、『エスパダの衣装を着けたヴィクトリーヌ・ムーラン』も落選展に展示された。ところが、特に『草上の昼食』は、批評家たちから酷評と嘲笑を浴び、一大スキャンダルとなった。当時、裸婦を描くこと自体は珍しいものではなく、実際、この年のサロンで賞賛されたアレクサンドル・カバネルの『ヴィーナスの誕生』は、官能的な裸婦を描いているが、現実ではなく神話の世界を描いたものであるため、良識に反することはなかった。また、マネが発想源としたティツィアーノの『田園の奏楽』でも、裸のニンフと着衣の男性が描かれている。しかし、『草上の昼食』の裸婦は、パリの現実の女性が着衣の男性と談笑するというもので、風紀に反すると考えられた。裸婦の周りに、果物などの食べ物や、脱いだ後の流行のドレスが描かれることによって、裸婦がニンフなどではなく現実の女性であることが露骨に強調されることになった。当時の鑑賞者は、この作品から、社会の陰の部分である売春の世界を読み取った。批評家エルネスト・シェノーは、「デッサンと遠近法を学べば、マネも才能を手に入れることができるだろう」と、描き方の稚拙さを指摘するとともに、「ベレー帽をかぶり短いコートを着た学生たちにかこまれ、葉の影しか身にまとっていない娘を木々の下に座らせている絵が、申し分なく清純な作品だとは思えない。[中略]彼は俗悪な趣味の持ち主だ。」と、テーマ自体を厳しく批判した。

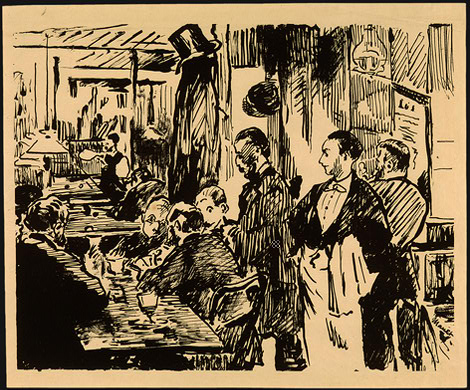
マネ『カフェにて』（リトグラフ）。カフェ・ゲルボワの様子と思われる。

1864年、バティニョール大通り34番地に引っ越した。マネは、自由奔放な私生活を送っており、以前から、イタリアン大通りのカフェ・トルトーニや、カフェ・ド・バードに足繁く通っていたが、バティニョール大通りに移った頃から、カフェ・ゲルボワに足を運ぶようになったと思われる。カフェ・ゲルボワのマネの周りには、次第に美術家や文学者が集まり始めた。その中には、詩人のザカリー・アストリュク、中学時代・クチュール画塾時代からの友人アントナン・プルースト、写真家ナダール、批評家ルイ・エドモン・デュランティ、テオドール・デュレ、フィリップ・ビュルティ、画家アンリ・ファンタン＝ラトゥール、アントワーヌ・ギユメ、版画家マルスラン・デブータンなどがいた。
作家のアルマン・シルヴェストルは、カフェ・ゲルボワでのマネについて、次のように描写している。

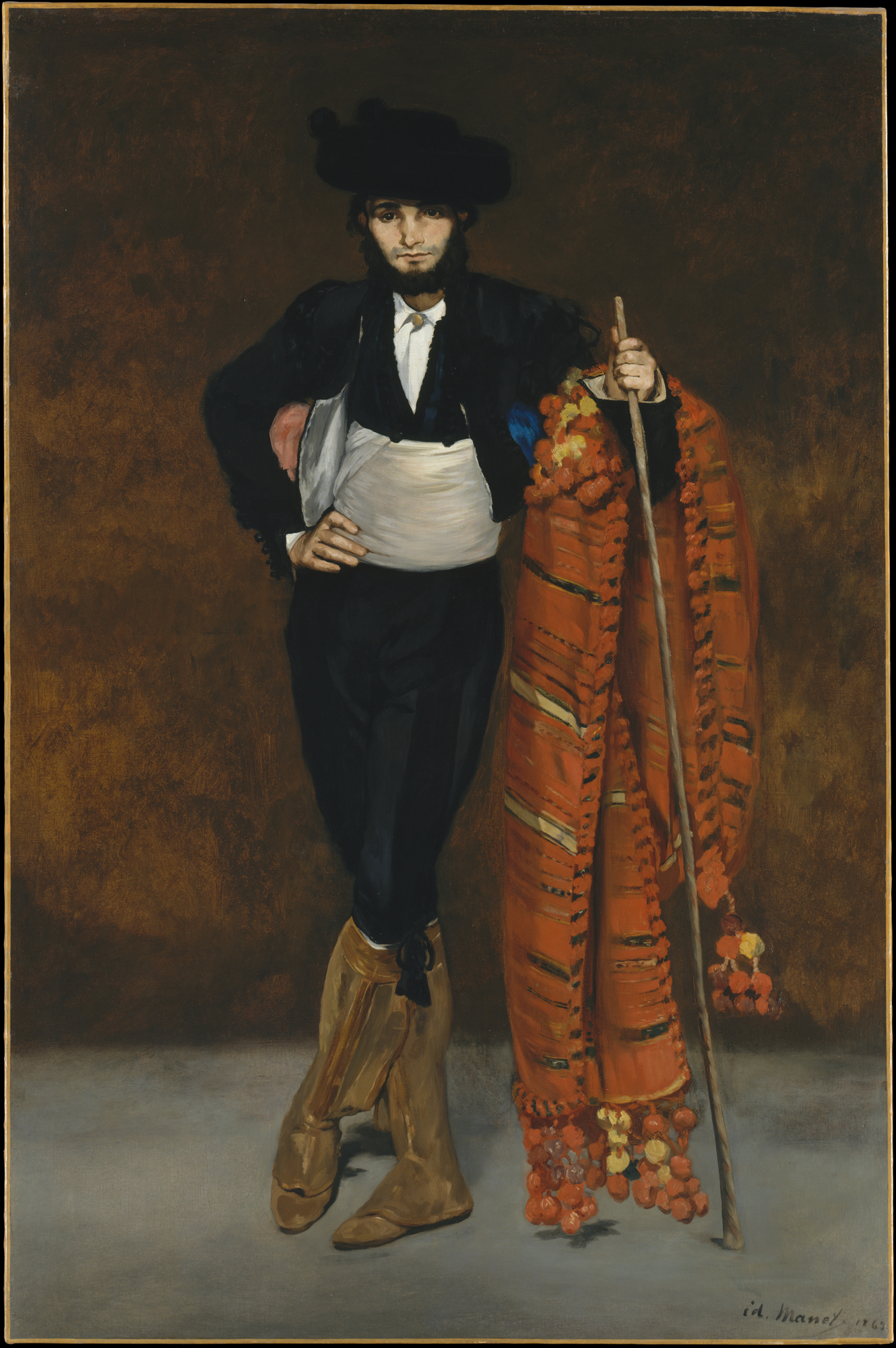
『マホの衣装を着けた若者（フランス語版）』1863年。油彩、キャンバス、188 × 124.8 cm。メトロポリタン美術館[48]。1863年サロン落選、落選展展示[49]。
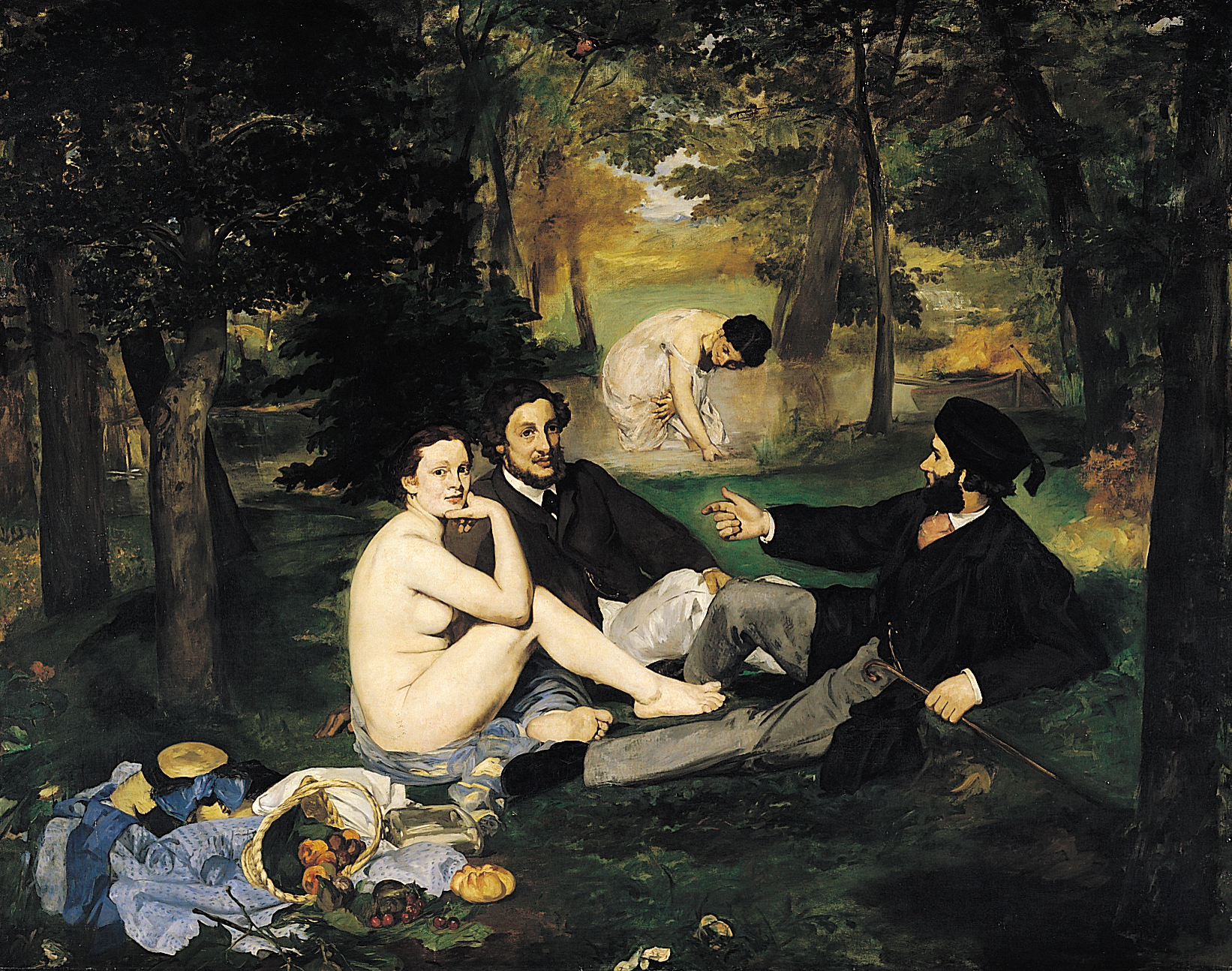
『草上の昼食』（当初の題は『水浴』）1863年。油彩、キャンバス、207 × 265 cm。オルセー美術館。1863年サロン落選、落選展展示[50]。
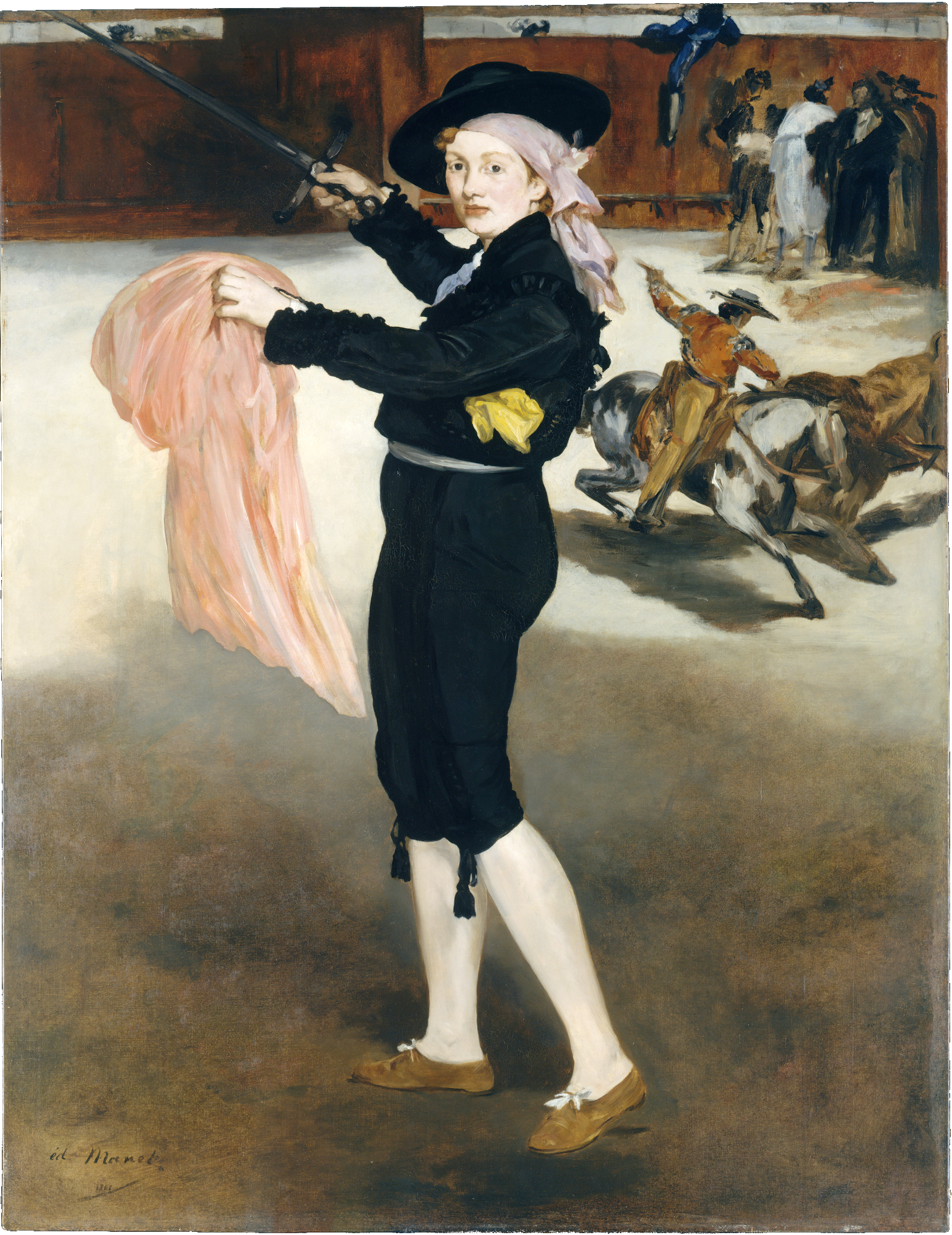
『エスパダの衣装を着けたヴィクトリーヌ・ムーラン（フランス語版）』1862年。油彩、キャンバス、165.1 × 127.6 cm。メトロポリタン美術館[51]。1863年サロン落選、落選展展示[49]。
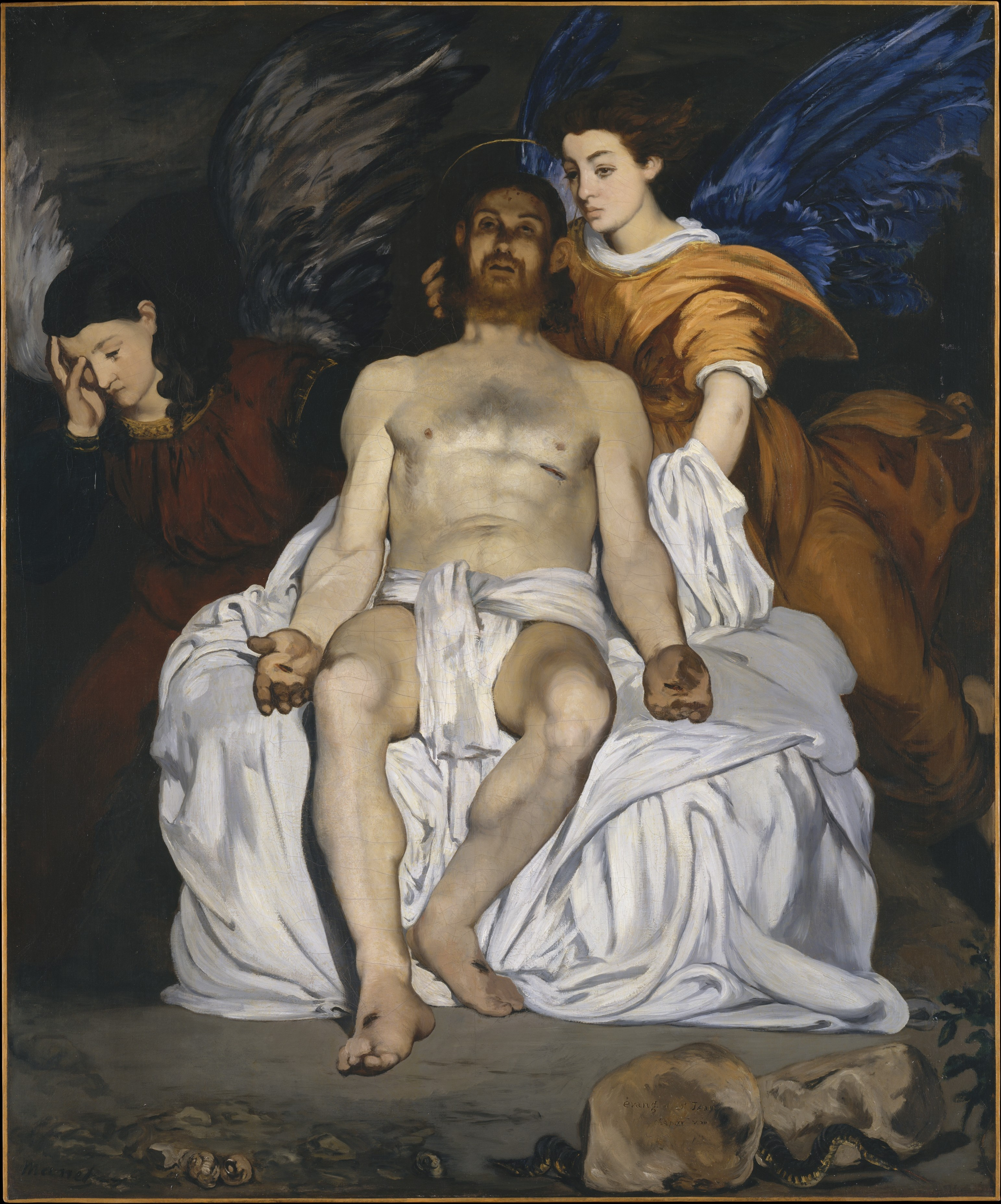
『死せるキリストと天使たち』1864年。油彩、キャンバス、179.4 × 149.9 cm。メトロポリタン美術館[52]。1864年サロン入選[49]。

#### 『オランピア』
1864年のサロンには、『死せるキリストと天使たち』とスペインの闘牛の絵を提出し、入選した。ボードレールは、審査委員であった友人に、マネの作品を良い場所にかけてくれるように依頼したり、マネがゴヤやベラスケスを模倣しているとの批判的意見に反論したりしている。しかし、批判は強く、マネはこれに落胆し、闘牛の絵を切断して二つの部分だけを残した。

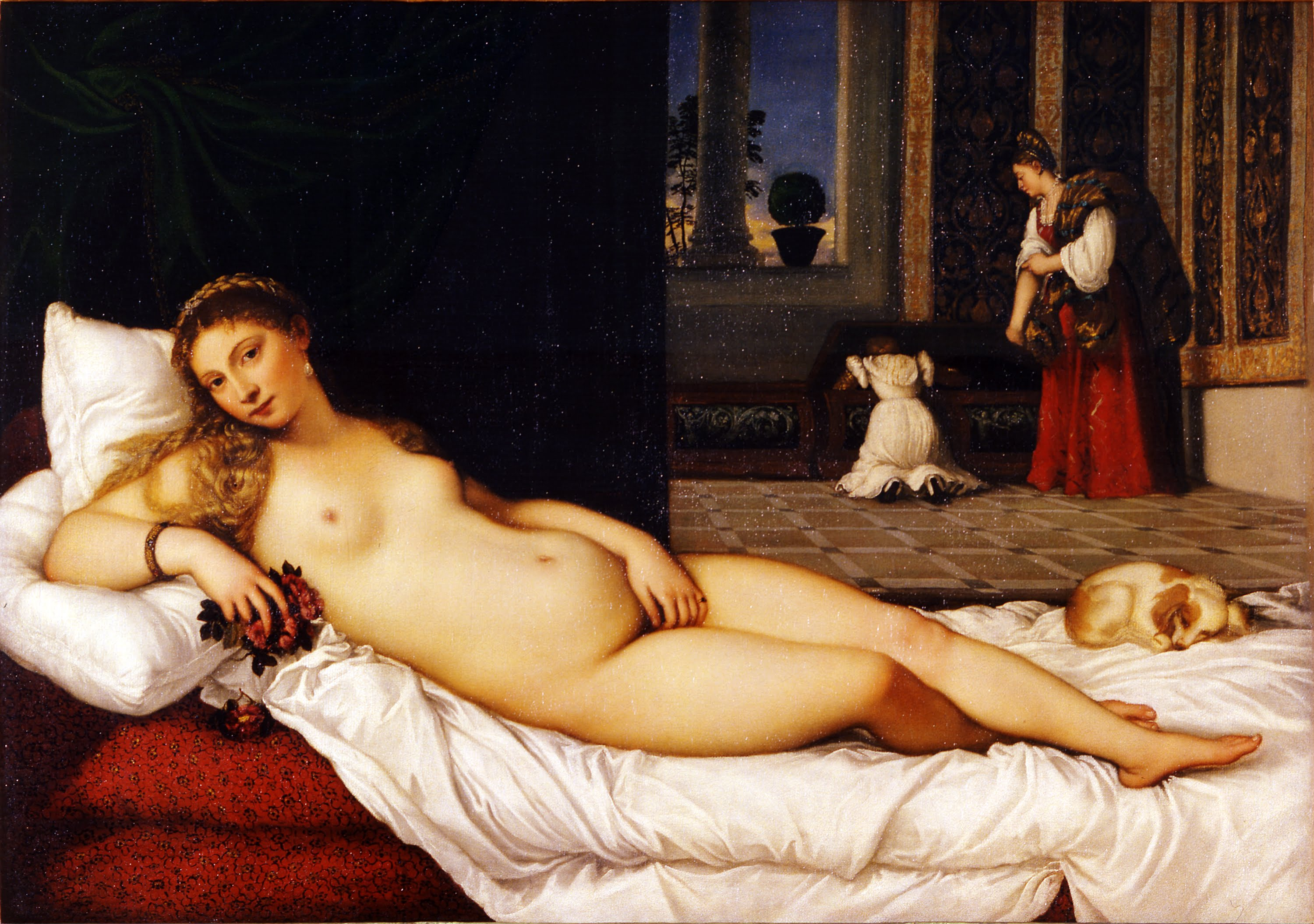
『オランピア』の参照源となったティツィアーノの『ウルビーノのヴィーナス』

マネは、1865年のサロンに、ヴィクトリーヌをモデルとした『オランピア』を出品し、入選した。ところが、この作品は、『草上の昼食』以上のスキャンダルを巻き起こした。裸婦がベッドに寝そべる構図は、ティツィアーノの『ウルビーノのヴィーナス』を発想源としていたが、マネの作品は、ヴィーナスとは程遠い、パリの娼婦を描くものであることが明らかであった。表題の「オランピア」とは、娼婦（ドゥミ・モンデーヌ）の源氏名として広く使われる名前であったし、黒人のメイドは娼館に多かった。メイドが運ぶ花束は、前夜の客から贈られたものである。『ウルビーノのヴィーナス』に描かれていた犬は忠誠・貞節のシンボルだが、マネが描き入れた黒猫は、性的なイメージを暗示するものと受け止められた。マネは、急速に近代化が進むパリのブルジョワ社会の暗部を赤裸々に描き出したのであった。
なお、この時のサロンで、クロード・モネが海景画2点を提出し、アルファベット順でマネと同じ部屋に並べられていたが、この海景画を見た人が、名前の似たマネの作品と誤解し、マネに祝福の言葉をかけた。マネは、自分の名前を悪用して名を売ろうとする画家がいると思い、憤慨したという。

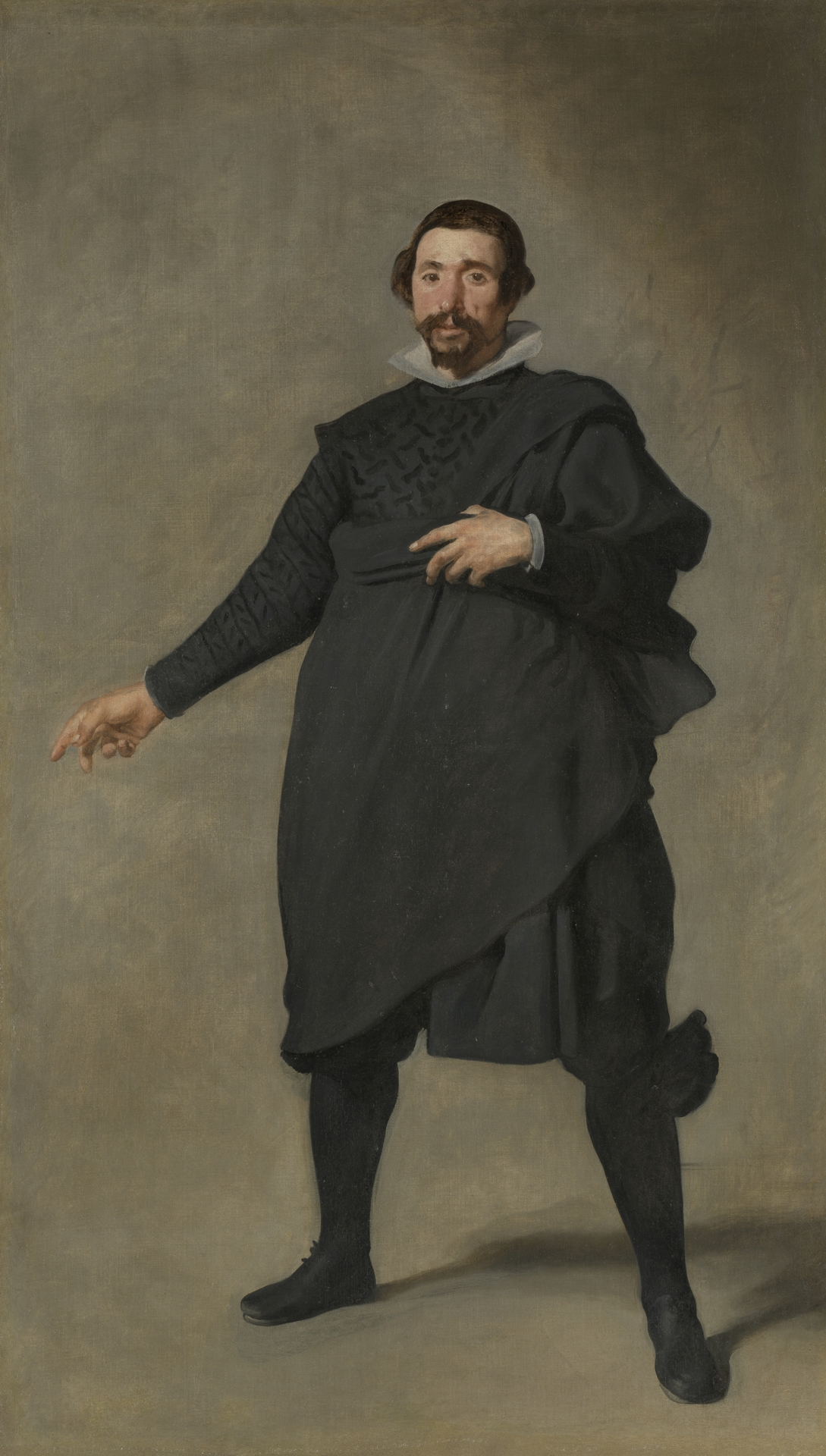
スペイン旅行で影響を受けたベラスケスによる肖像画。

マネは、『オランピア』への批判に意気消沈し、ブリュッセルにいたボードレールに宛てて、「あなたがここにいてくださったら、と思います。ぼくの上には、罵詈雑言が雨あられと降っています。」と書き送り、ボードレールから励ましを受けている。マネは、物議に辟易し、8月からスペインに旅行をした。マドリードの王立美術館（現プラド美術館）でベラスケスを中心とするスペイン絵画に触れ、友人ファンタン＝ラトゥールに、「ベラスケスを観るだけでも旅に出る意味がある。」と書き送っている。また、マネは、「これらの素晴らしい作品の中で最も驚くべき作品、おそらくこれまでに描かれた最も驚くべき絵画作品は、フェリーペ四世の時代のある有名な俳優の肖像と目録に記載されている絵だ。背景が消えている。黒一色の服を着て生き生きとしたこの男を取り囲んでいるのは空気なのだ。」と書いている。この旅の中で、批評家テオドール・デュレと知り合い、親友となった。

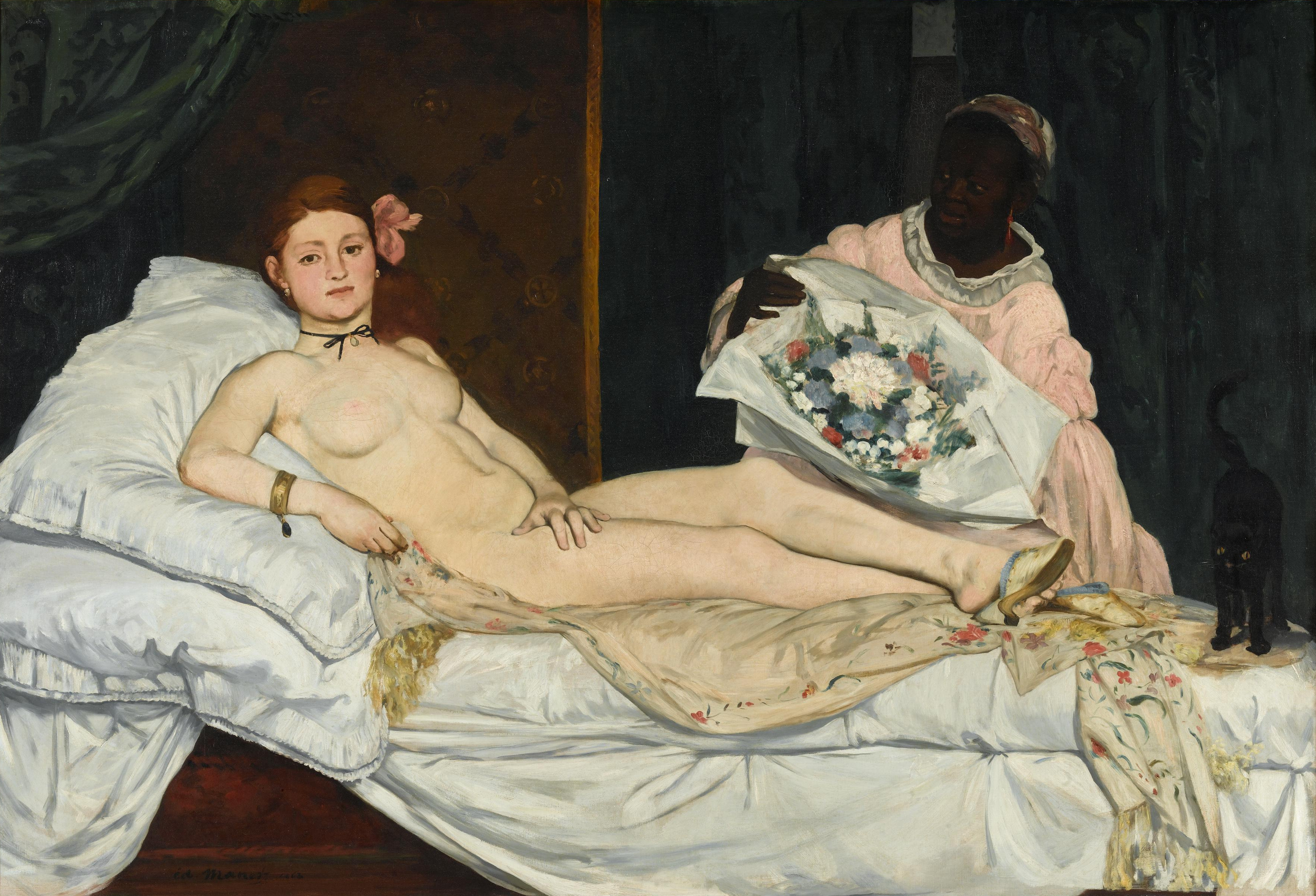
『オランピア』1863年。130.5 × 191 cm。オルセー美術館[60]。1865年サロン入選[61]。
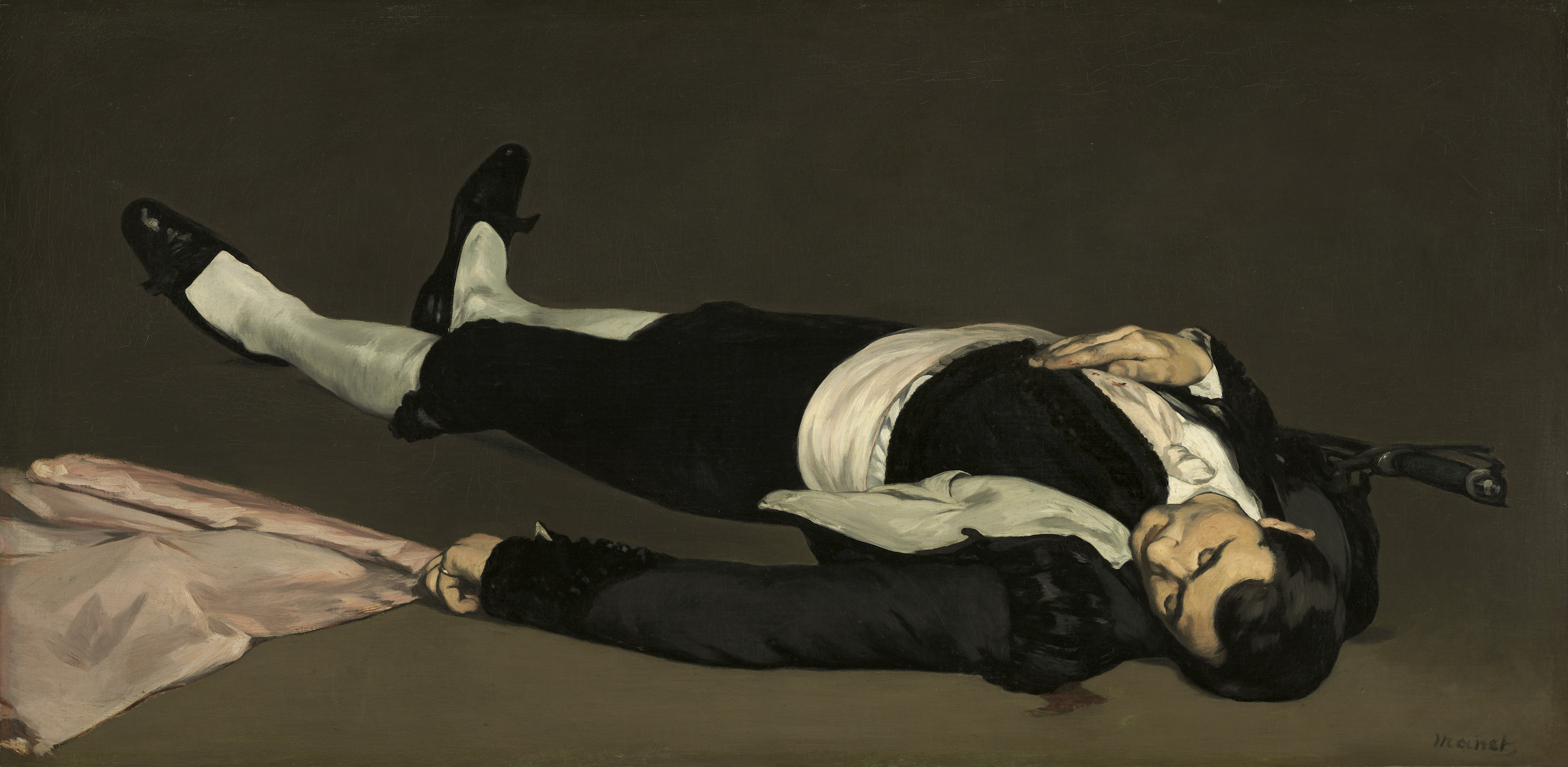
『死せる闘牛士（フランス語版）』1864年? 油彩、キャンバス、75.9 ×153.3 cm。ナショナル・ギャラリー（ワシントンD.C.）[62]。1864年サロン入選作『闘牛のエピソード』をマネ自身が上下に分断した下部[49]。
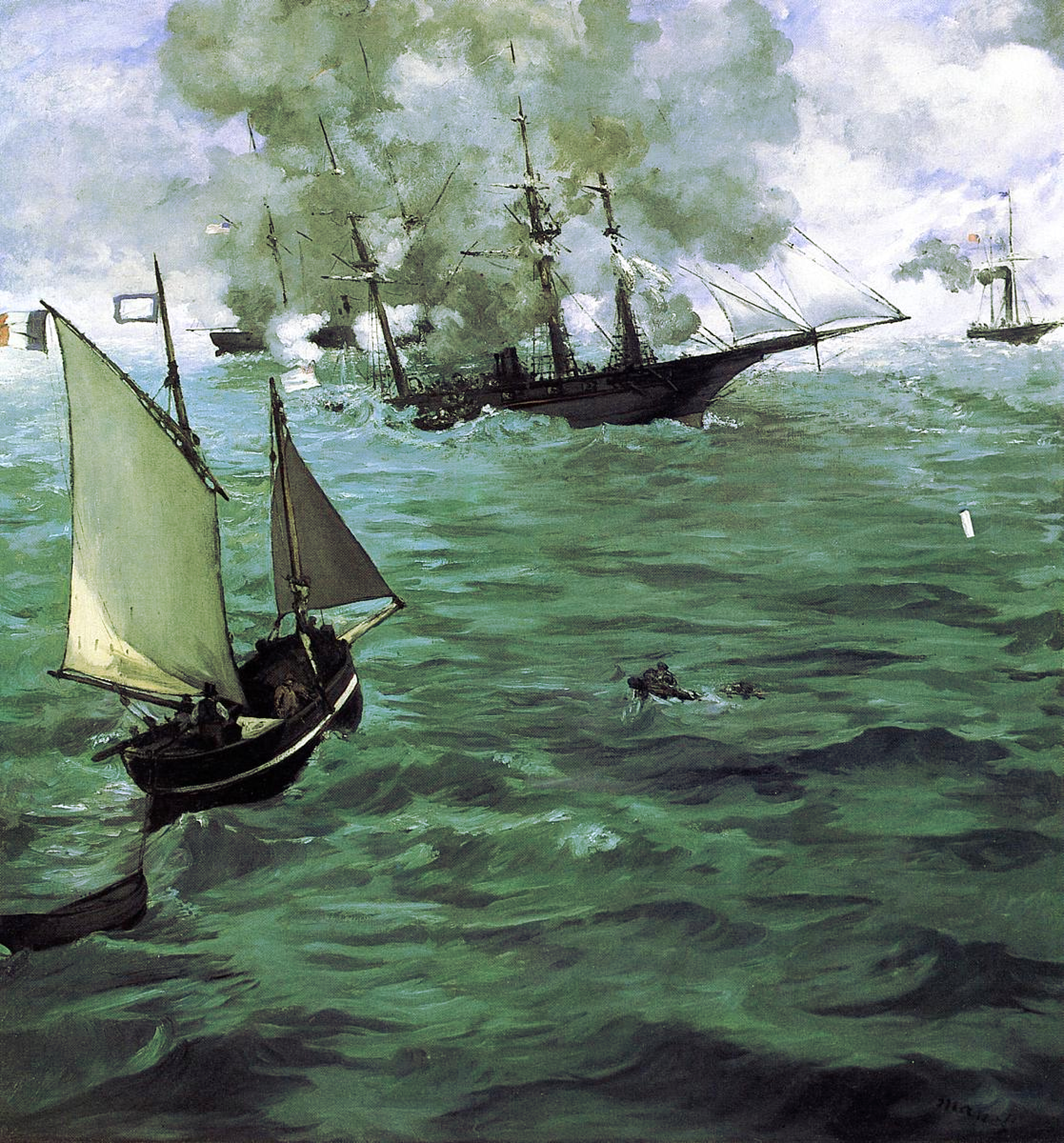
『キアサージ号とアラバマ号の海戦』1864年。油彩、キャンバス、137.8 × 128.9 cm。フィラデルフィア美術館[63]。1872年サロン入選[64]。

### バティニョール派の形成（1860年代後半）

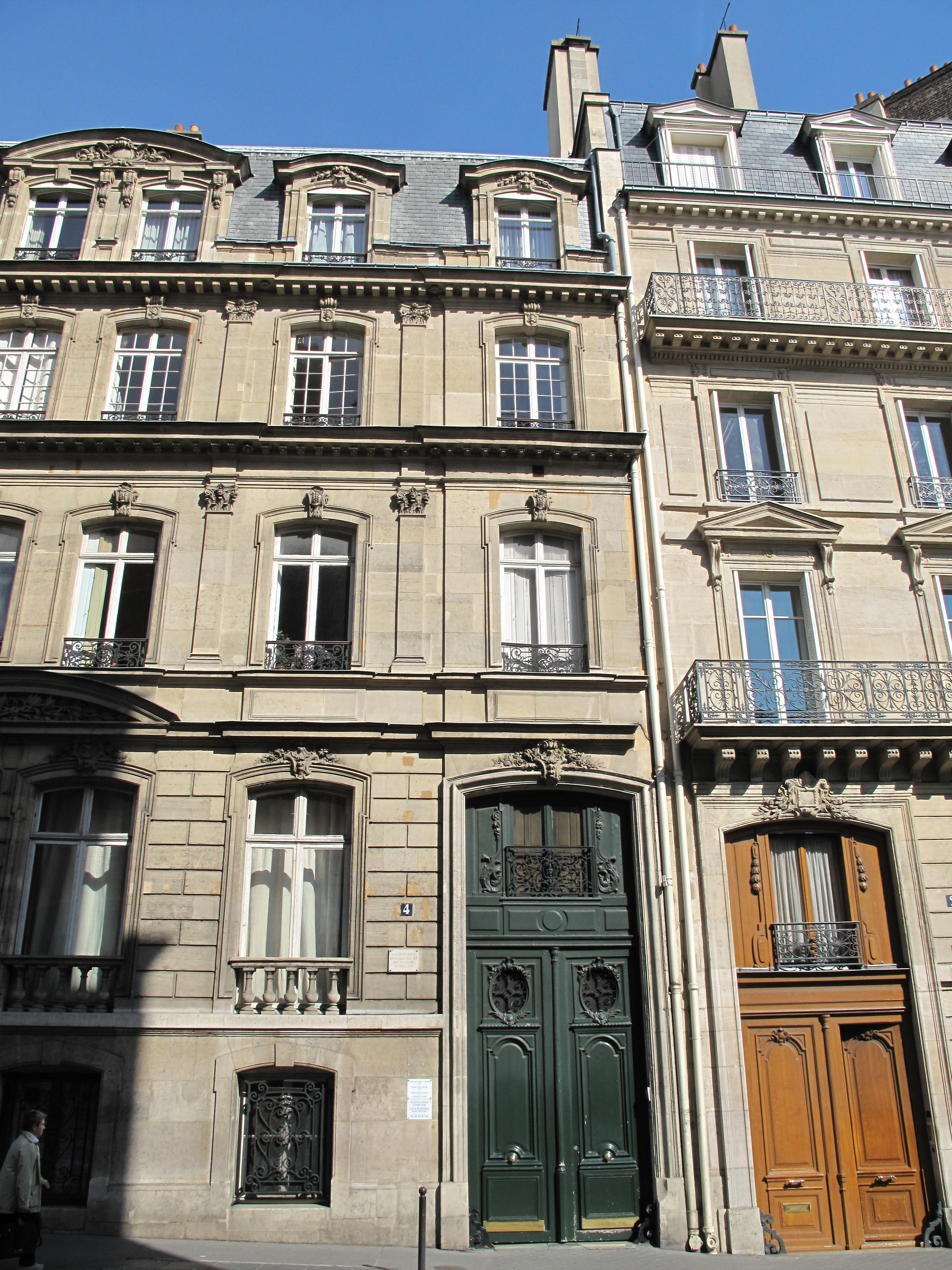
サン＝ペテルスブール通り4番地のマネが住んでいた家。

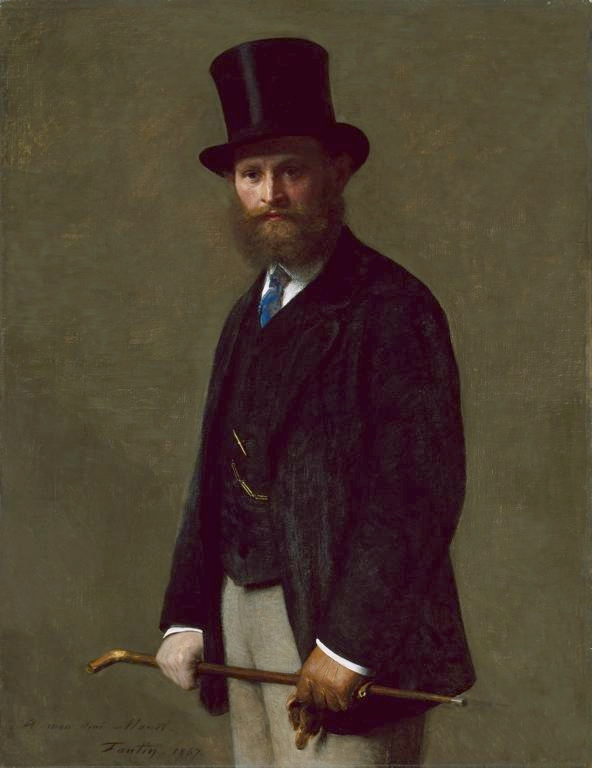
アンリ・ファンタン＝ラトゥールによるマネの肖像画（1867年）。

マネは、1866年、サン＝ラザール駅近くのサン＝ペテルスブール通りに住居を移し、死去までこの通りに住んだ。
マネは、1866年のサロンに『笛を吹く少年』を提出したが、落選した。この作品は、スペイン旅行でベラスケスに学んだ単純で平坦な背景処理を実践したものであった。駆け出しの作家だったエミール・ゾラが、この年の春、画家アントワーヌ・ギユメの紹介でマネのアトリエを訪れ、マネに心酔するようになった。ゾラは、『レヴェヌマン』紙で、サロンで落選した『笛を吹く少年』について、「私はこれほどまでに複雑でない方法で、これ以上力強い効果を得ることはできないように思う。」とマネを強く擁護した。
1867年のパリ万国博覧会では、ジャン＝レオン・ジェロームやカバネルのようなアカデミズム絵画のほか、ジャン＝バティスト・カミーユ・コロー、ジャン＝フランソワ・ミレーのようなバルビゾン派の作品が展示されたが、マネの作品は展示されなかった。そこで、マネは、展覧会場から遠くないアルマ橋付近に、多額の費用をかけてパビリオンを建て、10年近くにわたる主要作品50点を展示する個展を開いた。マネは、ゾラに宛てて、「私は危険な賭けをしようとしていますが、あなたのような人びとの助けがあるので成功を確信しています。」と書いている。しかし、賞賛した批評家もわずかにいたものの、マネが期待したような社会的評価は得られなかった。ただ、マネの傑作全てを一堂に見られる充実した内容であり、これを見た若い画家たちは大きな影響を受けた。モネやフレデリック・バジールが、サロンに頼らずに自分たちのグループ展を計画するきっかけにもなった。マネは、自分の作品についてほとんど文章を残していないが、個展に際しての「趣意書」の中では、次のように書いている。
ゾラは、1867年、『レヴェヌマン』紙の記事を発展させて小冊子「マネ論」を発表し、マネの個展の中で販売した。ゾラは、その中で、次のように書いている。これは、絵画は純粋に色彩と形態を追求するものだというモダン・アートの先駆けとなる考え方であった。

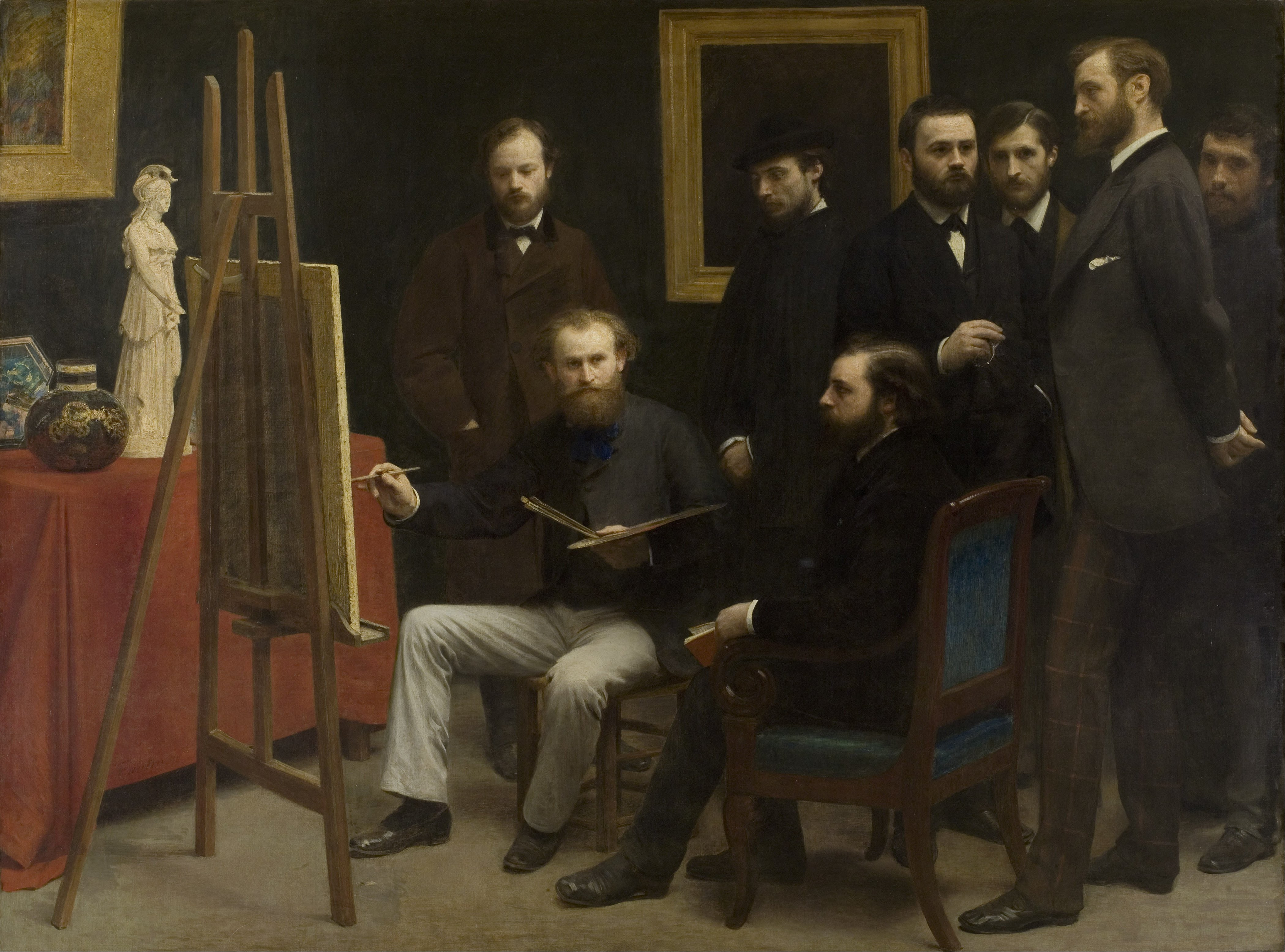
アンリ・ファンタン＝ラトゥール『バティニョールのアトリエ』1870年。アストリュクをモデルに絵筆を持つマネを、ルノワール、バジール、ゾラ、モネらが囲んでいる。

マネは、ゾラの応援に意を強くし、1868年のサロンにはゾラの肖像を出品している。その画中の机の上には、青い表紙の「マネ論」小冊子が描かれている。
1860年代後半には、クロード・モネも、アストリュクの紹介でマネと知り合った。ゾラやモネのほか、ピエール＝オーギュスト・ルノワール、フレデリック・バジール、カミーユ・ピサロなど、アカデミー・シュイスやシャルル・グレール画塾を中心として集まった若手画家たちも、カフェ・ゲルボワに顔を出すようになった。こうした若手画家たちは、「バティニョール派」と呼ばれるようになった。ファンタン＝ラトゥールが描いた『バティニョールのアトリエ』には、マネを中心とする若手画家たちの集まりが描かれている。1868年には、ファンタン＝ラトゥールを通じて、女性画家ベルト・モリゾとその姉エドマ・モリゾと知り合った。ベルト・モリゾは、マネの作品のモデルを務めるようになる。1869年2月には、エヴァ・ゴンザレスがマネのアトリエに弟子入りした。

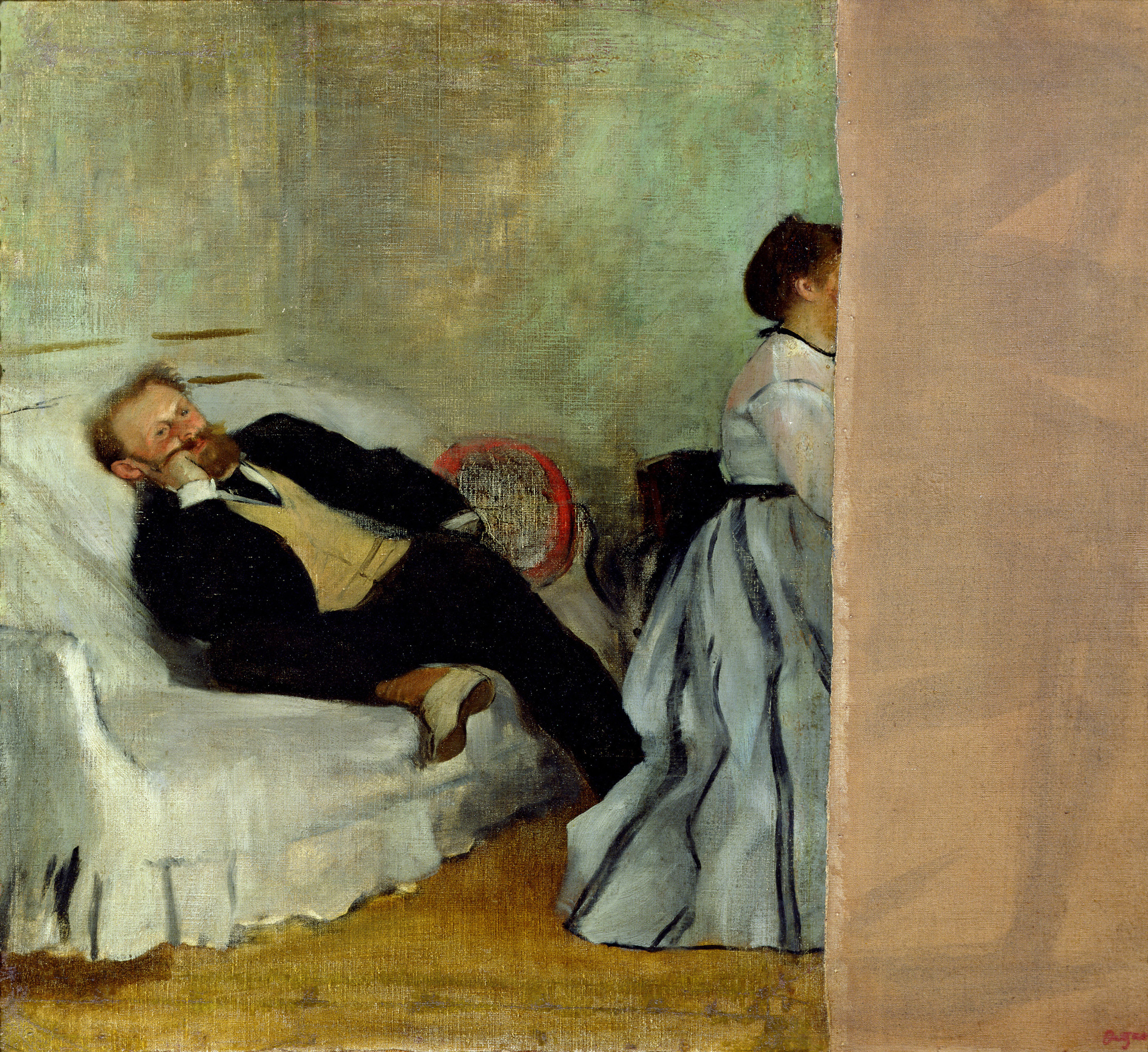
ドガ『マネとマネ夫人』1868-69年頃。マネが切断し、怒ったドガが描き直すためにキャンバスを右側に継ぎ足したが、結局描かれないまま終わった。

エドガー・ドガとは、ルーヴル美術館で模写をしている時に知り合って親しくなったが、ドガがカフェ・ゲルボワに出入りするようになったのは1868年春頃からである。2人は、互いに敬意を持ちながらも、遠慮なく辛辣な言葉の応酬を繰り返す関係だった。ドガが、ピアノを弾くシュザンヌとマネを描いた作品を贈ったが、マネは、妻の姿が気に入らず、絵を切断してしまった。ドガは、その絵をマネの家で目にして激怒し、マネからもらった静物画をマネに送り返した。ドガは、晩年、画商アンブロワーズ・ヴォラールから、「でも、その後マネと仲直りしましたよね」と聞かれると、「マネと仲違いしたままでいられるはずはないよ！」と答えている。
マネは、1867年にフランスが擁立していたメキシコ皇帝マクシミリアンが銃殺された事件を題材に、『皇帝マキシミリアンの処刑』の油彩画3点と石版画1点を制作していたが、1869年1月、内務省から、検閲により絵画がサロンに受け入れられないこと、石版画の印刷が禁止されることを通知された。ゾラは、『ラ・トリビューヌ』紙に、この検閲を批判する記事を載せた。
1869年のサロンには、『バルコニー』と『アトリエでの昼食』が入選した。『バルコニー』には、ベルト・モリゾがモデルとして登場している。左手前を見つめるモリゾを含め、3人の人物はぎこちなく、視線は虚ろで、かみ合っていない。モリゾは、サロン会場で見たこの作品について、「マネの作品は、いつものことですが、熟していない硬い果実のような印象を醸し出しています……『バルコニー』に描かれた私は醜いというよりも奇妙です。」と書いている。批評家たちは、登場人物が何を考えているのか不明瞭で、静物画のようだと言ってけなした。しかし、現在では、近代の人間の中に存在する無関心を描き出すことこそがマネの本質であったと評されている。
マネは、機知に富んだ言葉で相手をやっつけようとするところがあり、1870年には、エドモン・デュランティと口論の末、剣で決闘をするという出来事もあった。2人は、大きな怪我はなく、その日の夜には和解した。
第二帝政下最後のサロンとなった1870年のサロンには、『エヴァ・ゴンザレスの肖像』を提出したが、保守派の批評家アルベール・ヴォルフは、「油彩で描かれた醜い平坦なカリカチュア」、「注目を引くためだけのお粗末な絵」とこき下ろした。他方、テオドール・デュレやエドモン・デュランティは、マネを擁護する論評を書いた。

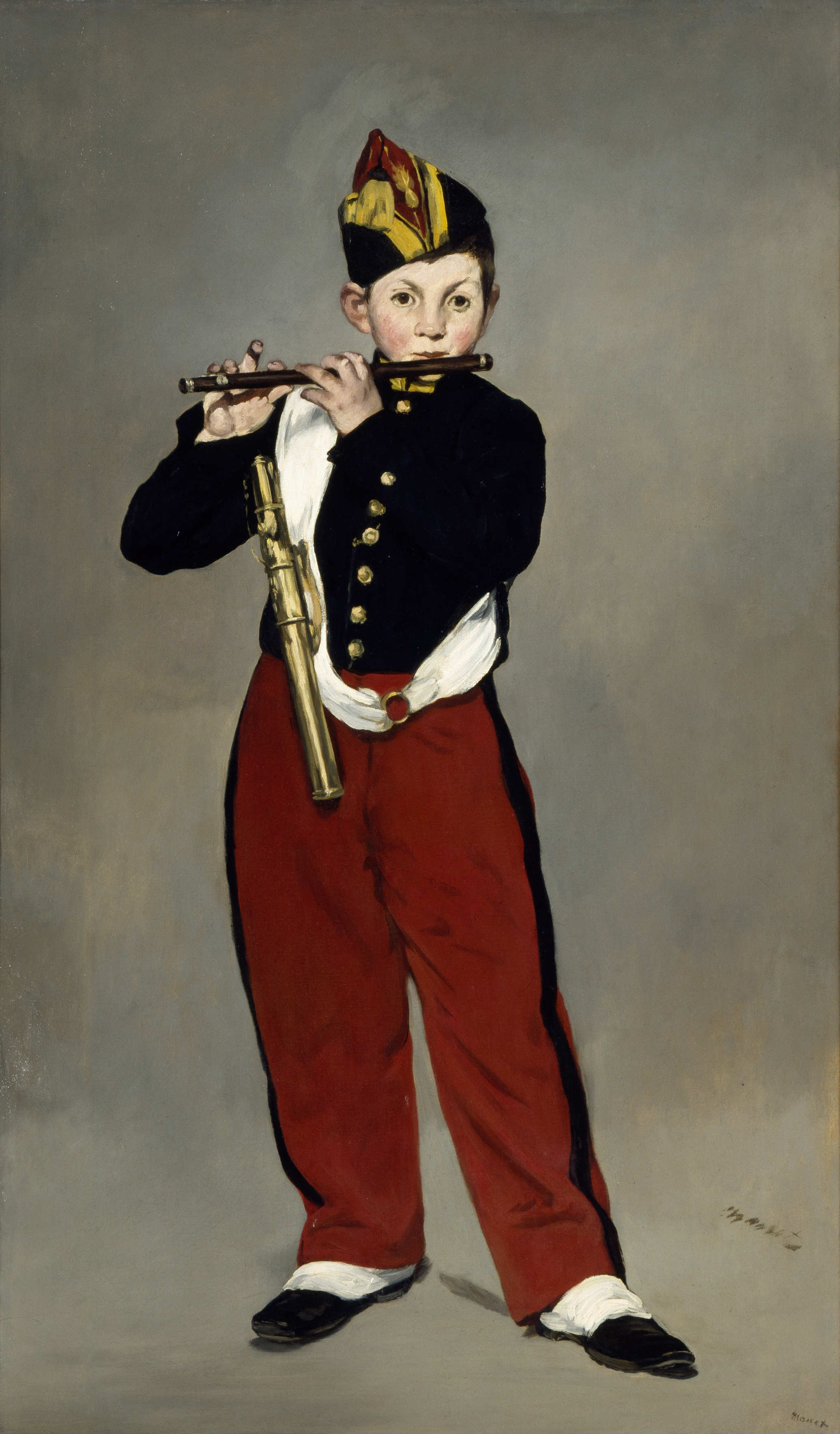
『笛を吹く少年』1866年。油彩、キャンバス、160.5 × 97 cm。オルセー美術館[84]。1866年サロン落選[85]。
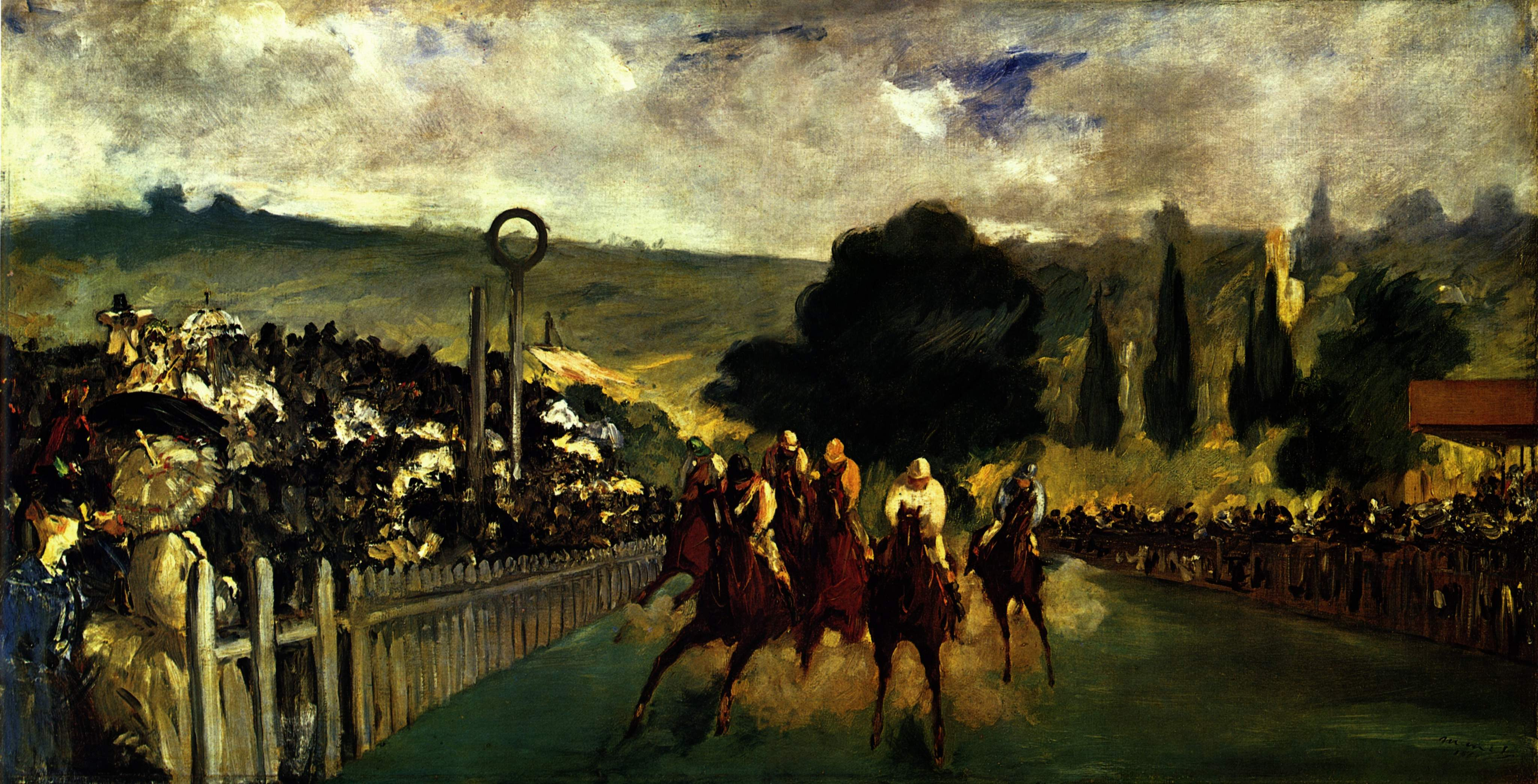
『ロンシャンの競馬場（英語版）』1866年。油彩、キャンバス、44 × 84.2 cm。シカゴ美術館[86]。
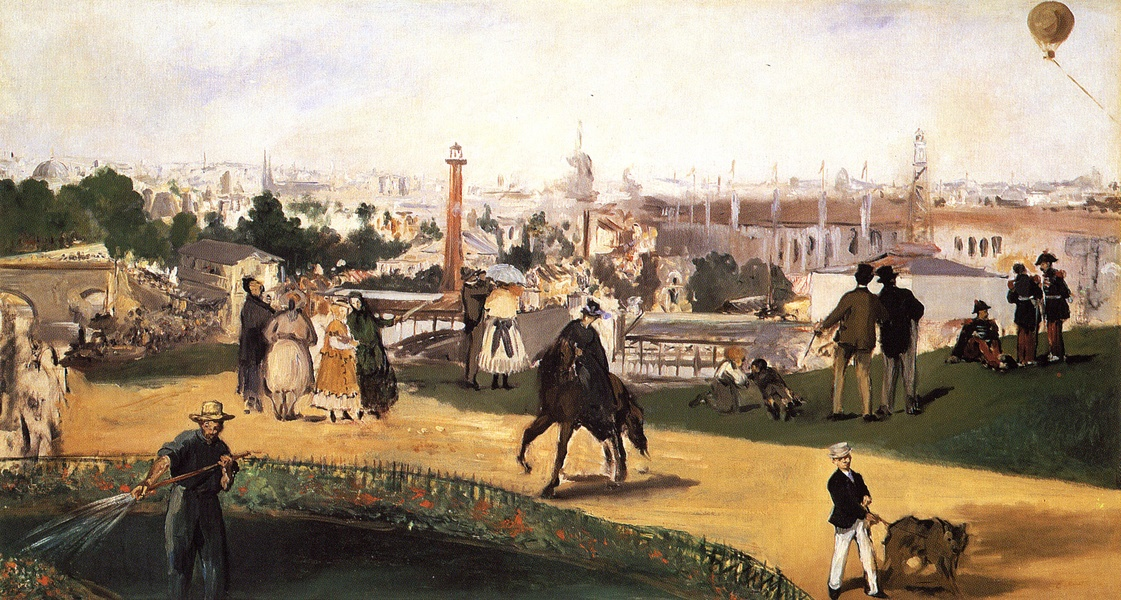
『1867年のパリ万国博覧会の光景』1867年。油彩、キャンバス、108 × 196 cm。オスロ国立美術館[87]。
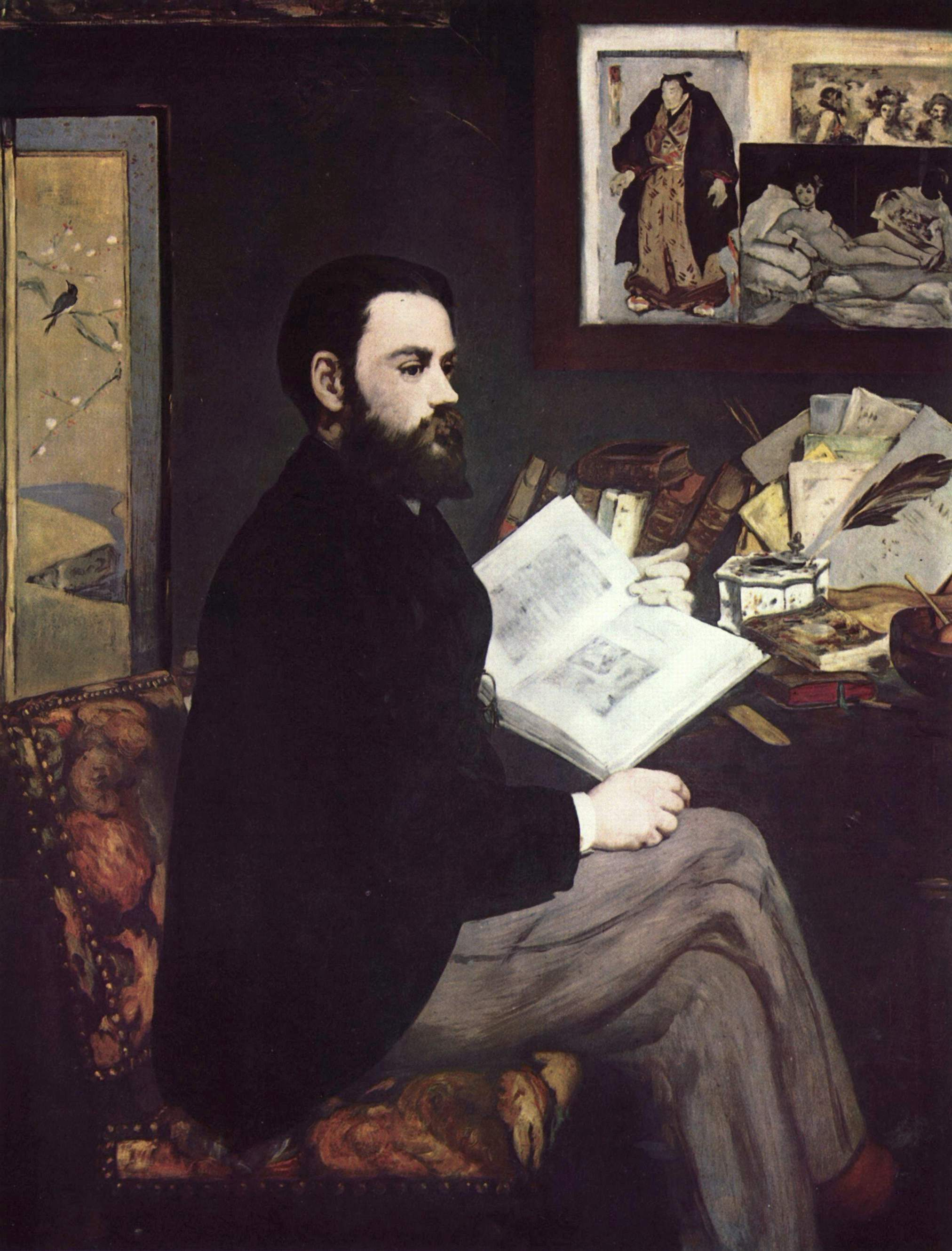
『エミール・ゾラの肖像』1868年。油彩、キャンバス、146 × 114 cm。オルセー美術館[88]。1868年サロン入選[89]。
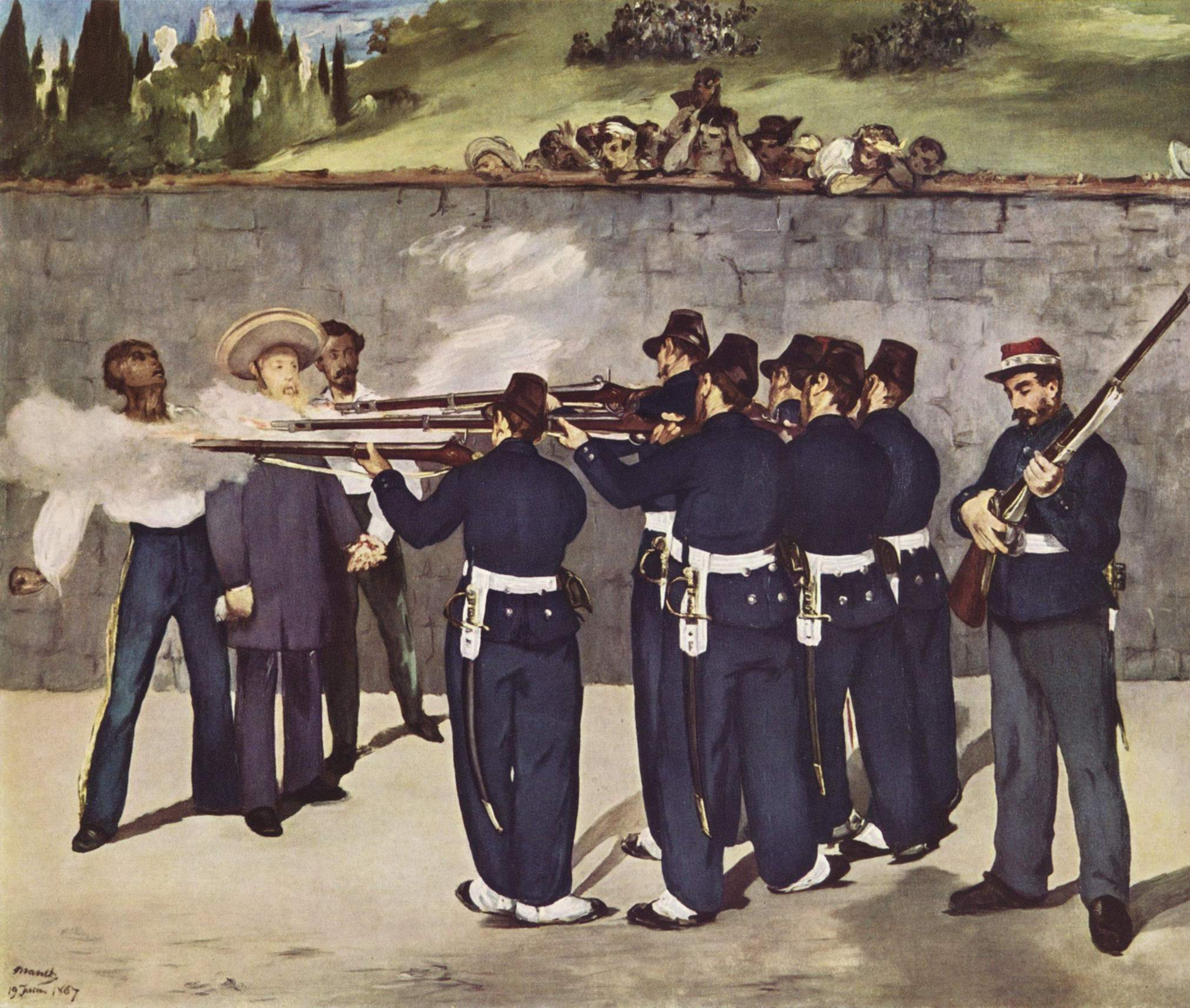
『皇帝マキシミリアンの処刑』1868年。油彩、キャンバス、252 × 305 cm。マンハイム市立美術館。
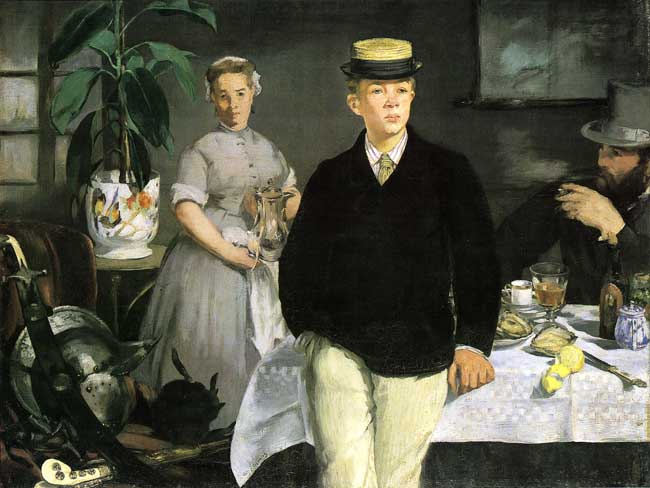
『アトリエでの昼食（英語版）』1868年。油彩、キャンバス、118 × 153.9 cm。ノイエ・ピナコテーク。1869年サロン入選[90]。
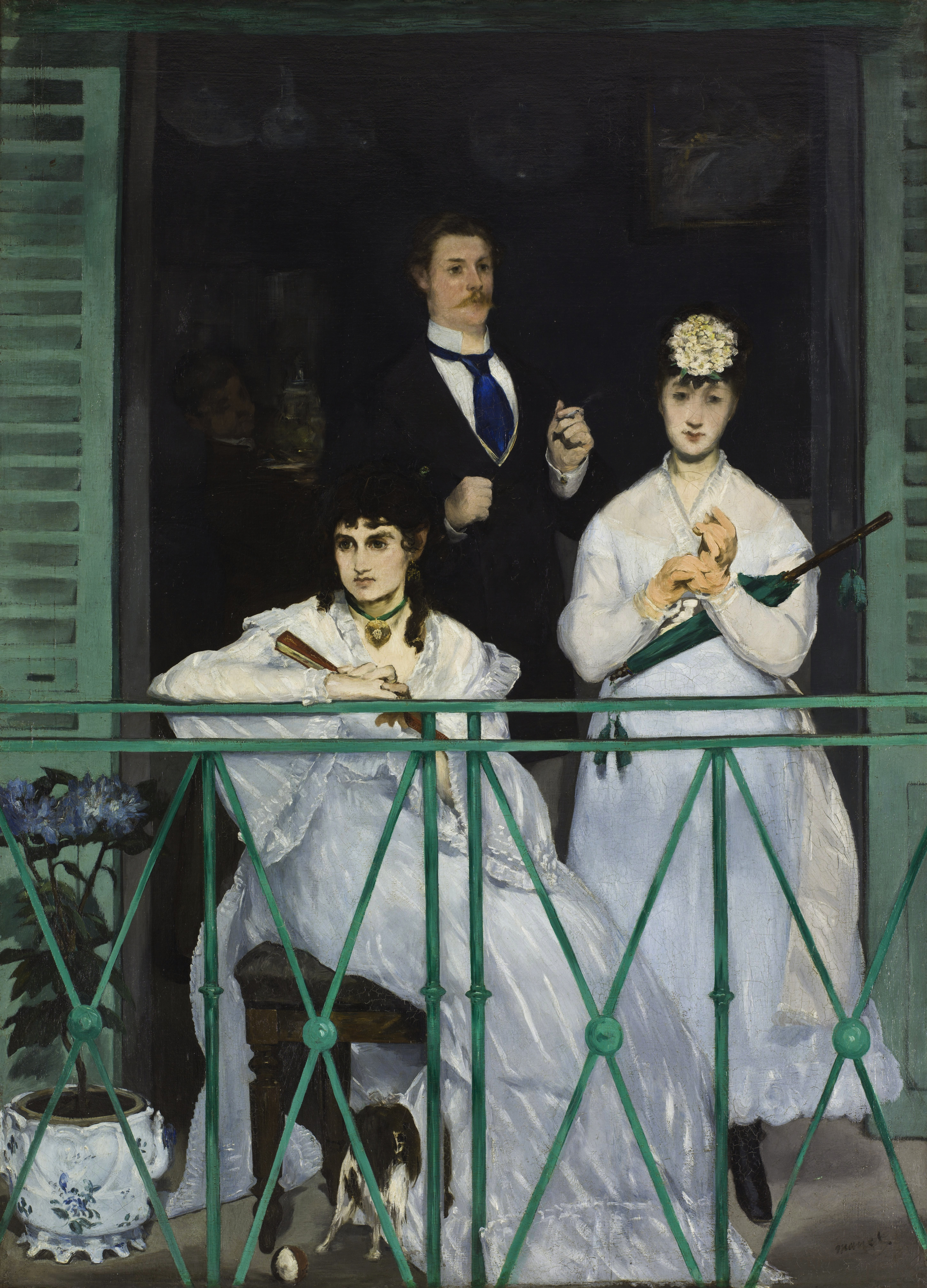
『バルコニー』1868-69年。油彩、キャンバス、170 × 125 cm。オルセー美術館[91]。1869年サロン入選[90]。
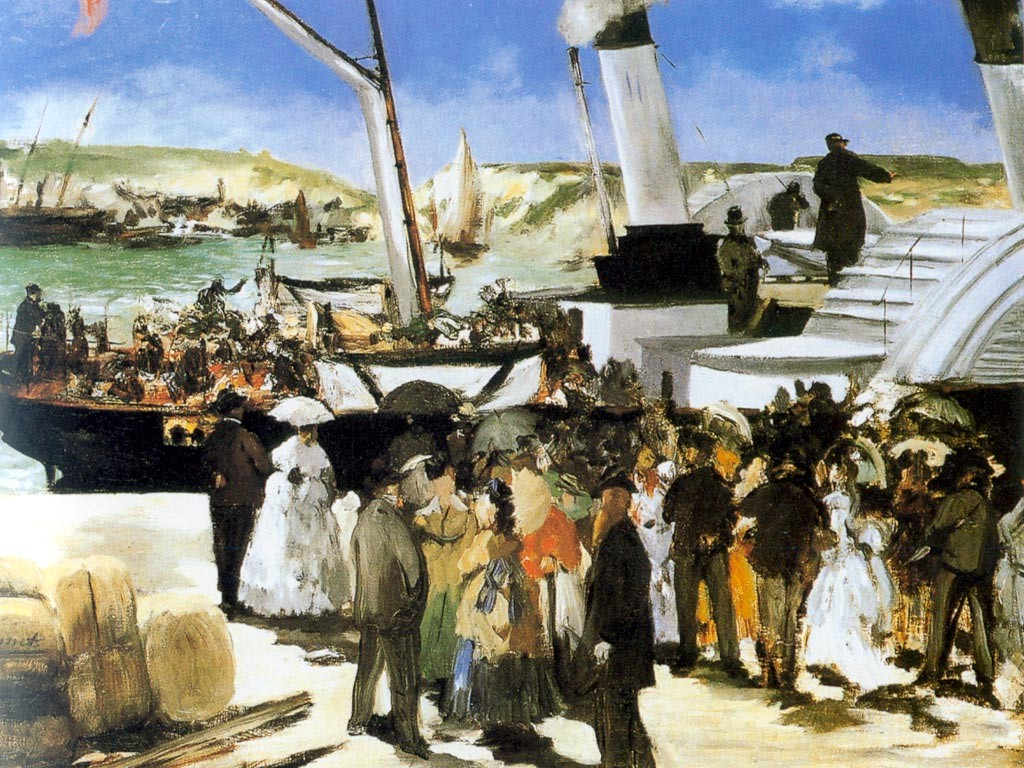
『フォークストンの汽船の出航（フランス語版）』1869年。油彩、キャンバス、63 × 73.5 cm。フィラデルフィア美術館[92]。
『エヴァ・ゴンザレスの肖像』1870年。油彩、キャンバス、191.1 × 133.4 cm。ナショナル・ギャラリー（ロンドン）。1870年サロン入選[76][64]。

### 第三共和政のパリ（1870年代）

#### 普仏戦争から1870年代初頭
1870年7月、普仏戦争が勃発し、ナポレオン3世は9月にスダンでプロイセン軍に降伏した。マネは、プロイセン軍のパリ侵攻に備えて、家族をピレネー山脈のオロロン＝サント＝マリーに疎開させた。11月、国民軍に中尉として入隊し、首都防衛戦に加わったが、1871年1月、フランス軍はパリを包囲していたプロイセン軍に降伏し、開城した。マネは、2月、パリを去り、疎開していた家族と合流してパリに帰ろうとしたが、3月のパリ蜂起、パリ・コミューン成立と引き続く内戦によって足止めされ、5月の「血の1週間」でパリ・コミューンが鎮圧された頃にパリに戻ったと思われる。ベルト・モリゾの弟が、戦闘中のパリでマネとドガの2人連れを目撃したという記録がある。
普仏戦争とパリ・コミューンの混乱が終息すると、ロンドンに難を逃れていたモネやピサロなど、「バティニョール派」の若い画家たちがパリに戻ってきた。モネは、パリ郊外のアルジャントゥイユにアトリエを構えたが、その借家を周旋したのは、セーヌ川の対岸ジュヌヴィリエに広大な土地を所有していたマネであった。マネや、ルノワール、シスレーらは、頻繁にモネのアトリエを訪れ、一緒に制作した。マネは、モネら若い画家から敬愛される一方、モネらの新しい手法からも影響を受けていった。
ロンドンでモネやピサロと知り合った画商ポール・デュラン＝リュエルが、他のバティニョール派の画家たちにも興味を持つようになり、1872年にはマネの作品24点を購入した。
第三共和政の下で最初に行われた1872年のサロンには、マネは1864年制作の『キアサージ号とアラバマ号の海戦』を提出し、入選した。1873年のサロンには、『ル・ボン・ボック』と『休息（ベルト・モリゾの肖像）』が入選した。『ル・ボン・ボック』は、伝統的な表現手法による肖像画で、サロンでは好評だったが、バティニョール派からは評価されなかった。シルヴェストルは、マネの絵が大衆に少しずつ受け入れられつつあることを感じ、「マネはいまだ議論の場にいるものの、すでに困惑の対象ではない」と書いている。

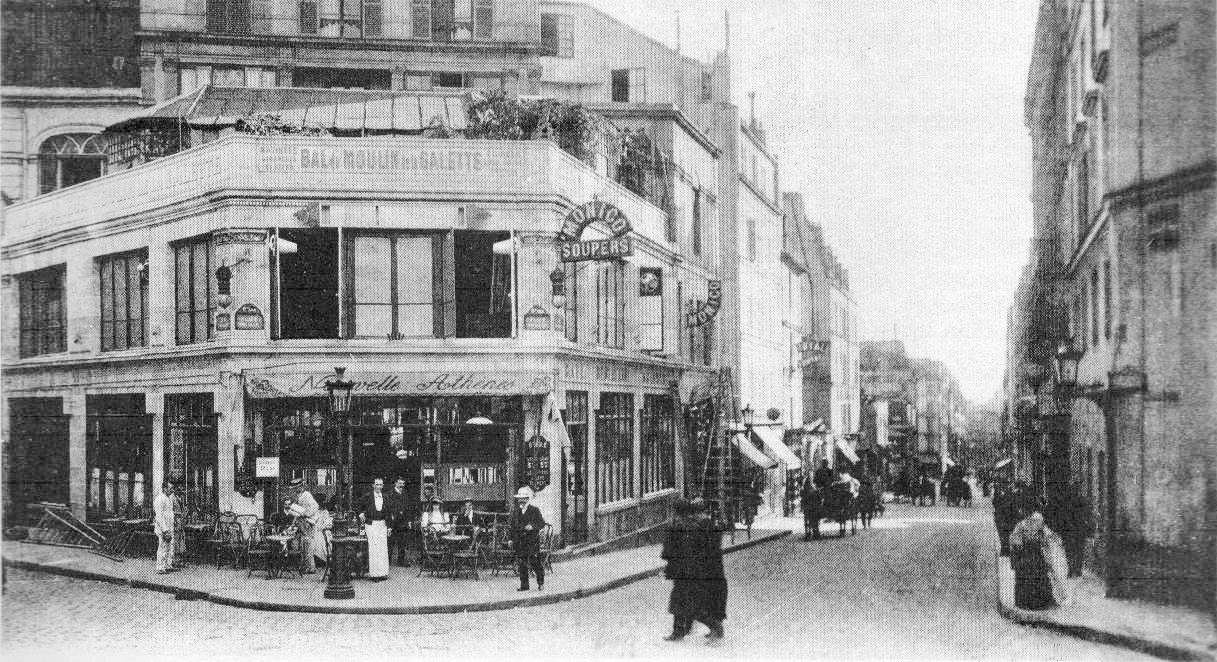
19世紀のカフェ・ド・ラ・ヌーヴェル・アテーヌ。

マネとその仲間たちのたまり場は、1873年半ばころ、カフェ・ゲルボワから、マルスラン・デブータンに先導されるように、ピガール広場のカフェ・ド・ラ・ヌーヴェル・アテーヌに移っていったようである。そこには、カフェ・ゲルボワからの常連に加え、新しいメンバーも加わった。小説家ジョージ・ムーアは、カフェで隣り合って座るマネとドガだが、マネは明るさと率直さに満ちた性格で、芸術においては必ず自然に即して描くのに対し、ドガは目がきつく皮肉屋で、絵はデッサンと覚書から組み立てるなど、あらゆる点で対照的であったことを書き留めている。

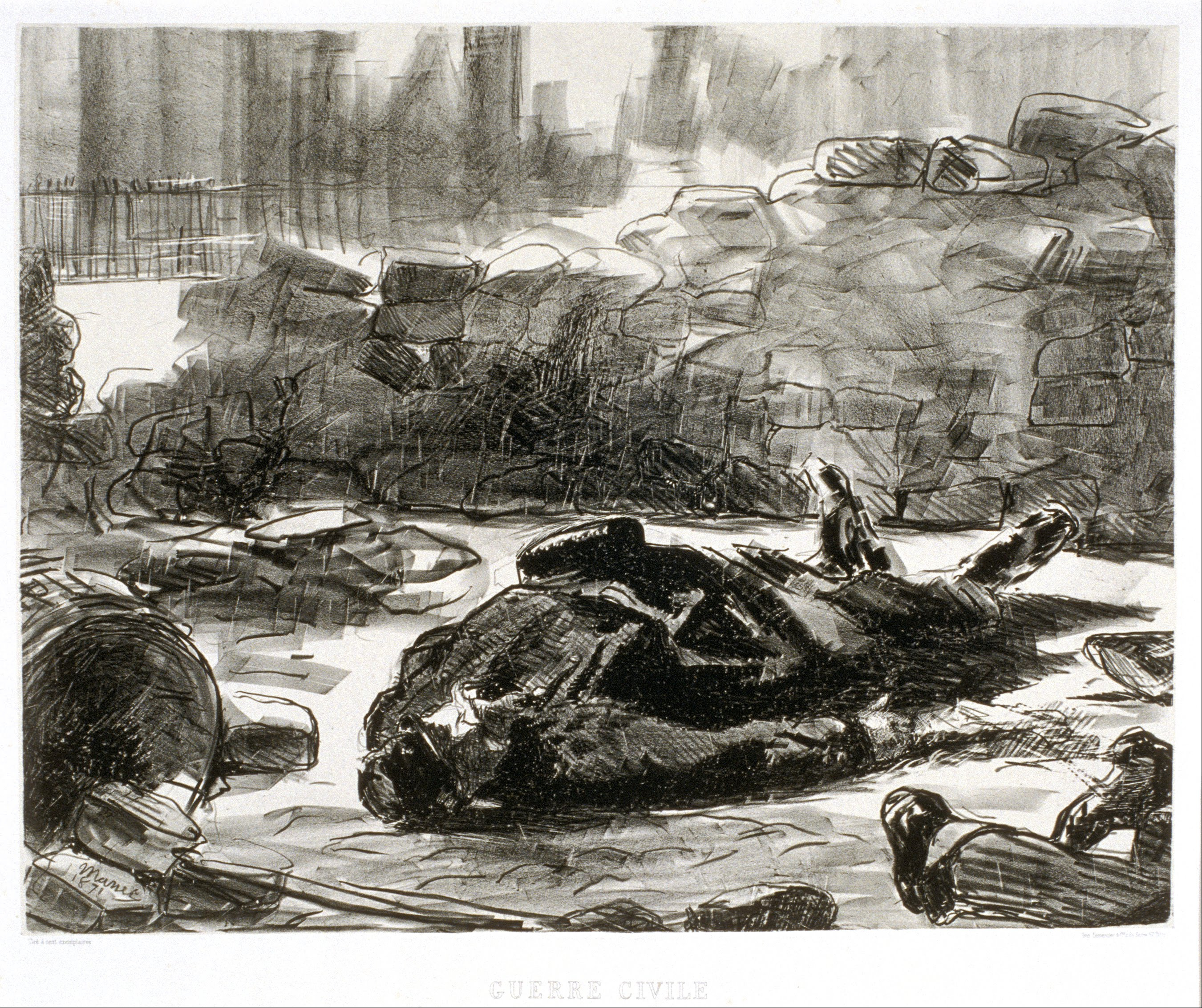
『内戦』1871-73年。リトグラフ、39.4 ×50.5 cm。ブラントン美術館。
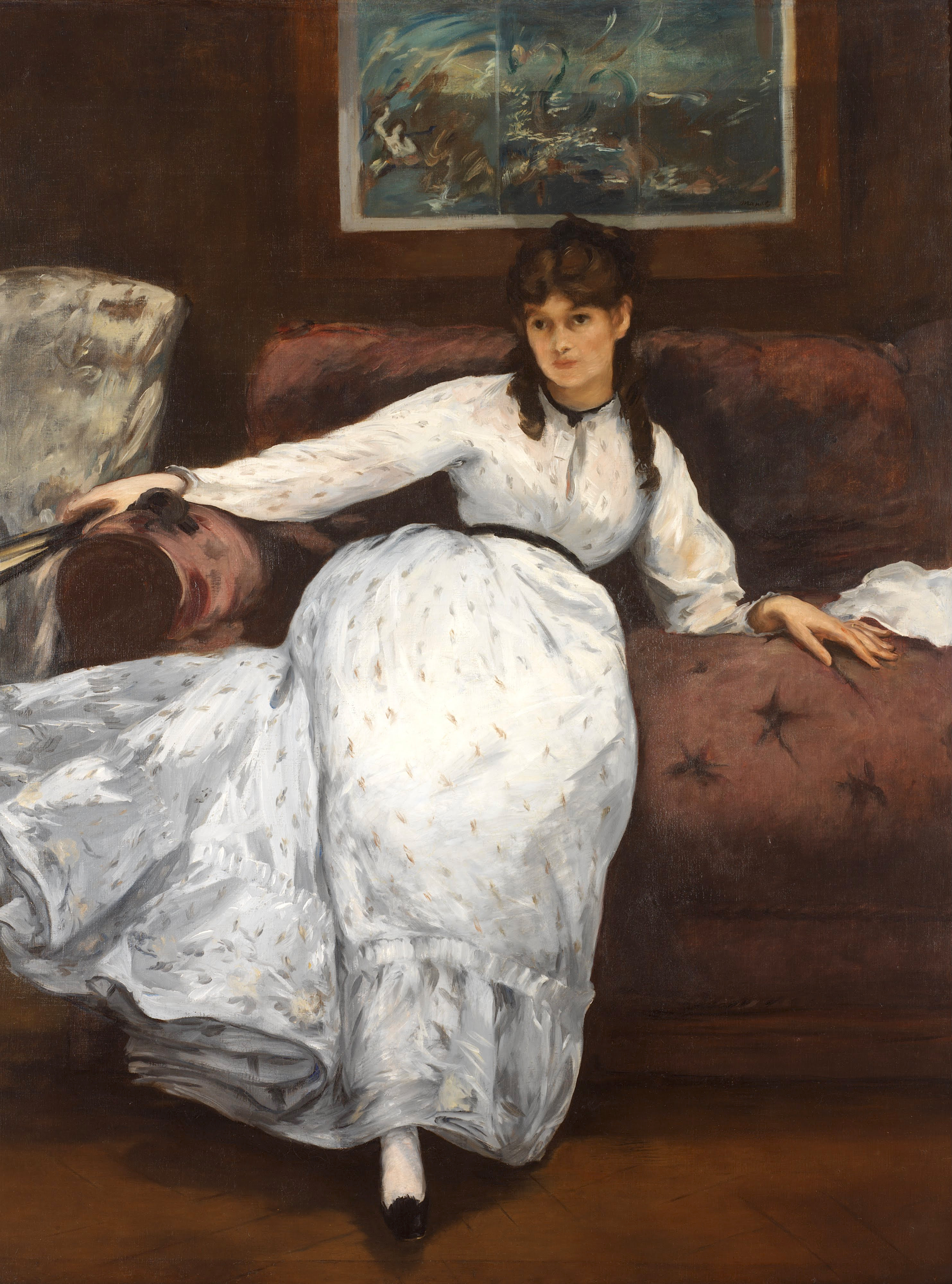
『休息（ベルト・モリゾの肖像）（フランス語版）』1871年頃。油彩、キャンバス、150.2 × 114 cm。ロードアイランド・スクール・オブ・デザイン付設美術館[101]。1873年サロン入選[102]。
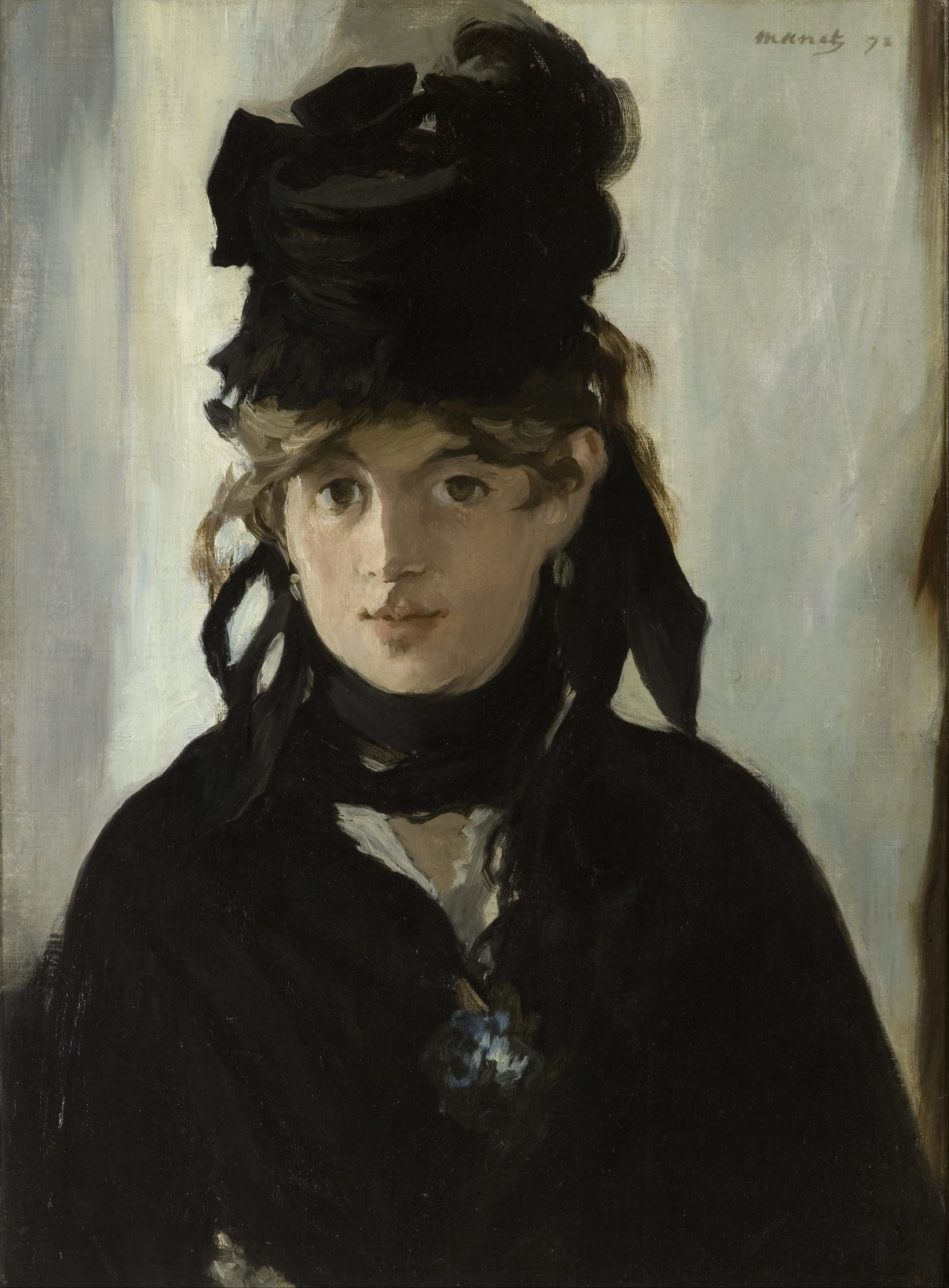
『すみれの花束をつけたベルト・モリゾ』1872年[103]。油彩、キャンバス、55.5 × 40.5 cm。オルセー美術館[104]。
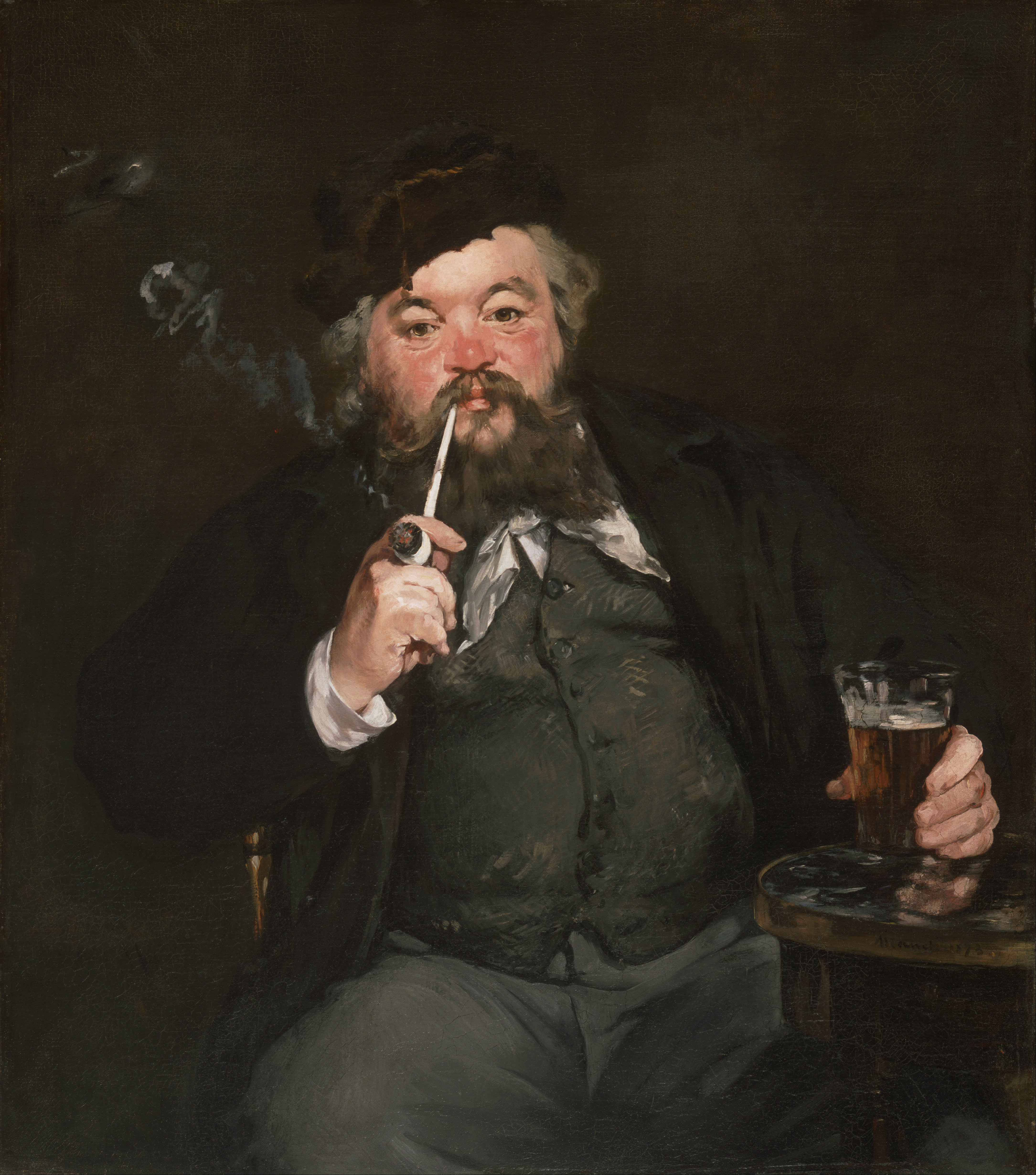
『ル・ボン・ボック』1873年。油彩、キャンバス、94.6 × 83.3 cm。フィラデルフィア美術館[105]。1873年サロン入選[102]。

#### 印象派展への不参加
モネやピサロは、1873年のサロンには応募しなかった。彼らは、この頃から、サロンとは独立したグループ展の開催を計画していた。モネは、この年4月、ピサロへの手紙の中で、「マネ以外は、全ての人が賛同しています。」と書いている。そして、1874年4月、モネ、ピサロ、ルノワール、シスレー、ドガ、ベルト・モリゾなど30人の参加者で第1回グループ展を開いた。後に第1回印象派展と呼ばれる画期的な展覧会であった。マネは、1873年のサロンで『ル・ボン・ボック』が好評だったこともあって、サロンこそ画家の唯一の道であると考え、グループ展を開くことには反対であった。そのため、モネやドガから熱心に参加を勧められたが、断った。参加しない口実として、「コテで描く左官にすぎないようなセザンヌとかかわりをもちたくない」と公言していたという。マネは、同じ1874年のサロンに、『鉄道』を出品している。深い愛情で結ばれた理想的な母子像ではなく、読書に熱中する母親と、退屈そうにサン＝ラザール駅の構内を眺める娘を冷ややかに描き出した作品である。マネは、こうした現代都市の人間像に関心を寄せていた点でも、戸外制作による風景画を主にしたモネら印象派とは方向性が違っていた。
ドガは、グループ展に参加しないマネについて、「写実主義のサロンが必要だ。マネはそのことをわかっていない。どう考えても、彼は利口というよりうぬぼれやだ。」と批判した。とはいえ、この年、グループ展の入場者数は30日で延べ約3500人だったのに対し、サロンの入場者数は40日間で延べ50万人を超えていたと見られ、公衆の認知はまだまだサロンが大きな力を持っていた。グループ展は、批評家ルイ・ルロワの風刺的な記事を筆頭に、嘲笑する声が大きく、経済的にも赤字に終わった。マネはグループ展に参加しなかったにもかかわらず、批評家たちは、「使徒マネ氏とその弟子たち」と書くなど、マネを印象派のリーダー格と目していた。
モネとの親しい関係は続き、マネは度々アルジャントゥイユを訪れていた。モネが経済的困窮に陥り、マネに苦境を訴える手紙を送ると、マネは援助に応じた。モネは、小さなボートをアトリエ舟に仕立て、セーヌ川に浮かべて制作したが、その様子をマネが描いている。モネの回想によれば、1874年、マネとルノワールが、アルジャントゥイユのモネの家で、モネの妻カミーユと息子ジャンを一緒に描いたことがあったが（『庭のモネ一家』）、マネは、モネに、「あの青年には才能がない。君は友人なら、絵を諦めるように勧めなさい。」と言ったという。もっとも、マネは、心からルノワールを賞賛していたので、このエピソードは、ルノワールと競い合ったマネの苛立ちを表したものにすぎないとも指摘されている。ところで、マネはこの時初めて戸外にイーゼルを立てて制作したと思われるが、これは、戸外の明るい光の下で自然の印象を正確にとらえようというモネの戸外制作の手法に従ったものであった。マネは、印象派の技法をとりいれた『アルジャントゥイユ』を1875年のサロンに出品した。印象派に対するマネの支持表明といえる。しかし、背景のセーヌ川の描き方が青い壁のようだなどと酷評を浴びた。1874年12月には、マネの弟ウジェーヌ・マネと、ベルト・モリゾが結婚した。1875年頃、エコール・デ・ボザールの教師に対し反乱を起こした若手画家のフラン＝ラミやフレデリック・コルデーが、マネに自由なアトリエを開いてほしいと言って受入れを求めたが、マネは、公的な評価を気にして、これを断ったようである。

『鉄道』1873年。油彩、キャンバス、93.3 × 111.5 cm 。ナショナル・ギャラリー（ワシントンD.C.）[122]。1874年サロン入選[102]。
『オペラ座の仮面舞踏会』1873年。油彩、キャンバス、59.1 × 72.5 cm。ナショナル・ギャラリー（ワシントンD.C.）[123]。1874年サロン落選[102]。
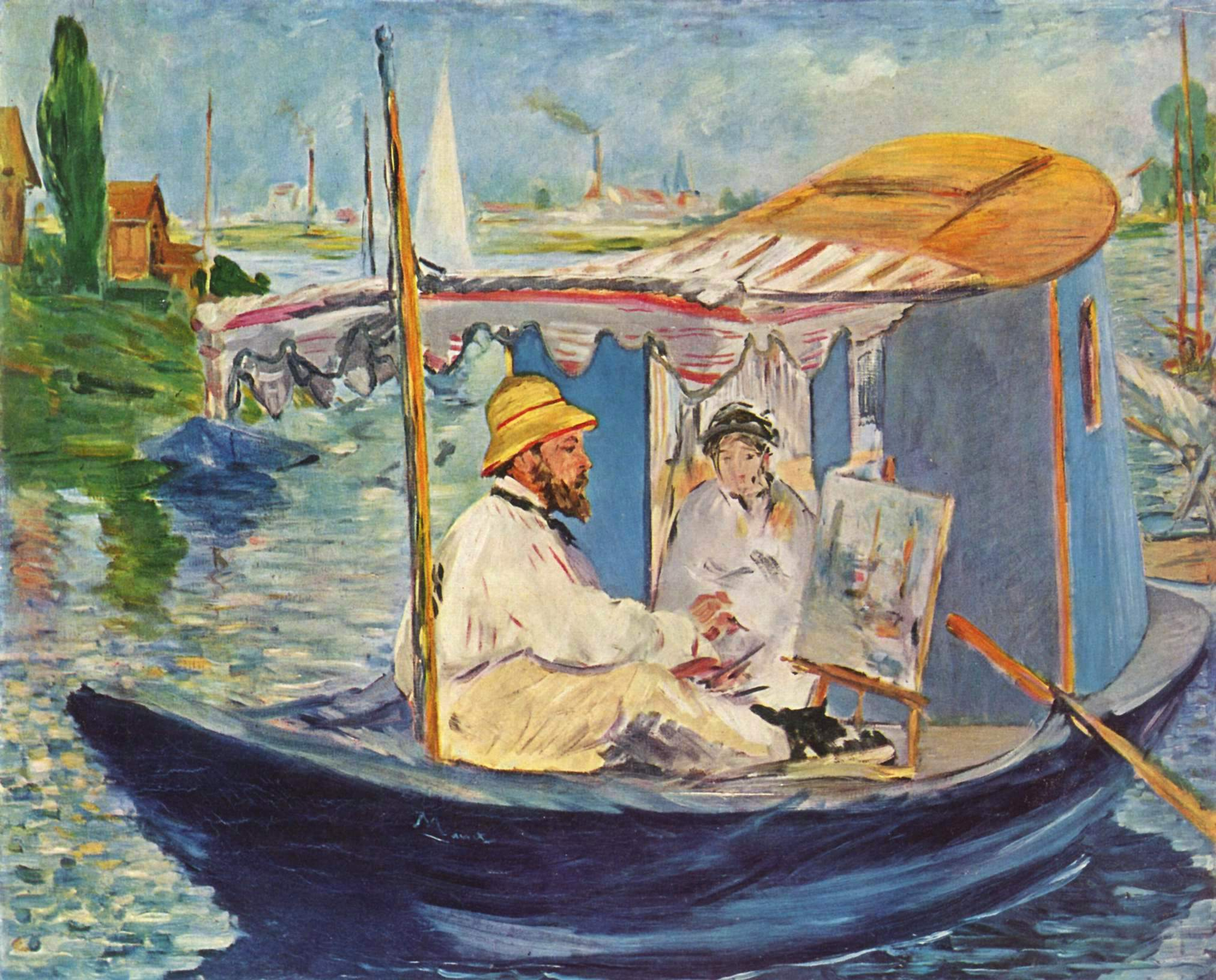
『アトリエ舟で描くクロード・モネ（フランス語版）』1874年。油彩、キャンバス、80 × 98 cm。ノイエ・ピナコテーク。
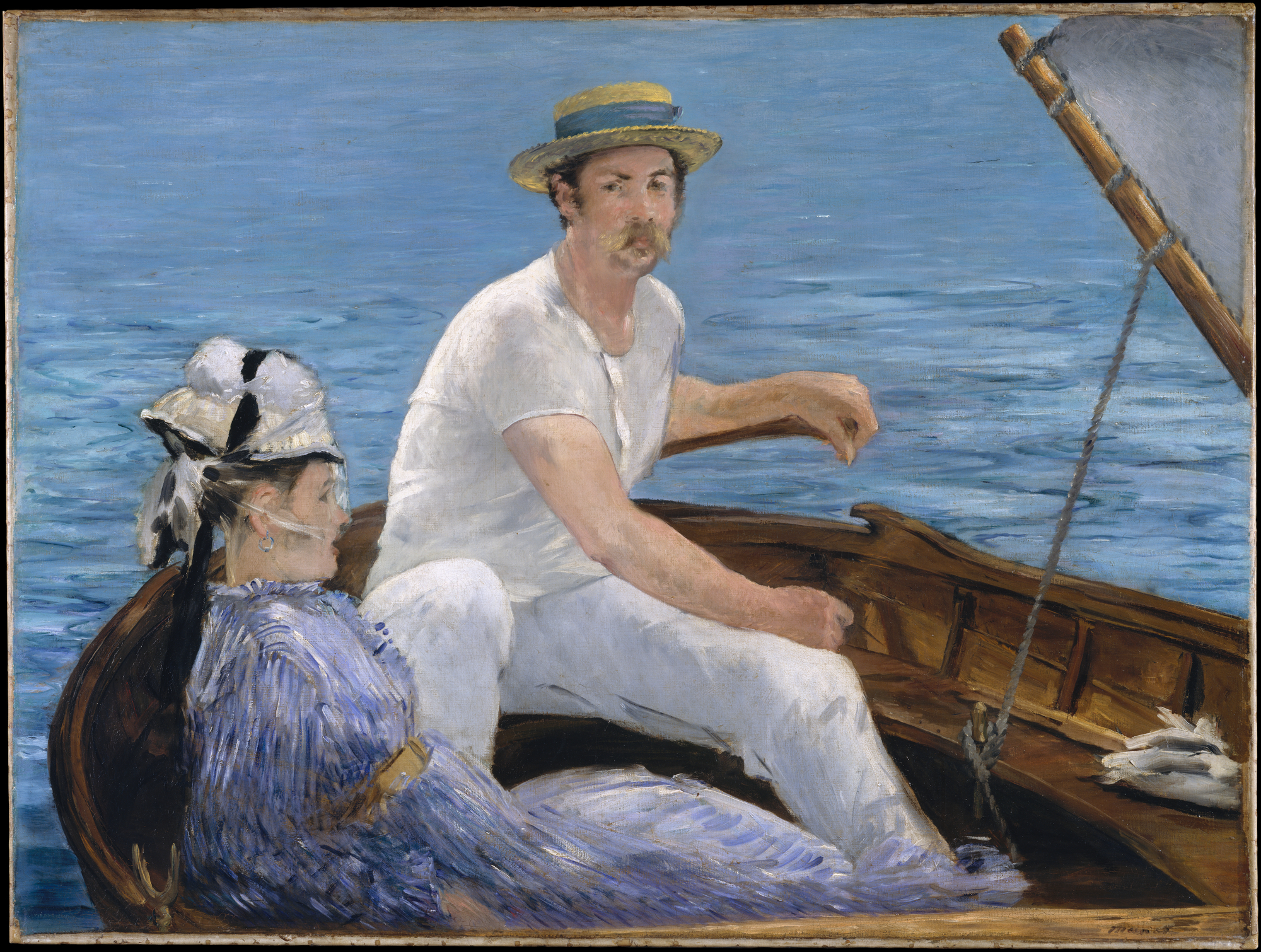
『ボート遊び（フランス語版）』1874年。油彩、キャンバス、97.2 × 130.2 cm。メトロポリタン美術館[124]。1879年サロン入選[125]。
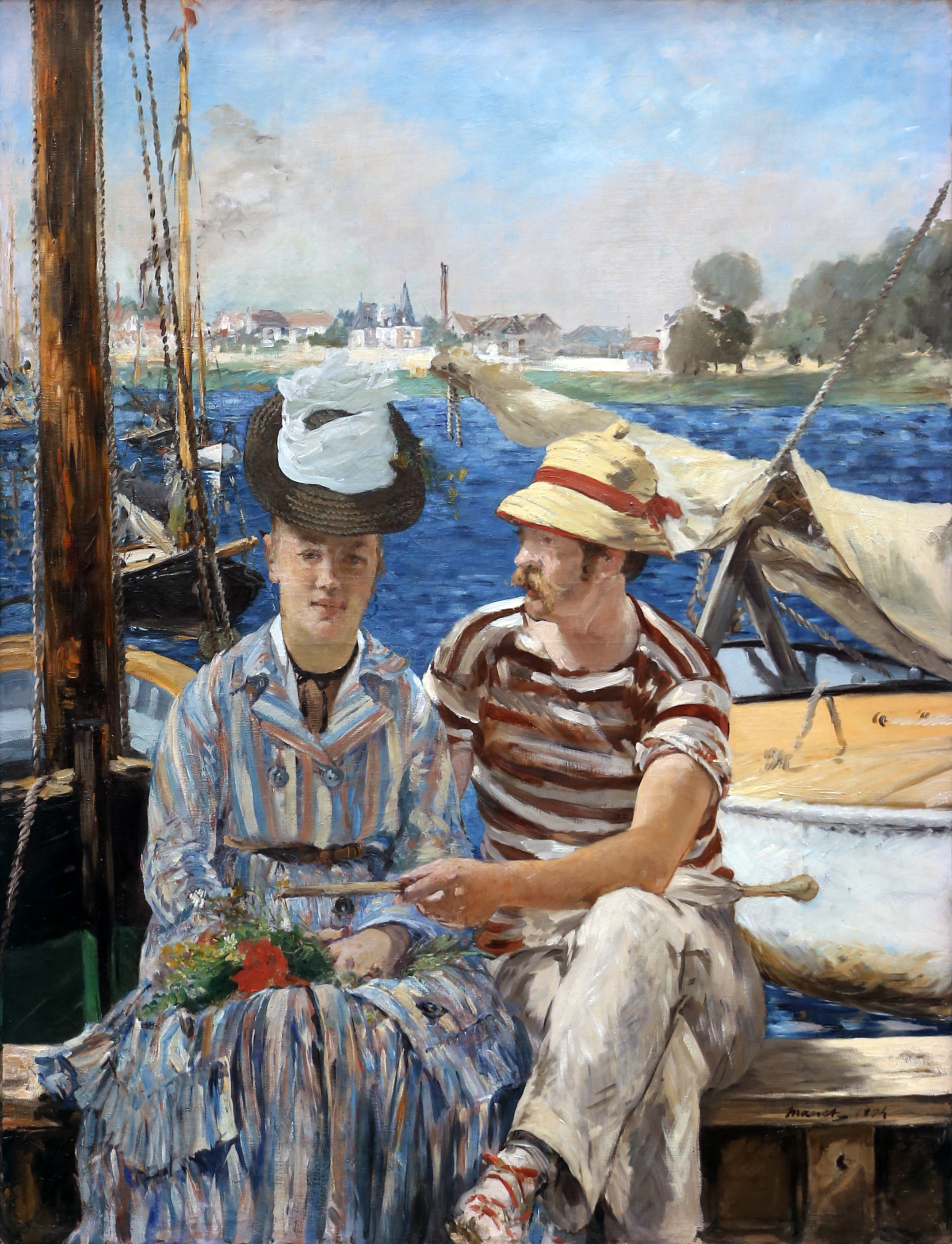
『アルジャントゥイユ（フランス語版）』1874年。油彩、キャンバス、149 ×115 cm。トゥルネー美術館（ベルギー）。1875年サロン入選[126]。
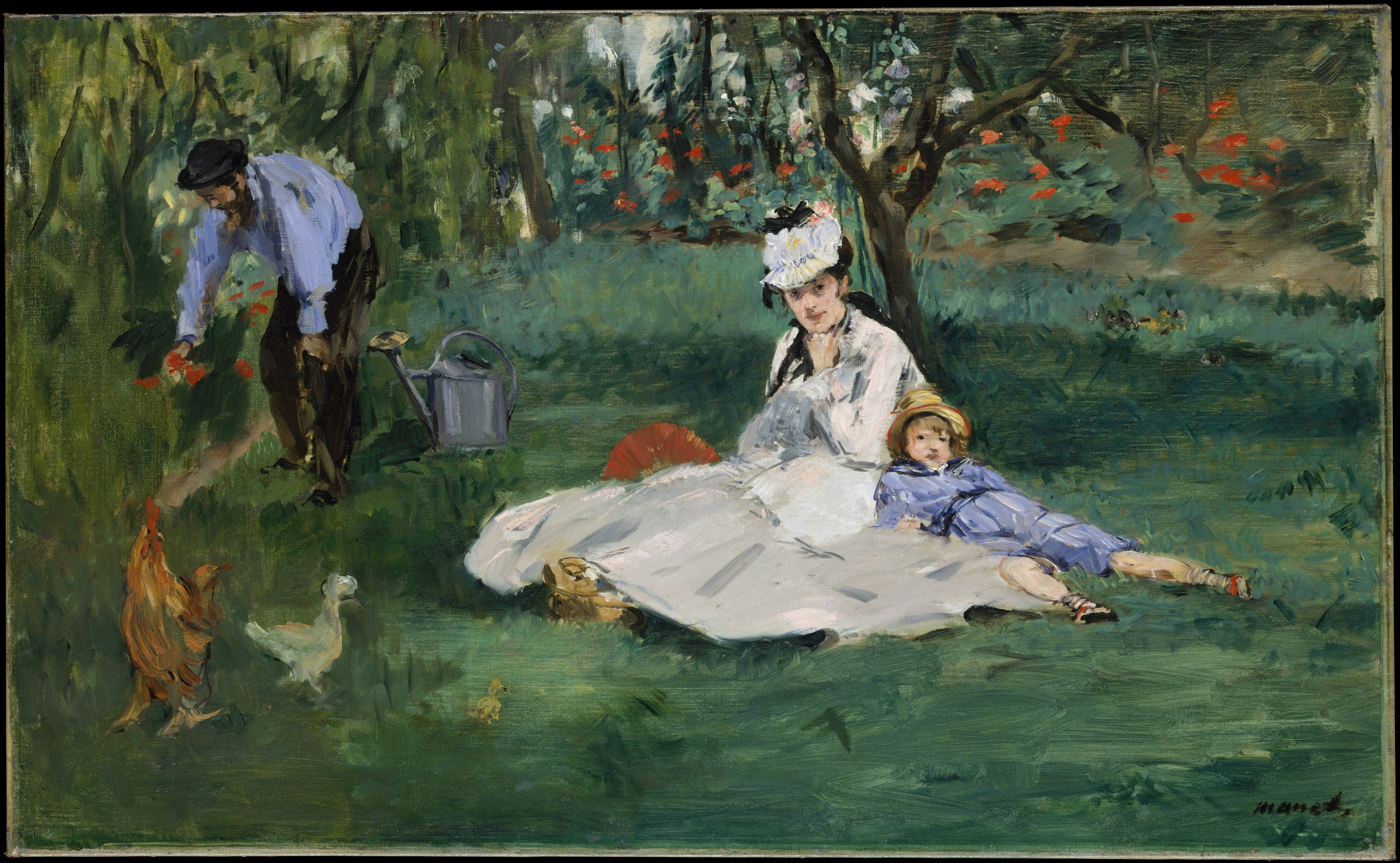
『庭のモネ一家』1874年。油彩、キャンバス、61 × 99.7 cm。メトロポリタン美術館[127]。

#### マラルメとの親交
マネは、1873年頃、詩人ステファヌ・マラルメと知り合い、親しくなった。1875年、マラルメがエドガー・アラン・ポーの『大鴉』を訳した時、その挿絵のためにリトグラフを制作した。翌1876年には、マラルメの『牧神の午後』の挿絵のために木版画を制作した。
マネは、1876年のサロンに、『洗濯』と、マルスラン・デブータンを描いた『画家』を応募したが、落選した。そこで、マネは、個展を開き、これらの落選作を公開した。招待状には、金色の文字で、「ありのままに描く、言いたいように言わせる」と書かれていた。この個展には、1日に400人もの来場者があり、新聞は大々的に報じた。「なんということ！　目鼻だちがすっきりとして、おだやかなまなざしをした、手入れされたブロンドのひげのこの紳士、[中略]パリッとしたシャツを着て、きちんと手袋をはめたこの紳士が、ボート遊びをする人びと[『アルジャントゥイユ』]の作者なのだ！」と驚きをもって伝えており、相変わらずマネの作品に対する評価は低かった。
一方、マラルメは、『洗濯』について、「おそらく画家[マネ]の経歴において、そして確実に美術史上、時代を画する作品」だと賞賛した。マネは、マラルメに肖像画を贈り、マラルメはこれをずっと自分の家に飾っていた。マラルメは、ボードレール、ゾラに続くマネの擁護者としての役割を果たした。マネの死後、マラルメは、マネについて次のように述べている。

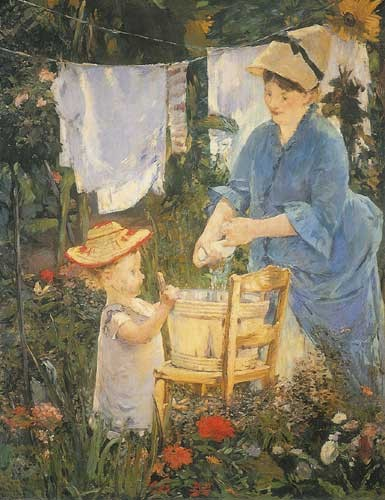
『洗濯（フランス語版）』1875年。油彩、キャンバス、145 × 115 cm。バーンズ・コレクション。1876年サロン落選[126]。
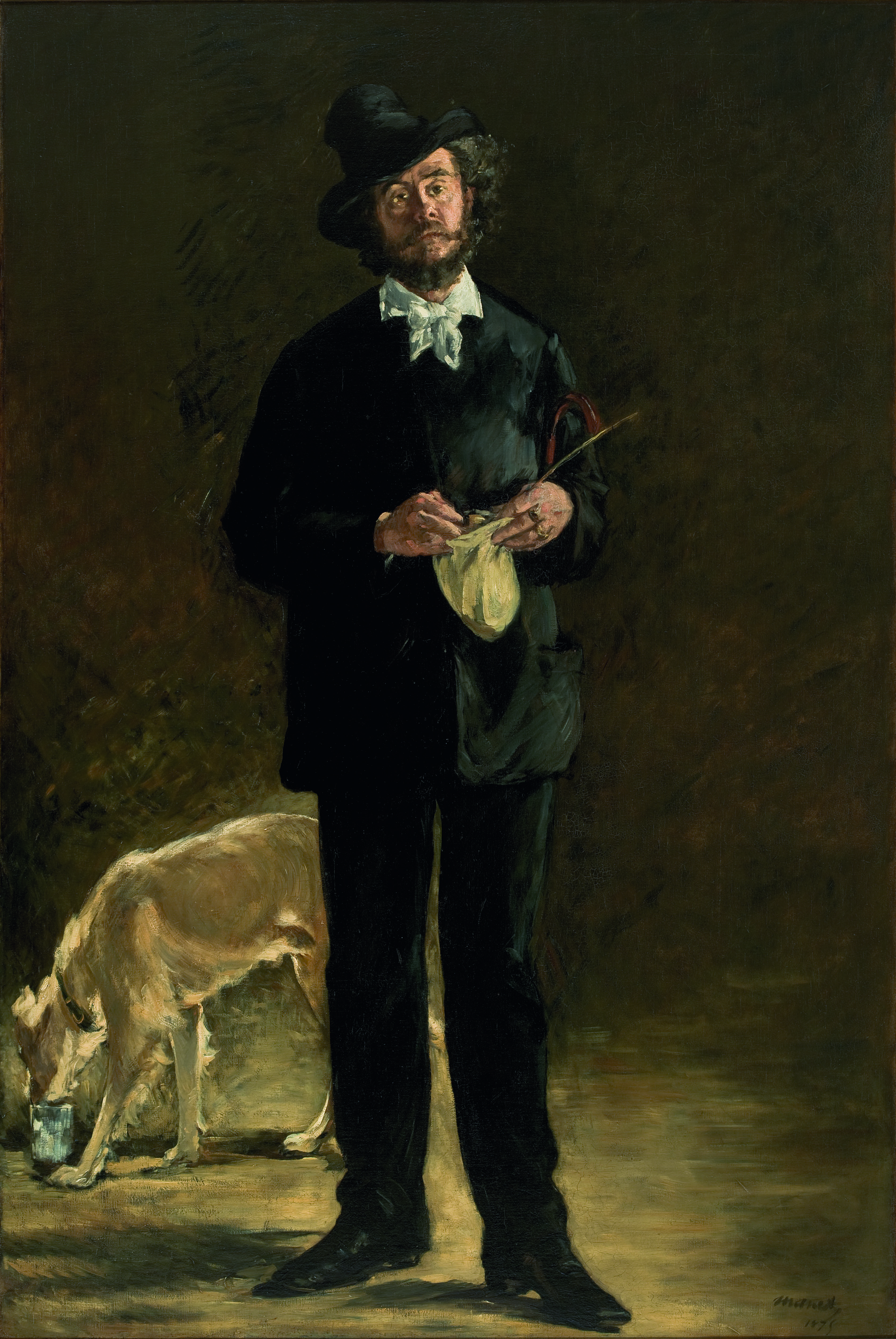
『画家（マルスラン・デブータンの肖像）』1875年。油彩、キャンバス、195.5 × 131.5 cm。サンパウロ美術館[133]。1876年サロン落選[126]。
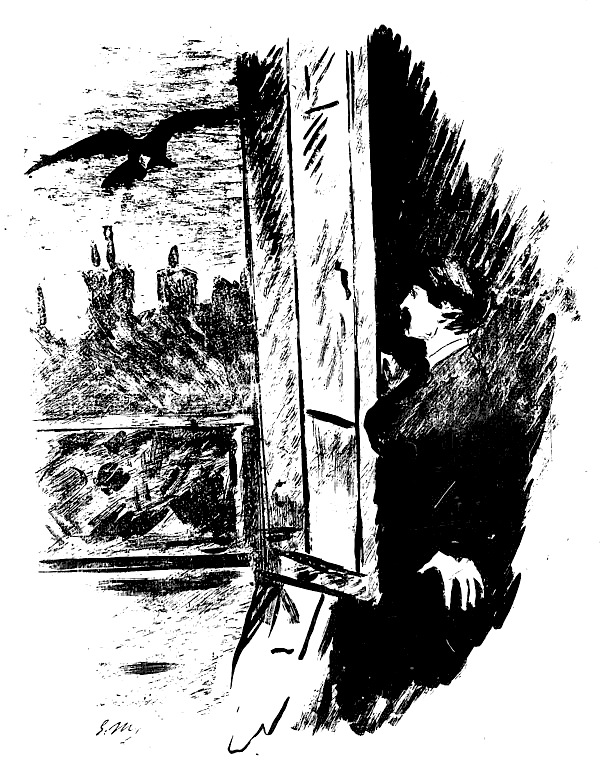
マラルメ訳『大鴉』のための挿絵、1875年。リトグラフ。
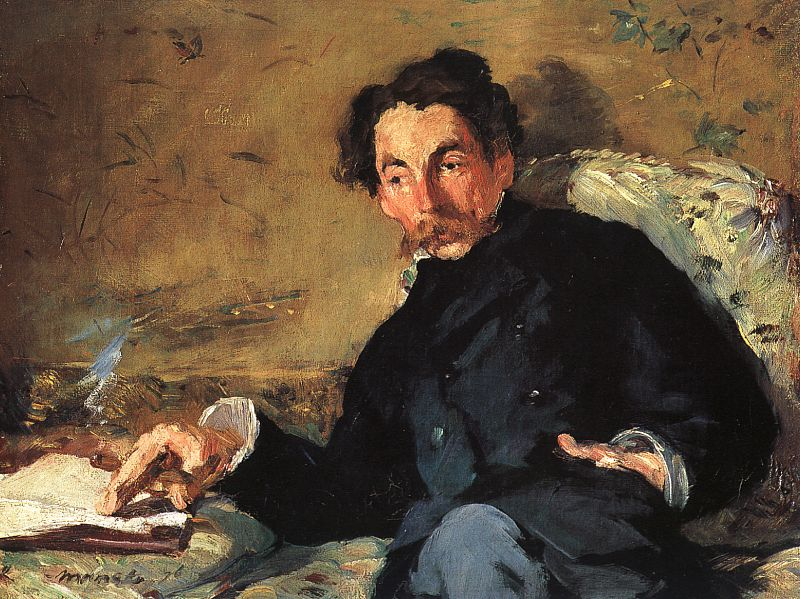
『ステファヌ・マラルメの肖像』1876年。油彩、キャンバス、27.2 × 35.7 cm。オルセー美術館[134]。

#### 1870年代末のサロン
1877年のサロンには、『ハムレットを演じるフォール』が入選した。モデルのジャン＝バティスト・フォールは、有名なバリトン歌手で、印象派の作品を愛好しており、マネの作品を67点も収集していた。この絵は、フォールの当たり役ハムレットを演じるところを描いたものだが、サロンでは、「滑稽な肖像画だ」、「狂人になったハムレットが、マネ氏によって描かれた」などと風刺された。また、同じく1877年のサロンに応募した『ナナ』は、『オランピア』と同様、高級娼婦を描いた自然主義的な主題の作品だったが、落選した。
1877年の冬から1878年にかけて、サロンに出品するため、カフェ・コンセールを舞台にした大作にとりかかった。結局、マネはその作品を2分割し、『ビヤホールのウェイトレス』と『カフェにて』という2つの作品となった。1878年のパリ万国博覧会とサロンには応募していない。友人ジュゼッペ・デ・ニッティスがレジオンドヌール勲章を受章すると、マネは、勲章への切望を隠そうとせず、ドガに、「僕が勲章をもらっていないですって？ でもこれは僕のせいではありませんない〔ママ〕。できればもらいたいですし、その目的のために必要なことは何でもするとあなたに誓いましょう。」と話した。これに対し、外的な成功を侮蔑していたドガは、「あなたがたいそうなブルジョワなのはずっとわかっていました。」と返した。1878年、実業家エルネスト・オシュデが破産し、マネや印象派のコレクションが競売に付されたが、マネの作品は平均583フランであり、相当低い値しか付かなかった。モネをはじめとする印象派の画家の経済状況も苦しく、マネはモネに金銭的な援助をしている。
1879年のサロンには、『ボート遊び』（1774年）と『温室にて』を出品した。
1880年のサロンには、現代生活の情景を描いた『ラテュイユ親父の店』と中学時代からの親友を描いた『アントナン・プルーストの肖像』を出品した。マネは、サロン開会後、プルーストに次のような手紙を送っている。

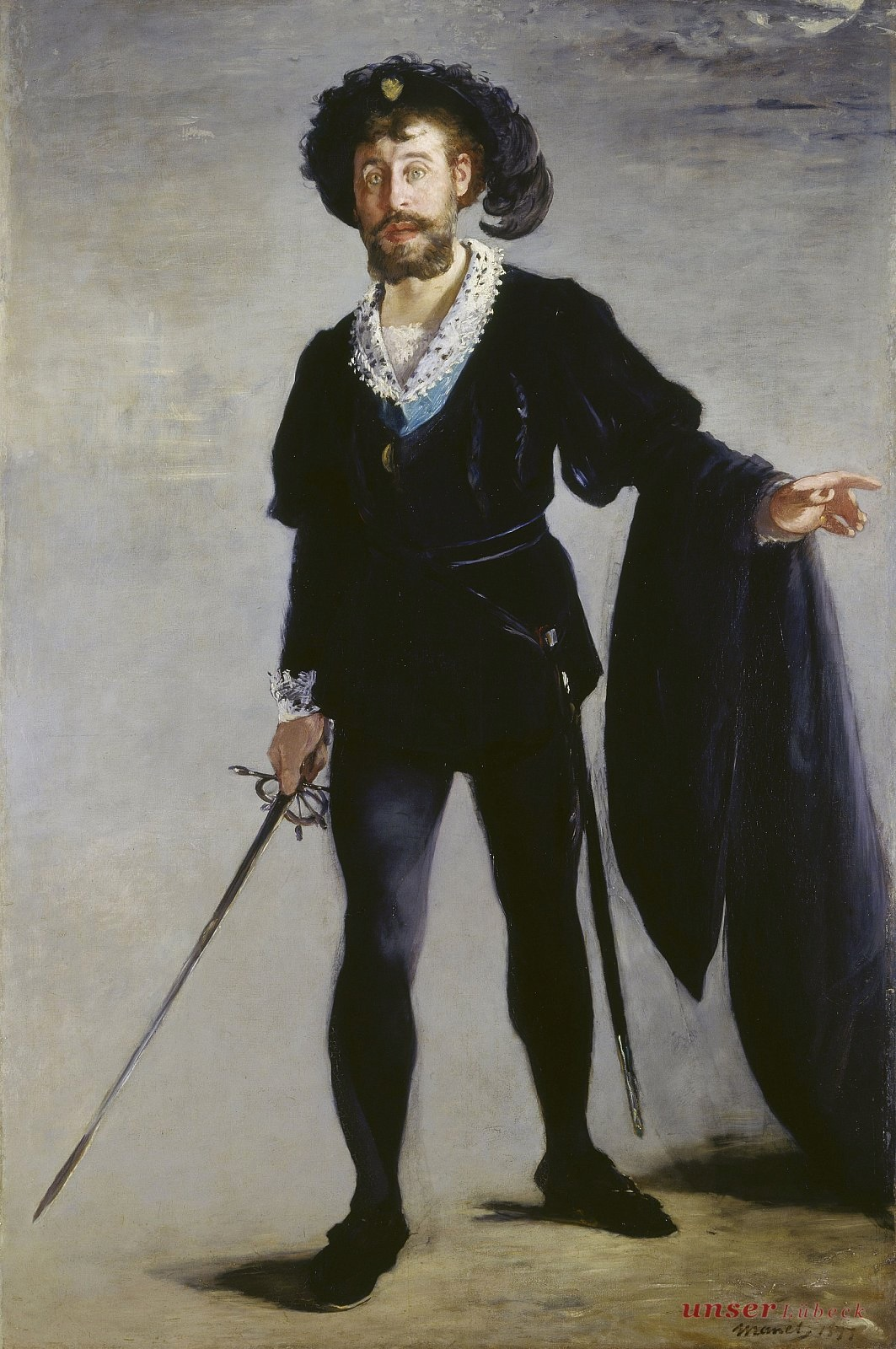
『ハムレットを演じるフォール』1877年。油彩、キャンバス、196 × 131 cm。フォルクヴァンク美術館。同年サロン入選[126]。
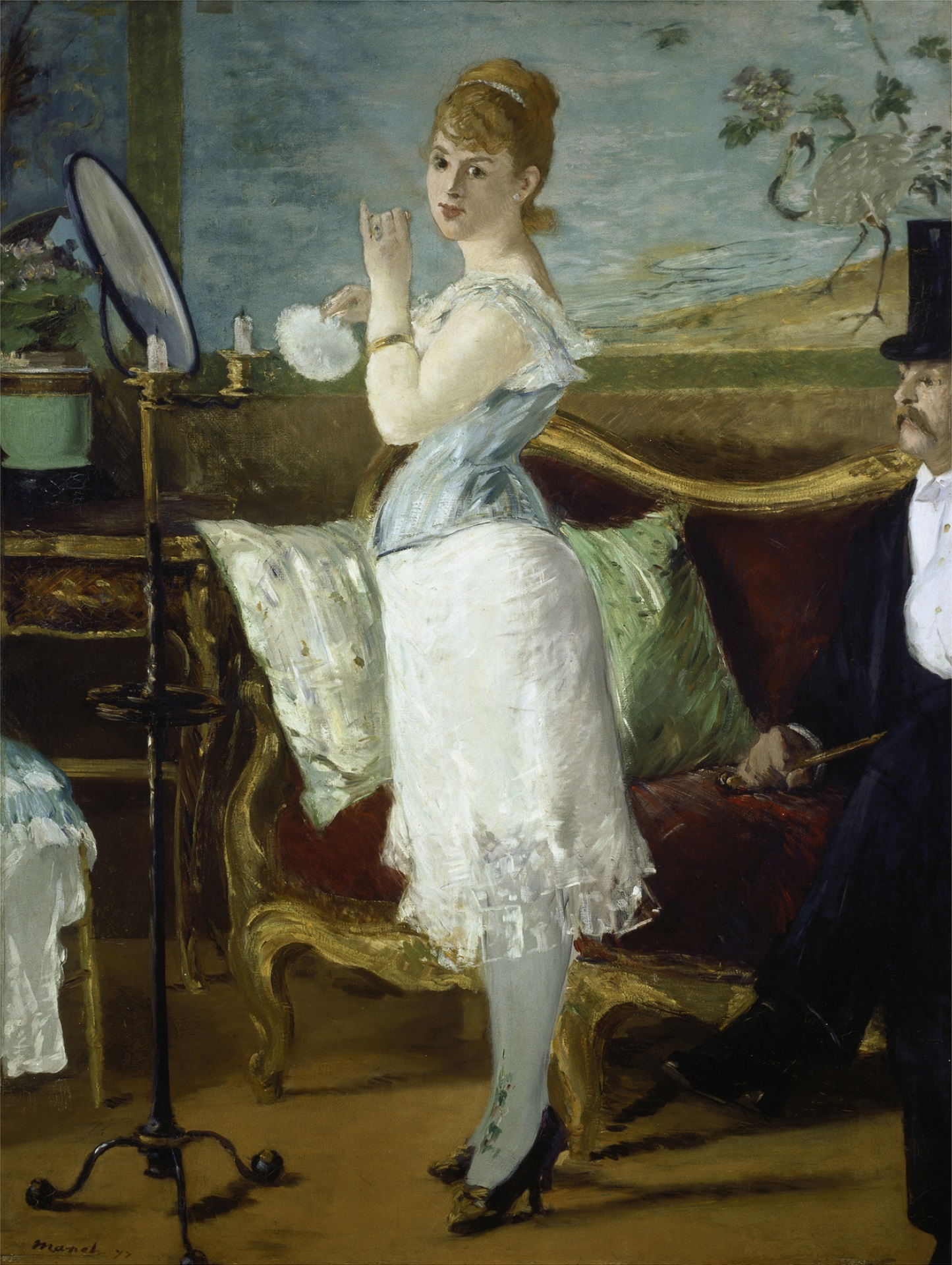
『ナナ（英語版）』1877年。油彩、キャンバス、154 × 115 cm。ハンブルク美術館。同年サロン落選[126]。
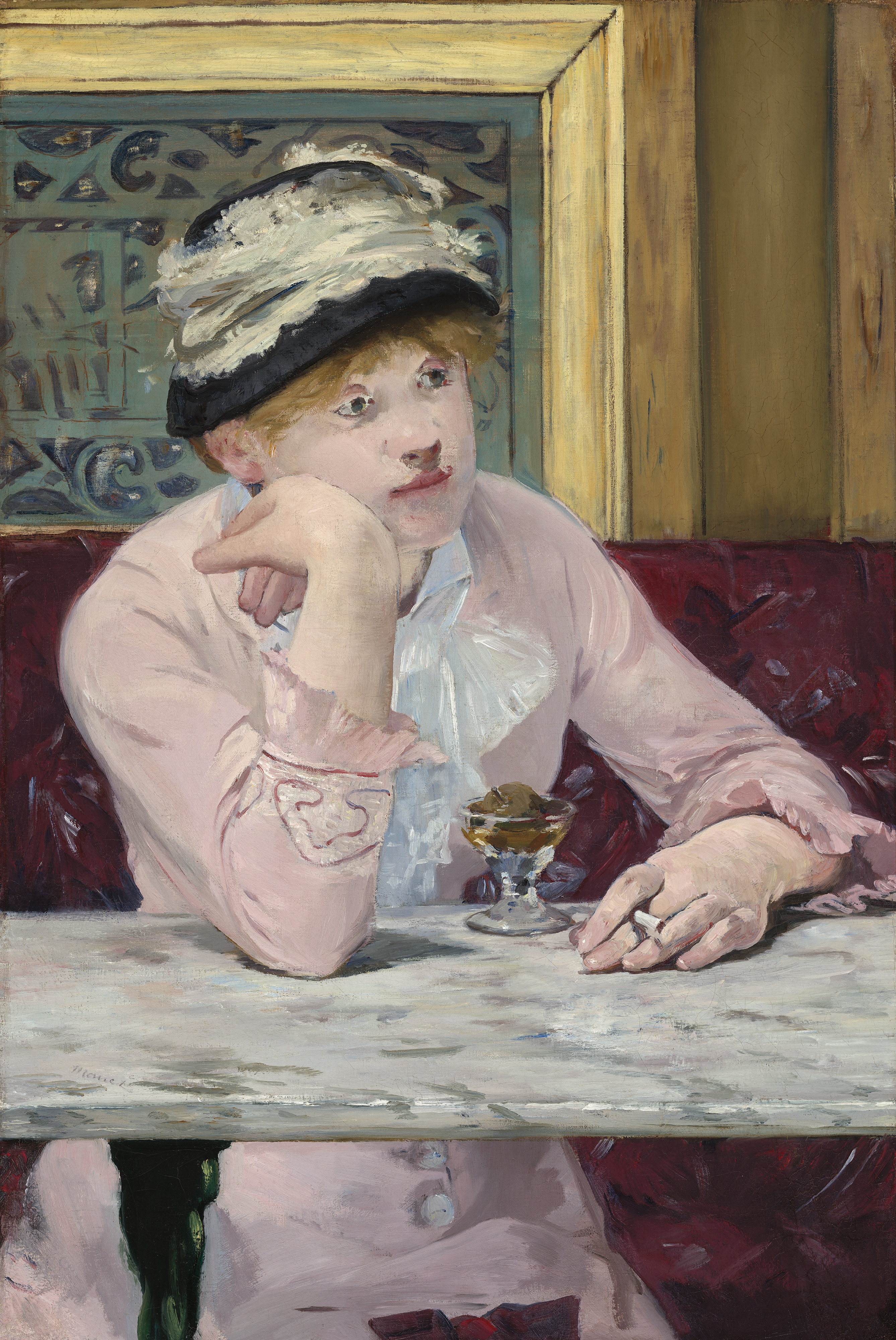
『プラム（英語版）』1877年頃。油彩、キャンバス、73.6 × 50.2 cm。ナショナル・ギャラリー（ワシントンD.C.）[144]。
『旗で飾られたモニエ通り（フランス語版）』1878年。油彩、キャンバス、65.4 × 80 cm。ゲティ・センター[145]。
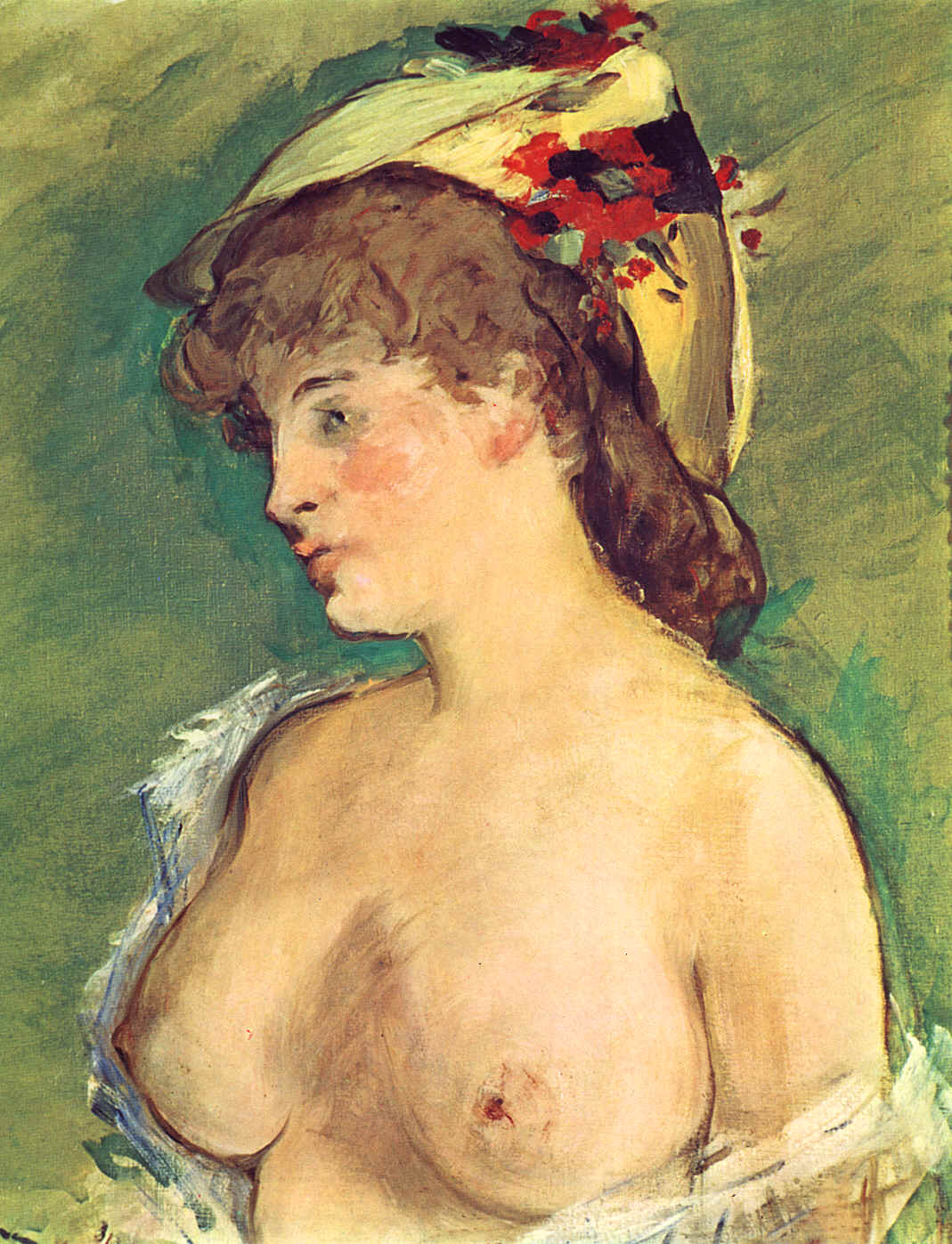
『胸をはだけたブロンドの娘』1878年。油彩、キャンバス、62.5×51cm。オルセー美術館。
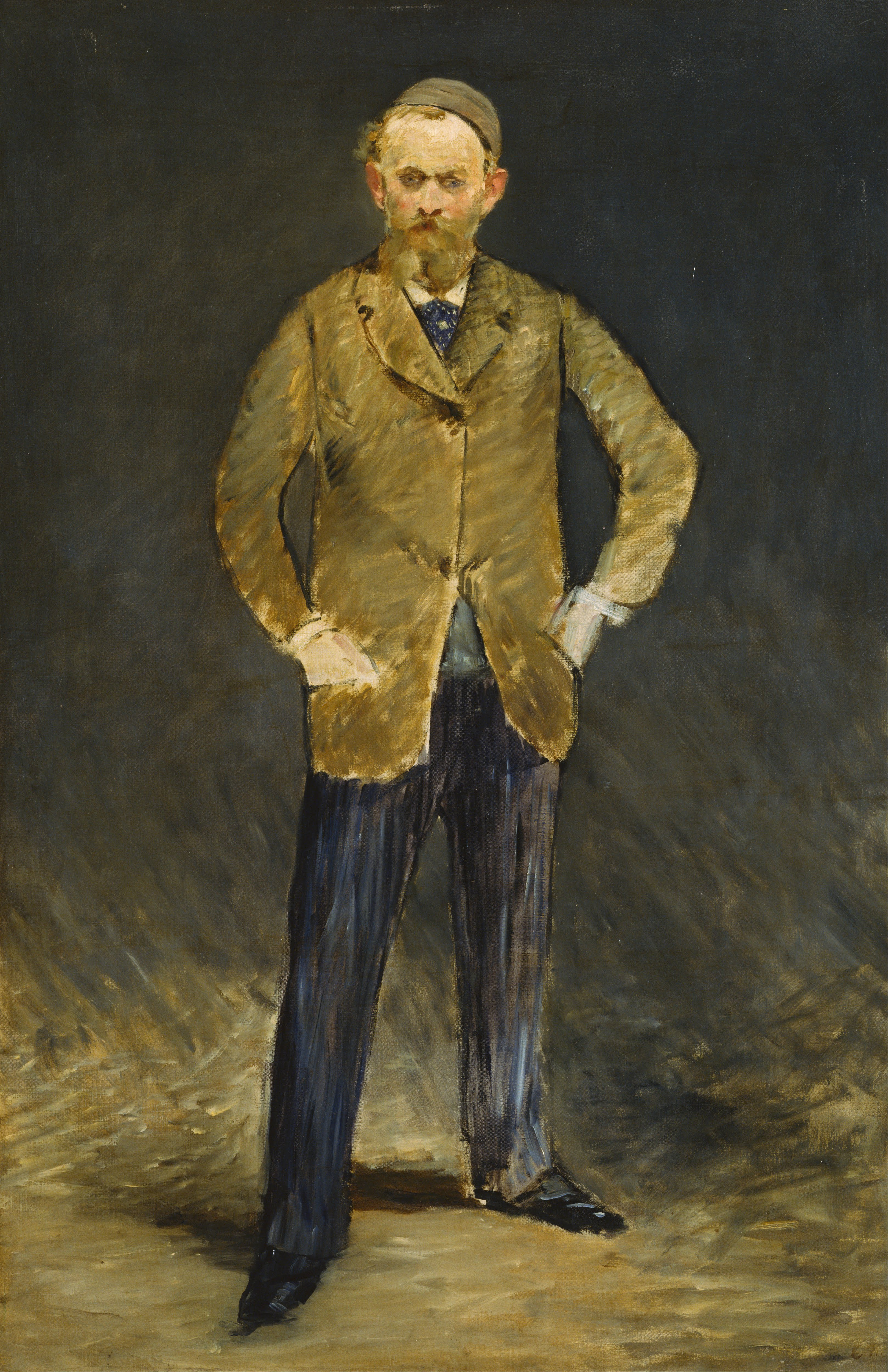
『自画像』1878-79年。油彩、キャンバス、94 × 63 cm。ブリヂストン美術館。
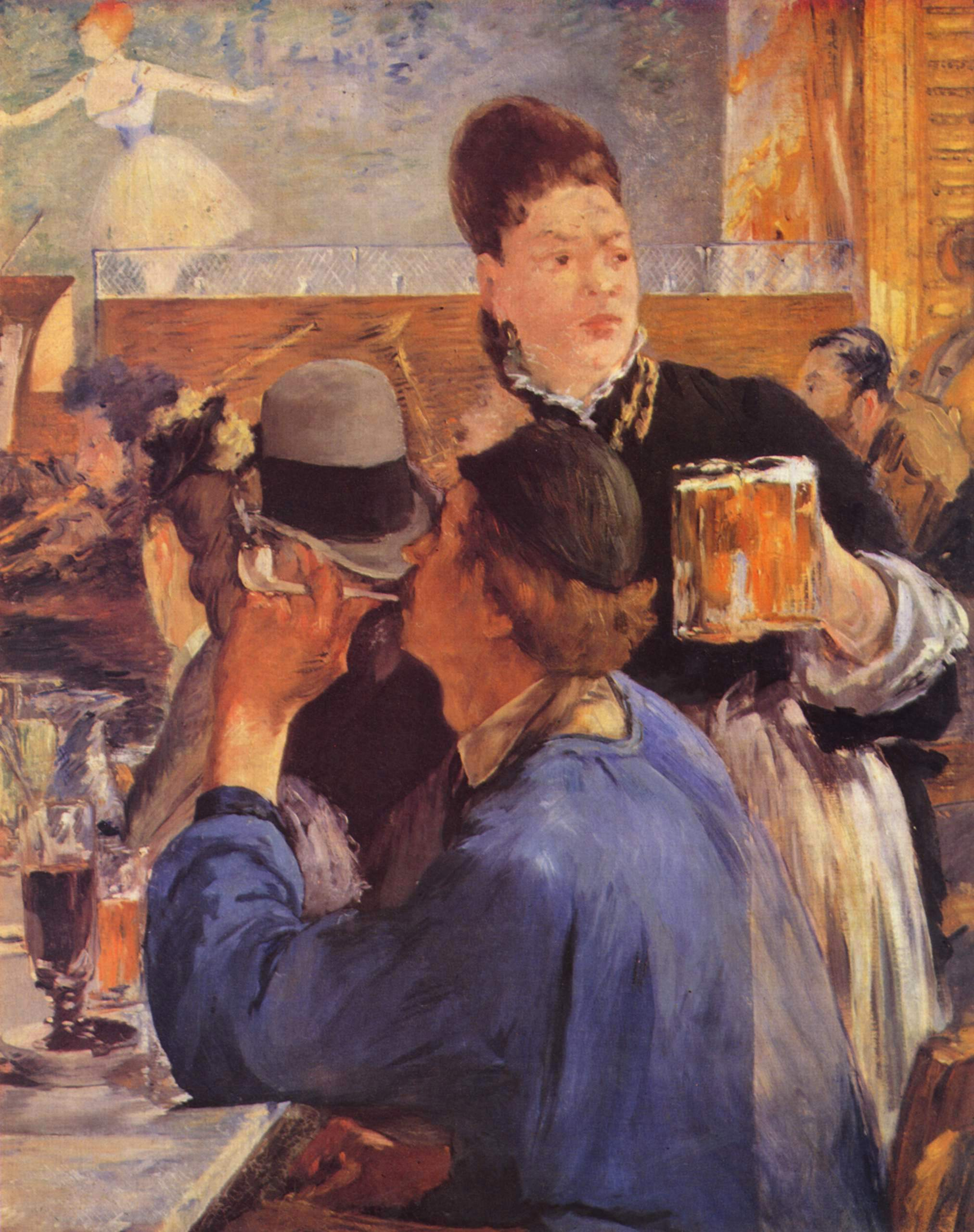
『ビヤホールのウェイトレス（フランス語版）』推定1878-80年。油彩、キャンバス97.1 × 77.5 cm。ナショナル・ギャラリー（ロンドン）[146]。
『パレットを持った自画像』1879年。油彩、キャンバス、83 × 67 cm。私蔵。
『温室にて』1879年。油彩、キャンバス、62 × 51 cm。旧国立美術館（ベルリン）。同年サロン入選[125]。
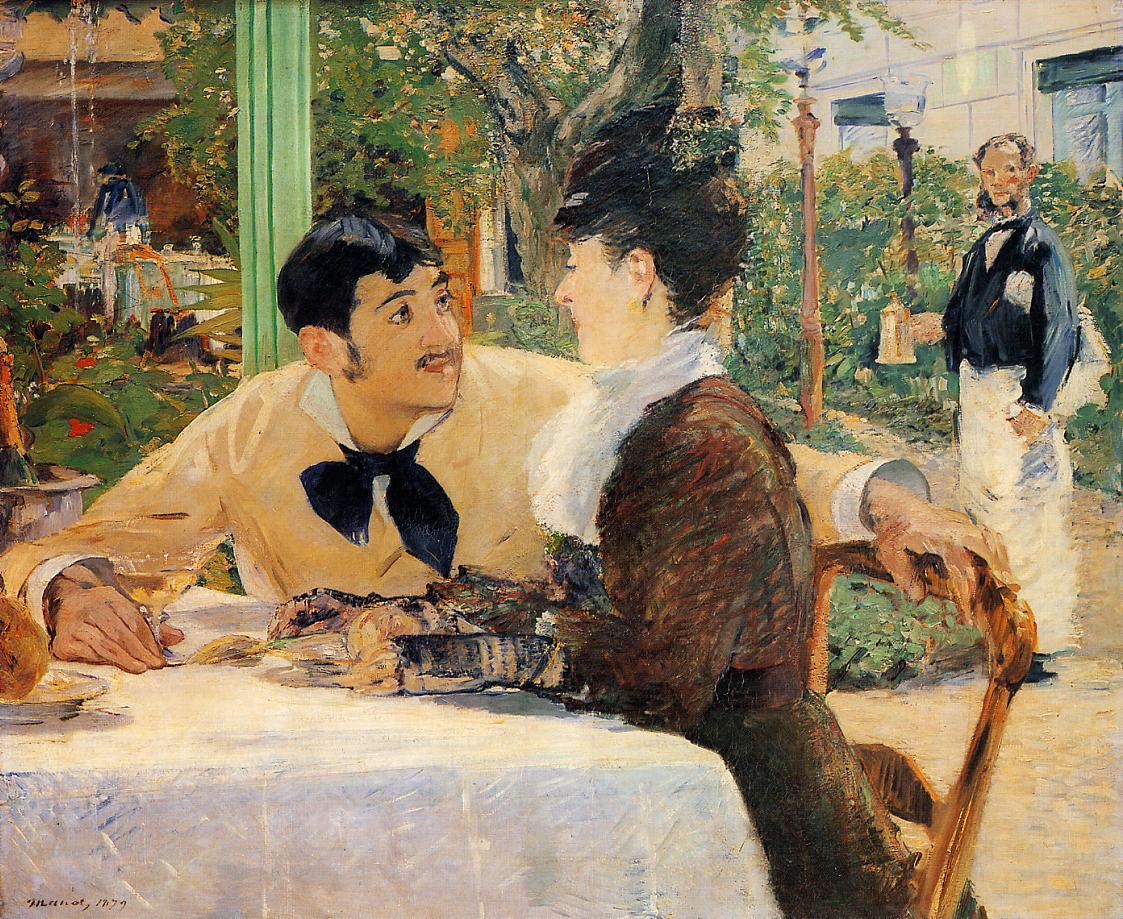
『ラテュイユ親父の店』1879年。油彩、キャンバス、92 × 112 cm。トゥルネー美術館。1880年サロン入選[142]。
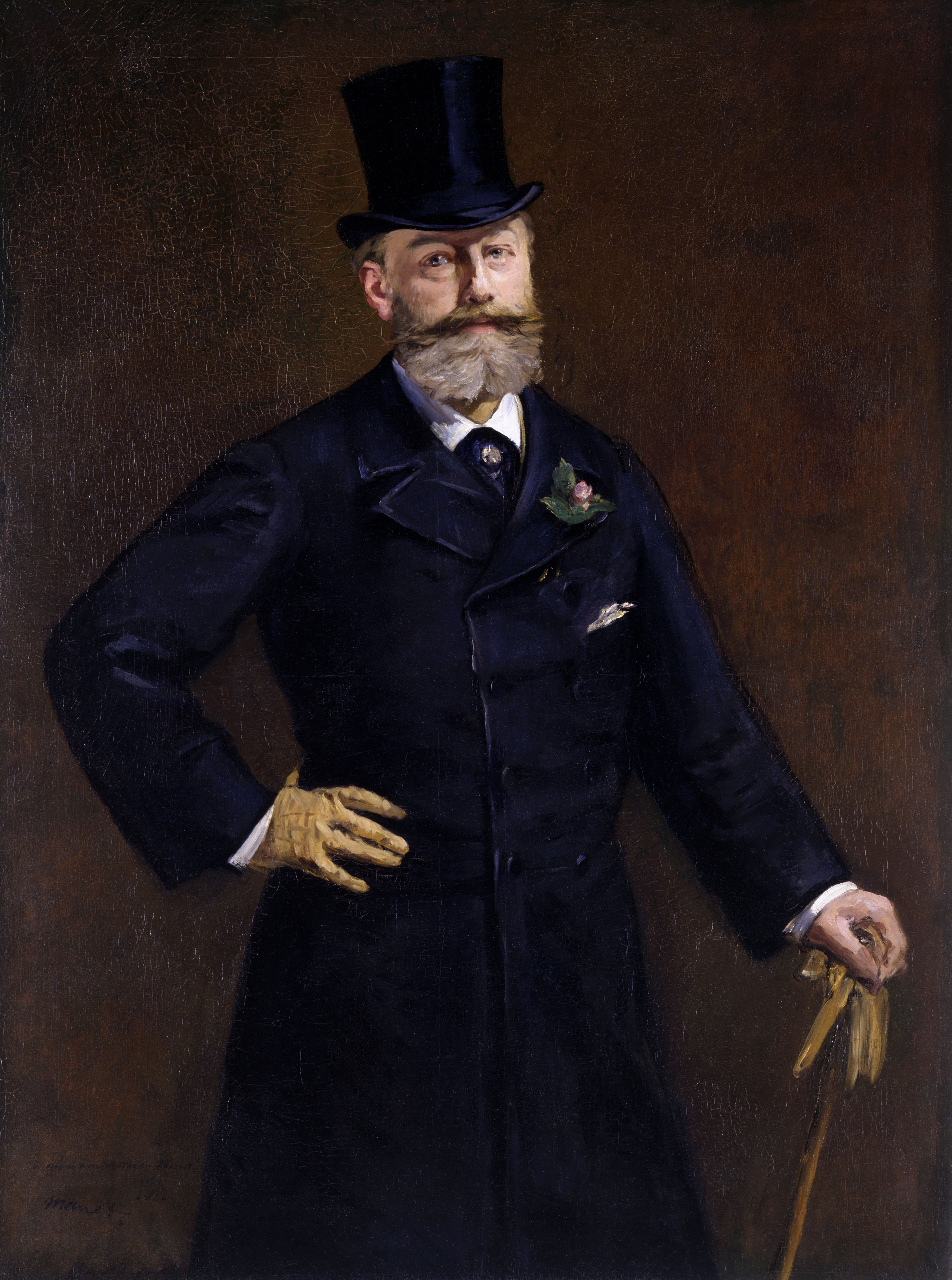
『アントナン・プルーストの肖像』1880年。油彩、キャンバス、129.5 × 95.9 cm。トレド美術館[147]。1880年サロン入選[142]。

### 晩年（1880年代初頭）

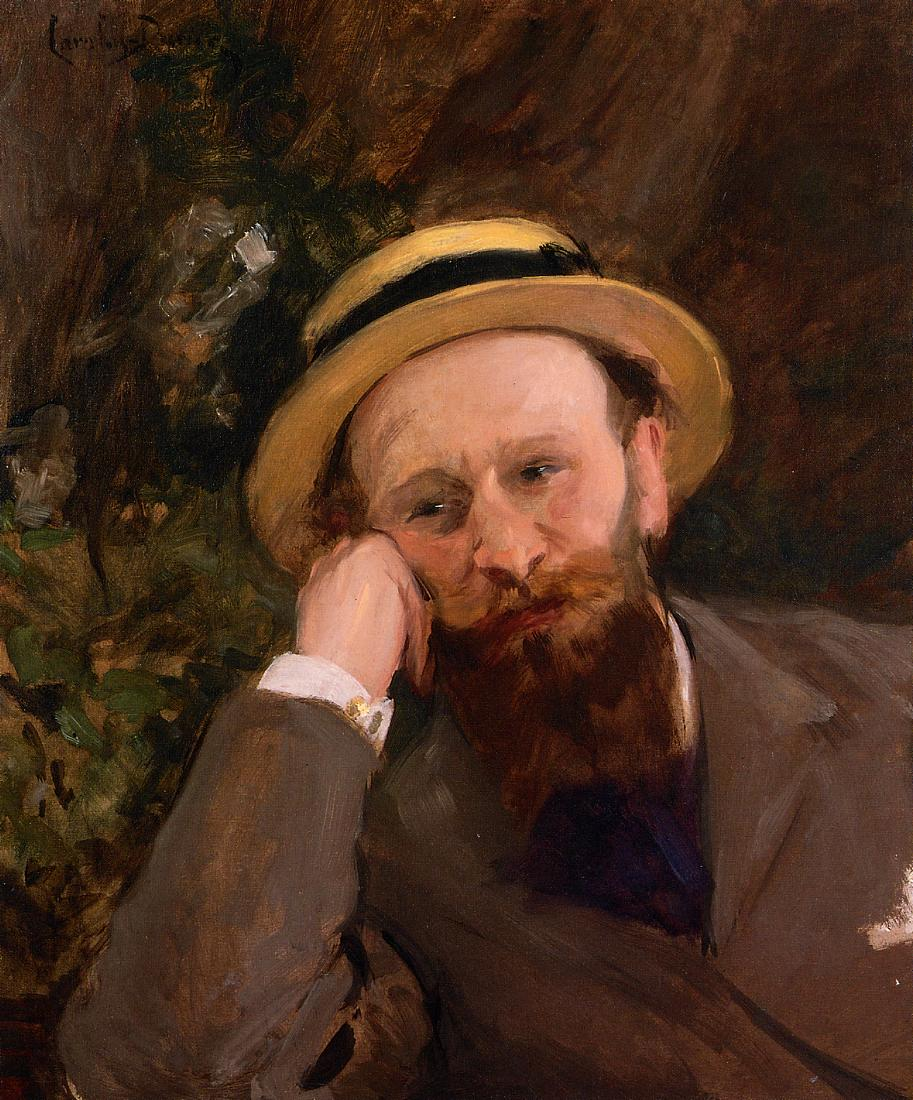
カロリュス＝デュランによるマネの肖像画（1880年頃）。

マネは、1880年頃から、16歳の時にブラジルで感染した梅毒の症状が悪化し、左脚の壊疽が進んできた。医師から、田舎での静養を指示され、1880年の夏はパリ郊外のベルビューに滞在した。マネは、暇をまぎらわすため、友人たちや、お気に入りのモデル、イザベル・ルモニエに多くの手紙を送っている。晩年の2年間は、病気のため、大きな油彩画を制作することが難しくなり、パステル画を数多く描いている。
1881年のサロンに、『アンリ・ロシュフォールの肖像』を含む肖像画2点を出品し、銀メダルを獲得した。これによって、以後のサロンには無審査で出品できることになった。この年の夏は、ヴェルサイユで療養した。庭付きの家を借り、庭で明るい色彩や躍動感のあるタッチを用いて光の変化を捉えた作品は、印象主義に近づいている。11月、親友アントナン・プルーストがレオン・ガンベタ内閣の美術大臣に任命されると、その働きかけにより、マネは同年12月末、レジオンドヌール勲章を受章することができた。
左脚の痛みに耐えながら、1881年冬から翌1882年にかけて、最後の大作『フォリー・ベルジェールのバー』の制作に取り組んだ。フォリー・ベルジェール劇場のバーで実際に働いていたシュゾンというウェイトレスに、モデルを依頼した。正面を向いたウェイトレスは、虚ろな視線であるが、鏡に映った後ろ姿では、飲み物を注文する男性客に向かって身をかがめ、話をしている。正面の姿と後ろ姿が一致しないことや、遠近法の歪みは、観る者を困惑させた。もっとも、これは、意図的に遠近法を無視し、ウェイトレスの空虚な表情に全力で焦点を当てたものとも説明されている。1882年のサロンには、無審査の権利を行使して、この作品と『春（ジャンヌ）』を出品したが、これが権利行使の最後の機会となった。『春（ジャンヌ）』は、女優ジャンヌ・ドマルシーをモデルとし、四季連作の一つとして構想されたものである。
1882年7月から10月にかけて、パリ西郊のリュエイユに滞在した。マネのもとには、上流階級の男たちの愛人メリー・ローラン、オペラ歌手エミリー・アンブル、宝石商人の娘イザベル・ルモニエなど、多くの女性たちが訪れた。マネは、これらの女性の肖像画を数多く描いている。四季連作の一つとして、メリー・ローランをモデルとする『秋』も制作されたが、四季連作はついに完成に至らなかった。この頃、マネは、唯一の相続人として妻シュザンヌを指名する遺言を作成した。ただし、死後の作品売立ての売却益から5万フランをレオン・コエラに遺贈することとし、シュザンヌが相続した遺産は、彼女の死亡時、全てをレオンに相続させることとされていた。
1883年初め、マネの体力が目に見えて衰え、ベッドから起き上がれなくなった。4月20日、壊疽が進行した左脚を切断する手術を受けた。しかし、経過は悪く、高熱に浮かされた末、4月30日、51歳で亡くなった。死の直前まで、アレクサンドル・カバネルへの敵意に取りつかれており、病床で「あの男は健康なのに」とうめいていたという。葬儀は5月3日に行われ、パリのパッシー墓地に埋葬された。あらゆるグループの画家たちが葬儀に参列した。ドガは、「われわれが考えていた以上に、彼は偉大だった」と語った。

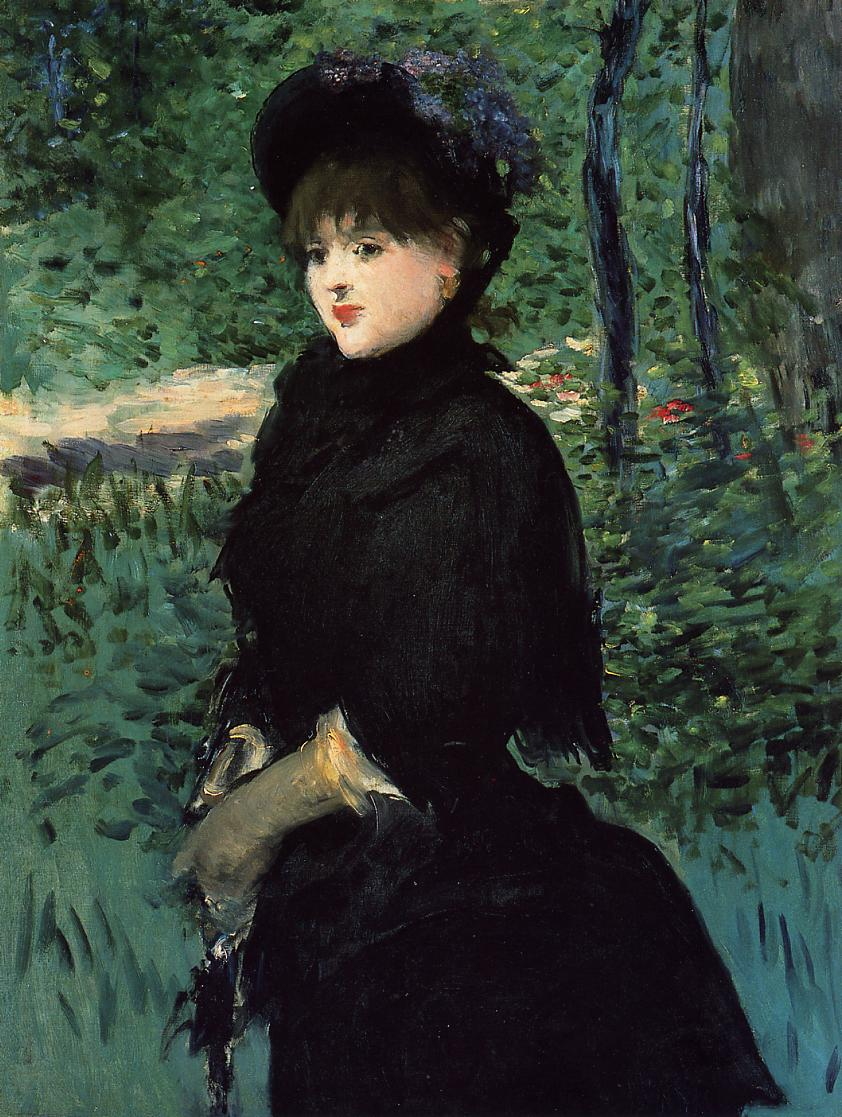
『散歩』1880年頃。油彩、キャンバス、92.3 × 70.5 cm。東京富士美術館[164]。
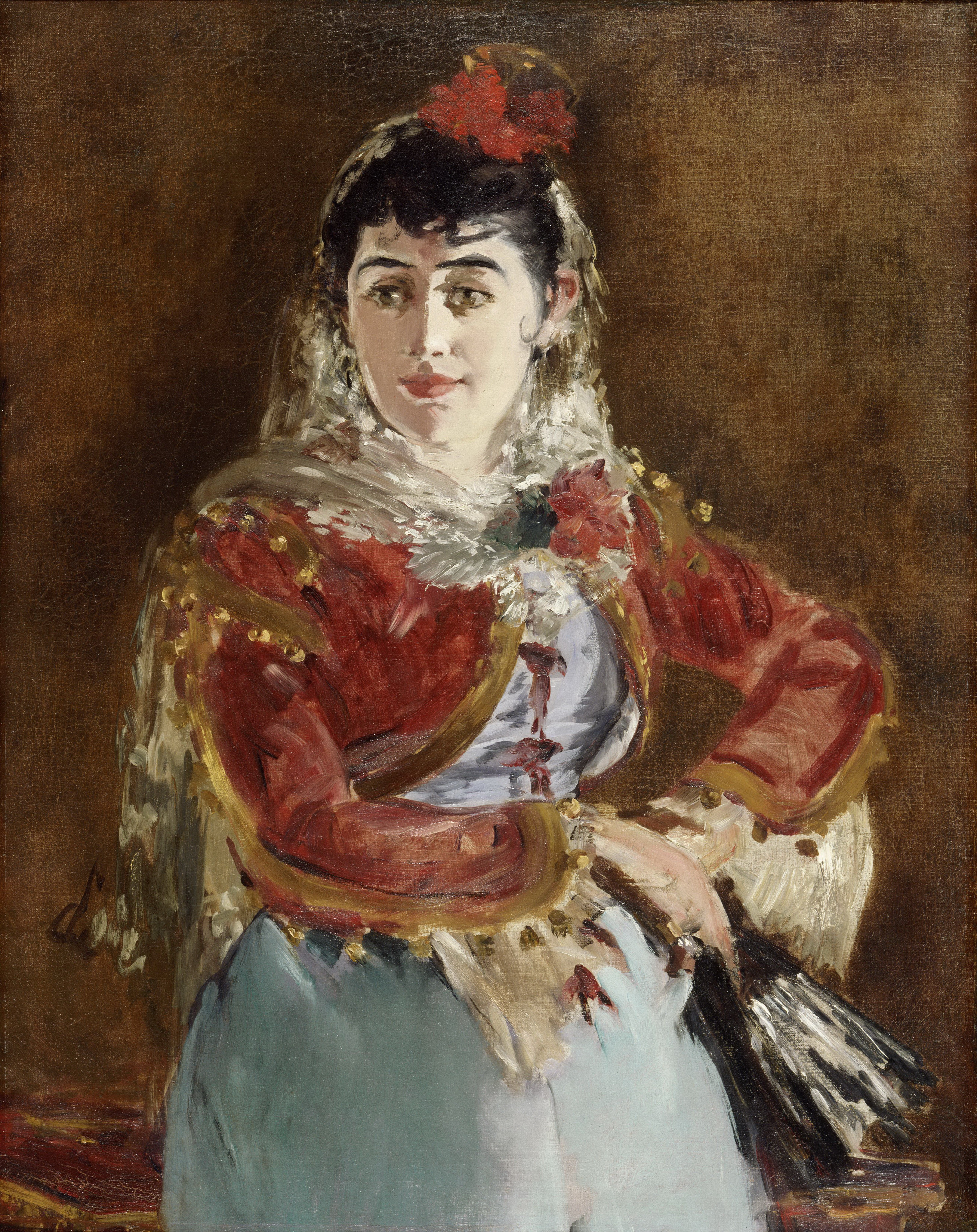
『カルメン姿のエミリー・アンブル』1880年。油彩、キャンバス、92.4 × 73.5 cm。フィラデルフィア美術館[165]。
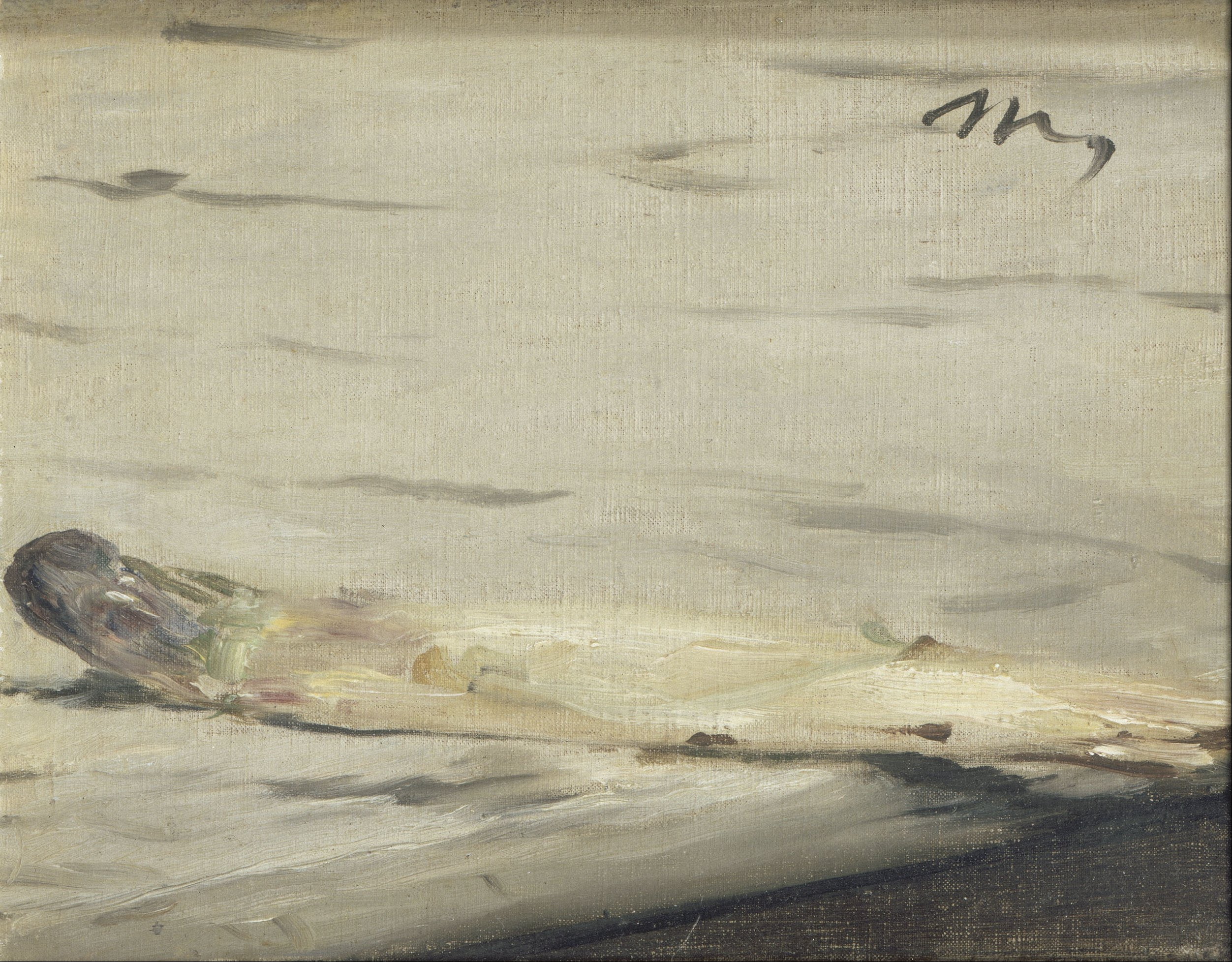
『アスパラガス（フランス語版）』1880年。油彩、キャンバス、16.9 × 21.9 cm。オルセー美術館[166]。
『春』1881年。油彩、キャンバス、74 × 51.5 cm。J・ポール・ゲティ美術館[167]。1882年サロン出展[156]。
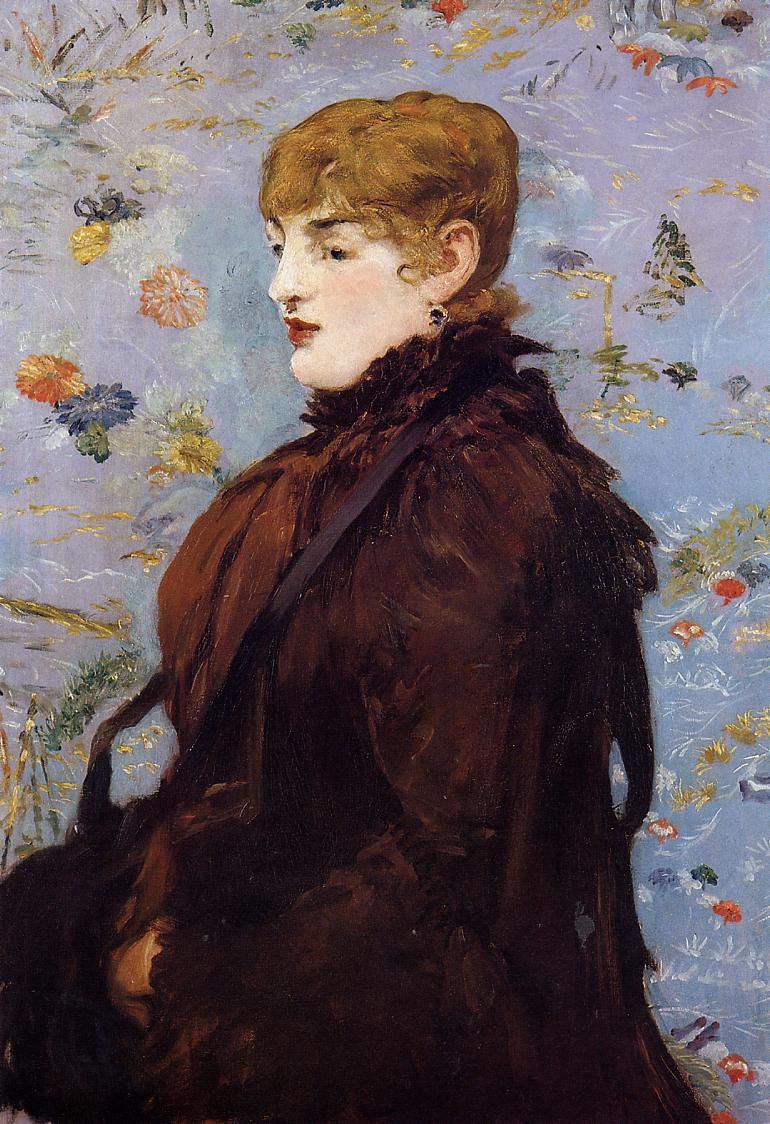
『秋（メリー・ローラン）』1881年。油彩、キャンバス、73 × 51 cm。ナンシー美術館。
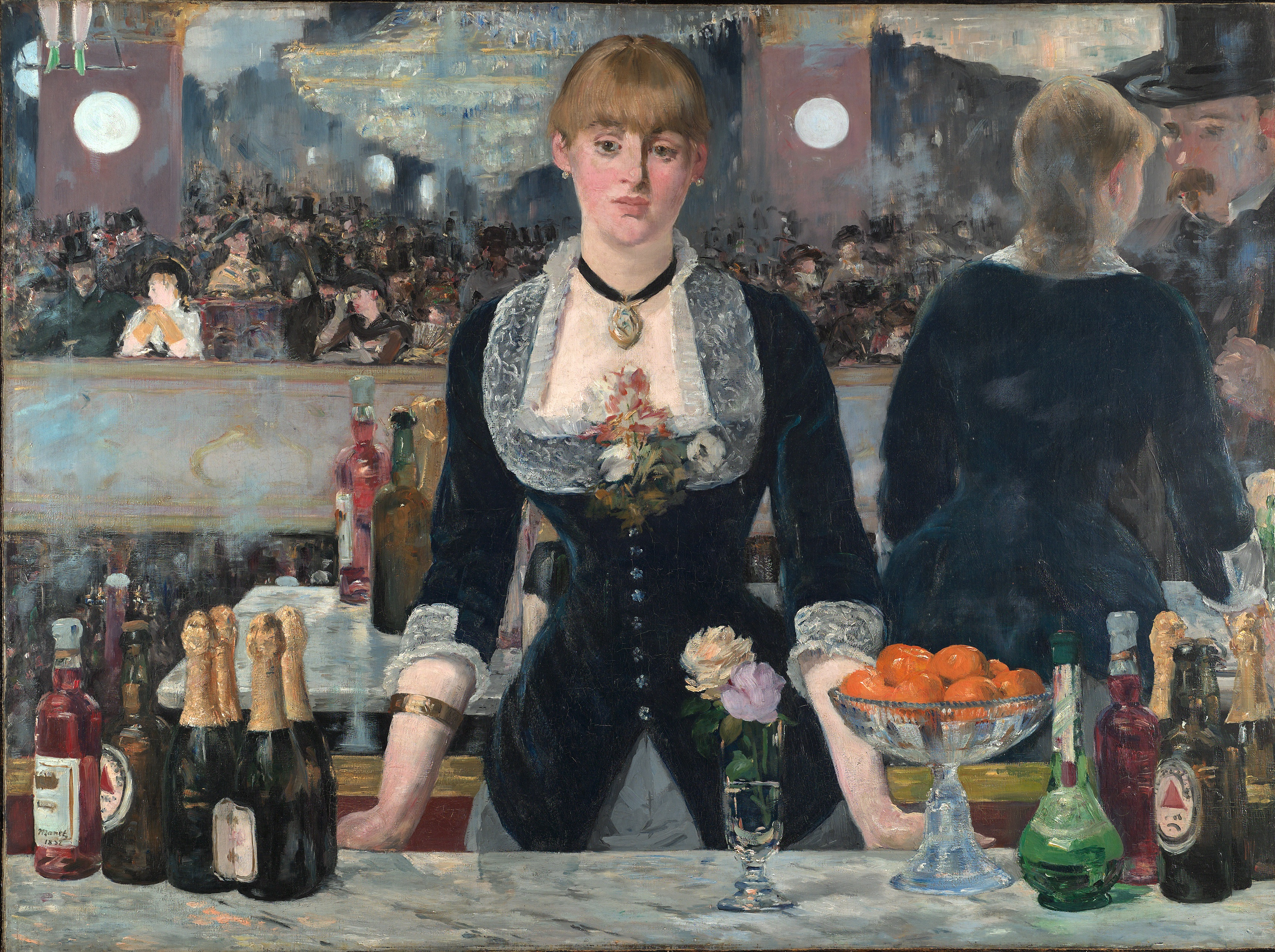
『フォリー・ベルジェールのバー』1882年。油彩、キャンバス、96 × 130 cm。コートールド・ギャラリー（ロンドン）[168]。1882年サロン出展[156]。
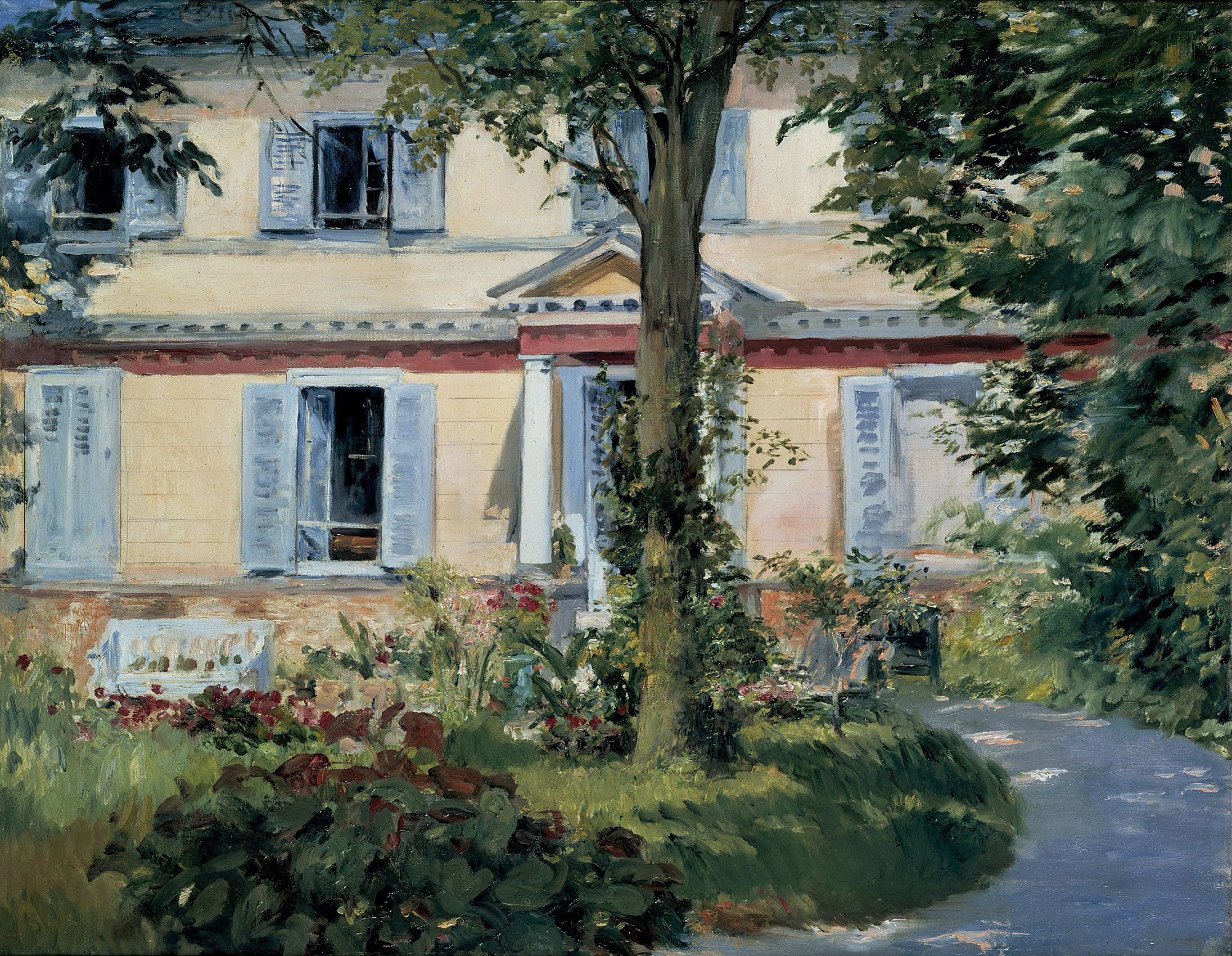
『リュエイユの家』1882年。油彩、キャンバス、71.5 × 92.3 cm。旧国立美術館（ベルリン）[169]。

## 死後

### 名声の確立

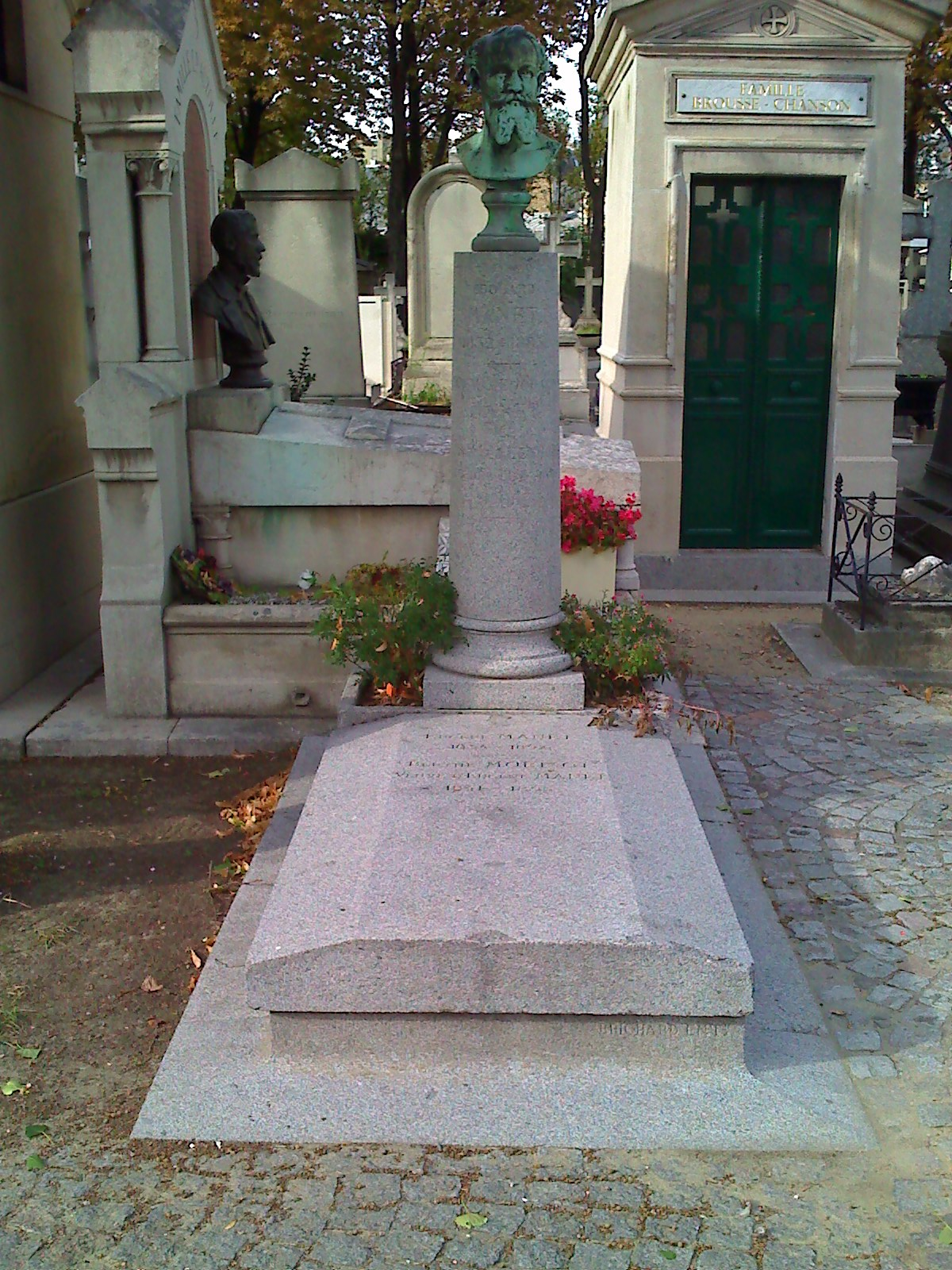
パリ・パッシー墓地にあるマネの墓。

1884年1月、ウジェーヌ・マネとその妻ベルト・モリゾの企画により、エコール・デ・ボザール（官立美術学校）でマネの回顧展が開かれた。116点の油彩のほか、版画、デッサン、水彩、パステル画など合計200点を集めた大規模なものであり、成功を収めた。ただ、マネの評価が高まりつつあったアメリカと比べ、フランスでの評価はまだまだ低かった。『笛を吹く少年』について、その平面的な彩色を嫌い、「これは扉に貼り付けられたダイヤのジャックだ」とけなした保守的な批評家もいた。回顧展後にオテル・ドゥルオで行われた競売は順調に行かず、ベルト・モリゾは、姉への手紙に「美術学校での展覧会が成功したあとで、競売の方は完全に失敗したのです。[中略]とにかく私はとてもがっかりしました。唯一の慰めは、マネの作品はみな心の美術愛好家や芸術家たちの手に渡ったということです。売立ては全部で11万フランの収益がありました。本当をいうと、私たちは最低でも20万フランと見積もっていたのです。」と書いている。
1889年のパリ万国博覧会を記念して開かれた「フランス美術100年展」に、マネの『オランピア』が展示された。この頃、お金に困ったマネの妻シュザンヌが『オランピア』をアメリカ人に売却しようとしていることを聞いたモネは、マネの代表作の海外流出を憂い、この作品を購入してルーヴル美術館に寄贈する計画を立てた。モネは、オーギュスト・ロダン宛ての手紙で、「これは、マネの業績に対するすばらしい賛辞ですし、同時にこの絵の持ち主であるマネ夫人の経済状態をさりげなく援助することにもなります」と書いている。元美術大臣アントナン・プルーストの反対に遭ったが、最終的に、モネは、『オランピア』を購入し、1890年11月、国のリュクサンブール美術館に展示させることに成功した。その時でも、ルーヴル美術館にはふさわしくないという保守的アカデミズムの抵抗はまだ強かった。1907年にジョルジュ・クレマンソーの働きかけにより、ようやくルーヴル美術館に移送された。
1894年、印象派の画家で収集家でもあったギュスターヴ・カイユボットが亡くなった時、マネや印象派の作品68点をリュクサンブール美術館に遺贈するとの遺言を残した。この当時も、美術界の保守派の抵抗は根強く、受入れには反対の声が強かった。結局、1896年2月、コレクションの中から40点が選ばれて、フランス政府が受け入れることになった。この中にマネの『バルコニー』も含まれている。
1905年、サロン・ドートンヌで、マネの油彩画25点、パステル画5点、水彩画1点の合計31点から成る回顧展が開かれた。『エミール・ゾラの肖像』などサロン出品作5点を含む充実した内容の展覧会であった。
1906年、近代美術の大収集家エティエンヌ・モロー・ネラトンがルーヴル美術館に寄贈したコレクションの中に、マネの『草上の昼食』など5作品が含まれていた。
1932年、パリのオランジュリー美術館で生誕100年の記念展覧会が開かれた。この時、マネは国家レベルで最終的な承認を得たといえ、ポール・ヴァレリーは、展覧会カタログに「マネの勝利」と題する序文を寄せた。
1983年には、パリのグラン・パレ美術館とニューヨークのメトロポリタン美術館で、没後100年の回顧展が行われた。それまでのマネ研究が集大成された展覧会であり、近代絵画の巨匠としてのマネの地位は決定的なものとなった。同じ年、ポンピドゥー・センターの国立近代美術館で「ボンジュール・ムッシュー・マネ」展が開かれ、マネの絵画に触発された19世紀以降の作品と現存画家の作品が展示され、『オランピア』をはじめとするマネ作品が後世に及ぼした影響を物語る内容となった。

### 市場での評価
マネの生前の1878年、ジャン＝バティスト・フォールが資金難によりオテル・ドゥルオでマネの作品を競売に出した時、1点が2000フラン（80ポンド）で売れただけで、その他は売れなかった。エルネスト・オシュデが破産して同じ年にマネの作品を競売に出したが、1点当たり35フランから800フランの間でしか落札されなかった。
死の翌年1884年の回顧展後、オテル・ドゥルオでその作品の多くが競売されたが、『オランピア』が400ポンド（1万フラン）、『アルジャントゥイユ』が500ポンド（1万2500フラン）というのが高い方で、油絵93点ほかパステル画、水彩、デッサン、エッチング、リトグラフの総売上は4665ポンド（11万6637フラン）と、マネ家の期待を大きく下回った。落札者も大部分が遺族と友人であった。
マネの市場価格は、徐々に上がり、1898年に『ギターを持つ女』が2800ポンド（7万フラン）で売られた。1910年以降、マンハイム市立美術館が『皇帝マキシミリアンの処刑』を4500ポンドで購入するなど、ポンドで4桁台が常態となり、1920年代にはポンドで5桁台のものも現れるようになった。1926年には、サミュエル・コートールドが『フォリー・ベルジェールのバー』を2万4100ポンド（手数料込み）で購入し、第二次世界大戦前のマネの最高記録となった。
第2次世界大戦後は、ポンドで5桁台が常態となり、1958年に『旗で飾られたモニエ通り』が11万3000ポンドで落札され、ポンド6桁台が現れるようになった。それでも、ルノワールに比べると、市場での人気は高くなかった。ところが、1980年代以降、美術市場全体で良品が払底するに従い、マネ作品の価格は更に高騰した。1986年12月1日、ロンドンのクリスティーズで『舗装工のいるモニエ通り』が700万ポンド（1017万ドル、16億5410万円）という高値を記録した。1989年11月14日、ニューヨークのクリスティーズで、『旗で飾られたモニエ通り』がJ・ポール・ゲティ美術館によって2400万ドル（34億7520万円）で落札され、マネの史上最高値を更新した。1997年には、『パレットを持った自画像』が1700万ドル（20億3320万円）で、当時2番目の高値で落札された。同じ『パレットを持った自画像』が2010年にロンドンで3320万ドルで落札されて更に記録を更新したが、2014年にニューヨークのクリスティーズで『春（ジャンヌ）』が6512万ドル余りでJ・ポール・ゲティ美術館に落札されたのが新たなマネ最高記録となった。

## 作品

### カタログ

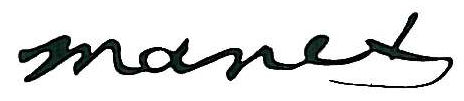
マネのサイン

マネは、遅筆で、生涯の制作数が比較的少ない。油絵は400点余り、水彩画100点余り、版画100種余りである。
マネにはこれまで何種類かのカタログ・レゾネが刊行されている。1932年、ジョルジュ・ウィルデンシュタインらにより2巻から成るカタログ・レゾネが発刊され、546点の絵画・パステル画が時系列的に収録された。これを改訂したのがダニエル・ウィルデンシュタインらの1975年のカタログ・レゾネである。

### 時代背景、画風

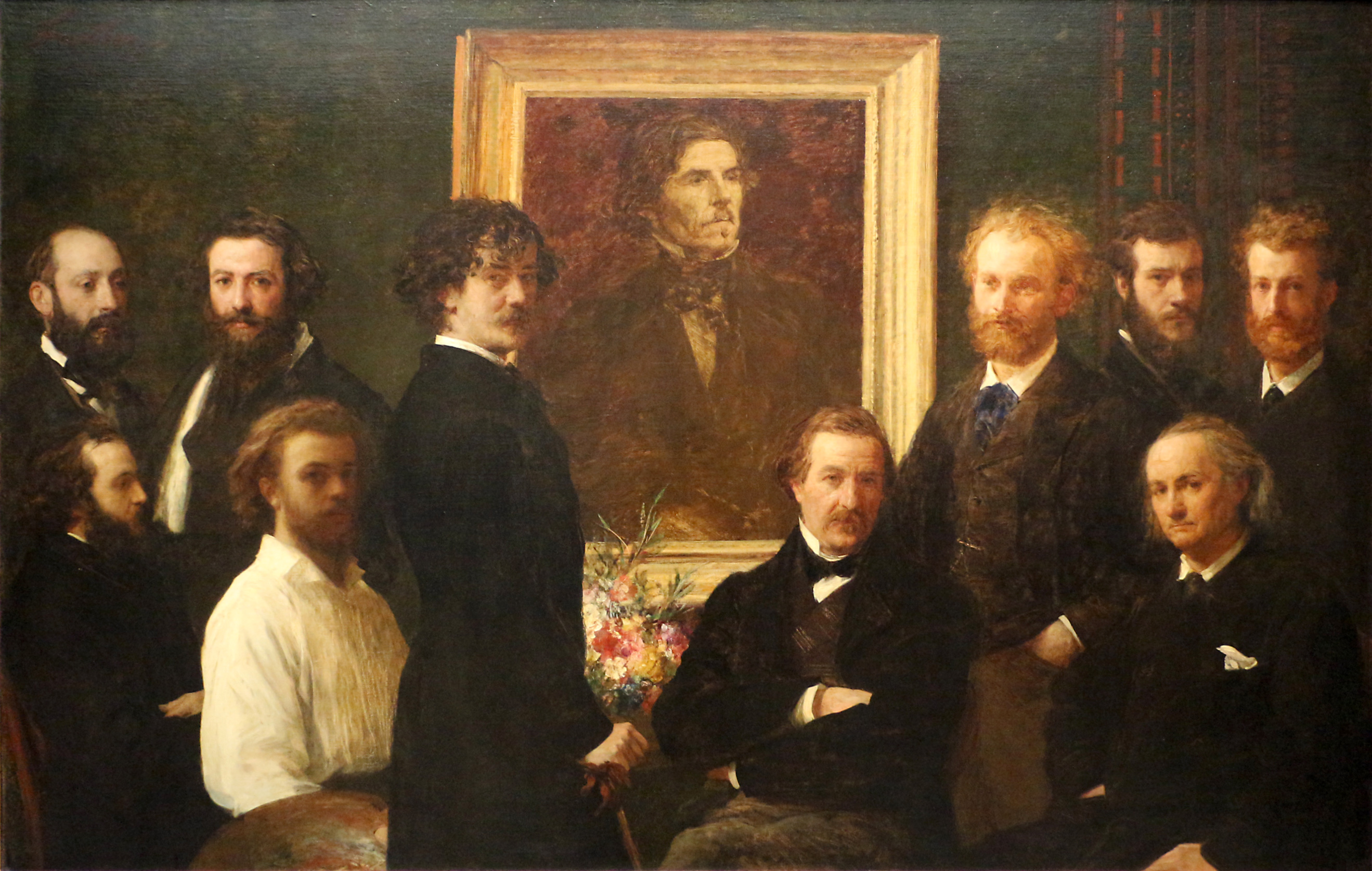
ファンタン＝ラトゥール『ドラクロワ礼賛』1864年。マネ（後列右から3番目）やルグロ、ホイッスラー、ブラックモン、ファンタン＝ラトゥール、デュランティ、ボードレールなどの若い画家・批評家は、ドラクロワの革新性を継承していた。

19世紀半ば、フランスの絵画を支配していたのは、芸術アカデミーとサロン・ド・パリを牙城とするアカデミズム絵画であった。その主流を占める新古典主義は、古代ギリシアにおいて完成された「理想の美」を規範とし、明快で安定した構図を追求した。また、色彩よりも、正確なデッサン（輪郭線）と、陰影による肉付法を重視していた。歴史画や神話画が高貴なジャンルとされたのに対し、肖像画や風景画は低俗なジャンルとされていた。明確な美の基準を持たない新興のブルジョワ階級は、伝統的なサロンの権威に盲従していたため、画家が絵を売って生活しようとすれば、サロンで入選し、賞をとることが絶対的な条件となっていた。
もっとも、こうした新古典主義に対抗して、ロマン主義を代表するウジェーヌ・ドラクロワは、ヴェネツィア派やピーテル・パウル・ルーベンスを信奉して、豊かな色彩表現を追求し、革命の第1の波をもたらした。次いで、ギュスターヴ・クールベは、写実主義を標榜し、卑近な題材を誠実に描こうとした。これは革命の第2の波であった。

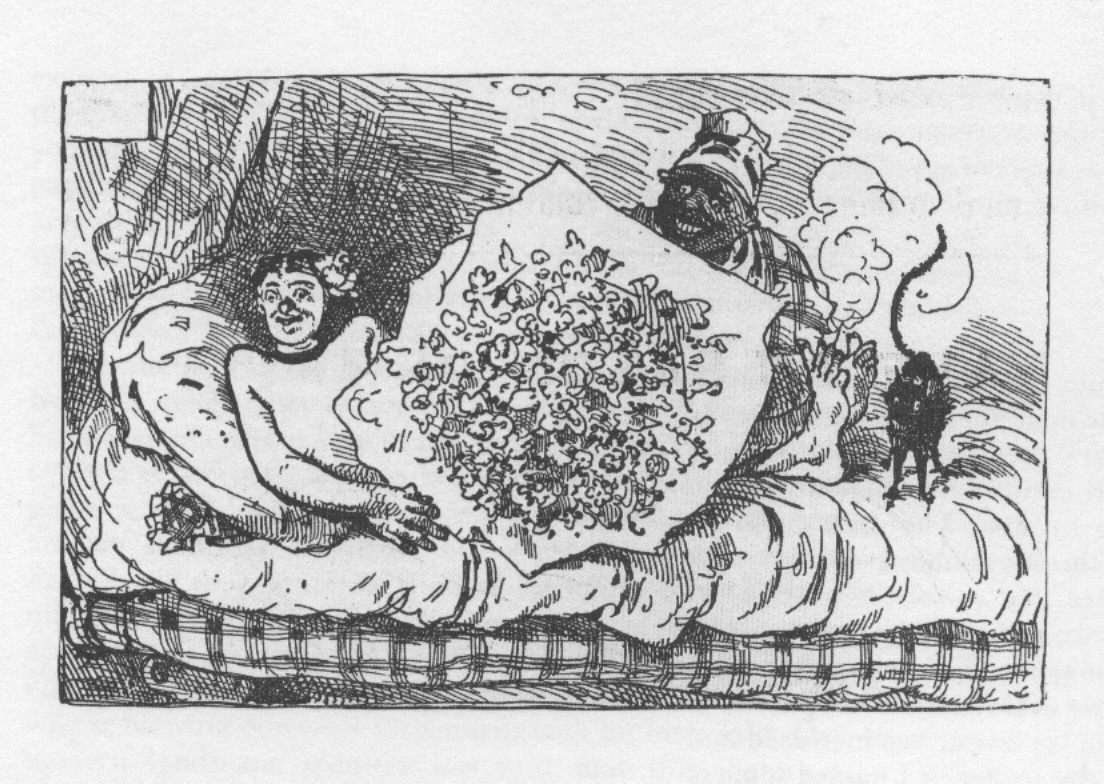
ベルタールによる『オランピア』の風刺画。1865年。

マネは、保守的なブルジョワであり、彼自身はサロンに対する反旗を掲げるつもりはなく、むしろ過去の巨匠から積極的に学ぶことによって、サロンで成功することを切望していた。そのため、印象派グループ展が立ち上げられても参加せず、サロンへの応募を続けた。しかし、マネの『草上の昼食』や『オランピア』は、本人の意図に反して絵画界にとっての大スキャンダルを巻き起こし、第3の革命の引き金を引くことになった。その革命には、主題の問題と、造形の問題があった。
主題の面では、ニンフでも女神でもない現実の女性が、裸身をさらすということ自体、フランス第二帝政時代の厳格な道徳観の下では、強い非難に値した。当時のフランスは、産業革命が急速に進行し、ブルジョワが台頭する時代であり、パリには大量の人口が流入し、都市として急拡大していた。ナポレオン3世がセーヌ県知事に任命したジョルジュ・オスマンによって、パリ改造が行われ、中世以来のごみごみした街並みや貧民区が一掃され、大通り、上下水道、アパルトマン、公園、鉄道などのインフラが整備されるとともに、劇場、競馬場、洗練されたレストラン、カフェ、デパートなど、文化や娯楽が花開いた。その中で、娼婦は享楽に湧くパリの裏面を象徴する存在であり、それを露骨に描いた『オランピア』は、ブルジョワ社会に冷や水を浴びせる作品であった。『鉄道』や『バルコニー』では、近代社会における人間同士の冷ややかな関係や、人間疎外の様子を、冷徹に描いた。このように、近代化・都市化する時代をありのままに描くことがマネの本質であった。
一方、造形の面では、『草上の昼食』も、『オランピア』も、伝統的な陰影による肉付けが施されておらず、平面的に見える。『笛を吹く少年』では、背景は無地で、奥行きが感じられない。『フォリー・ベルジェールのバー』では、ウェイトレスの正面の姿と、背後の鏡に写った後ろ姿とが、遠近法的に矛盾を来している。このように、マネの作品は、伝統的な約束事にとらわれず、画家が目撃した現実を伝えようとする点で革新的であった。この傾向は、絵画が三次元空間の中で主題や物語性を伝えるという役割を捨て去り、二次元の画面上で造形自体の表現性を追求していくフォーマリズム、モダニズムにつながるものであった。

### 伝統的絵画からの影響
マネの生まれた家は、ルーヴル美術館のすぐ近くにあり、マネは、小さい頃から伯父に連れられてここを訪れていた。画家を志した1850年代には、トマ・クチュールの弟子としてルーヴル美術館に登録し、模写をしており、ティツィアーノなどのヴェネツィア派を中心に、フランドル絵画、スペイン絵画の作品の模写が現存している。オランダのアムステルダム国立美術館、フィレンツェのウフィツィ美術館などヨーロッパ各地の美術館を訪れた際も、模写を残している。また、当時、過去の主要画家の作品を網羅する美術全集や、エッチング図版入りの美術雑誌が刊行されるようになっており、マネは、伝統的な絵画や同時代・外国の作品を複製図版で目にすることができる環境にあった。
19世紀フランスの画家にとって、ルネサンス期のイタリア絵画は基礎として必ず学ぶべき絵画であり、マネもこれを研究していた。マネの『草上の昼食』は、友人マルセル・プルーストの回想によれば、ティツィアーノ（当時はジョルジョーネ作とされていた）の『田園の奏楽』に発想を得たものである。加えて、3人の人物像を描くに当たっては、ラファエロの『パリスの審判』の右下の3人のポーズを採用し、モデルにポーズをとってもらって制作している。『オランピア』は、ティツィアーノの『ウルビーノのヴィーナス』に依拠しつつ、その構成要素をことごとく変更することによって、原作の「美しいヌード」を否定した作品である。

ゴヤ『マドリード、1808年5月3日』

また、マネは、スペイン絵画からも大きな影響を受け、特に1865年のスペイン旅行後は、ディエゴ・ベラスケスやフランシスコ・デ・ゴヤの影響が明らかな作品を多数制作している。マネの『皇帝マクシミリアンの処刑』は、ゴヤの『マドリード、1808年5月3日』を下敷きにした絵であるが、ゴヤが民衆の英雄性、悲劇性を強調しているのに対し、マネの作品には高揚感はなく、冷徹なレアリスムに徹しているのが特徴である。背景のない全身像である『悲劇俳優』や『笛を吹く少年』は、ベラスケスの『道化師パブロ・デ・ヴァリャドリード』に基づいたことが明らかである。マネは、スペイン旅行の直後、手紙に「絵画における自分の理想の実現を彼（ベラスケス）のなかに見出した」と書いている。
そのほか、フランドル絵画（ピーテル・パウル・ルーベンスなど）、オランダ絵画（フランス・ハルスなど）、フランス絵画（ル・ナン兄弟、アントワーヌ・ヴァトー、ジャン・シメオン・シャルダンなど）の影響を受けた作品も指摘されている。
マネは、オールド・マスターの作品から、様々な主題やモチーフを引用し、現代的な文脈に置き直していったといえる。

### ジャポニスム

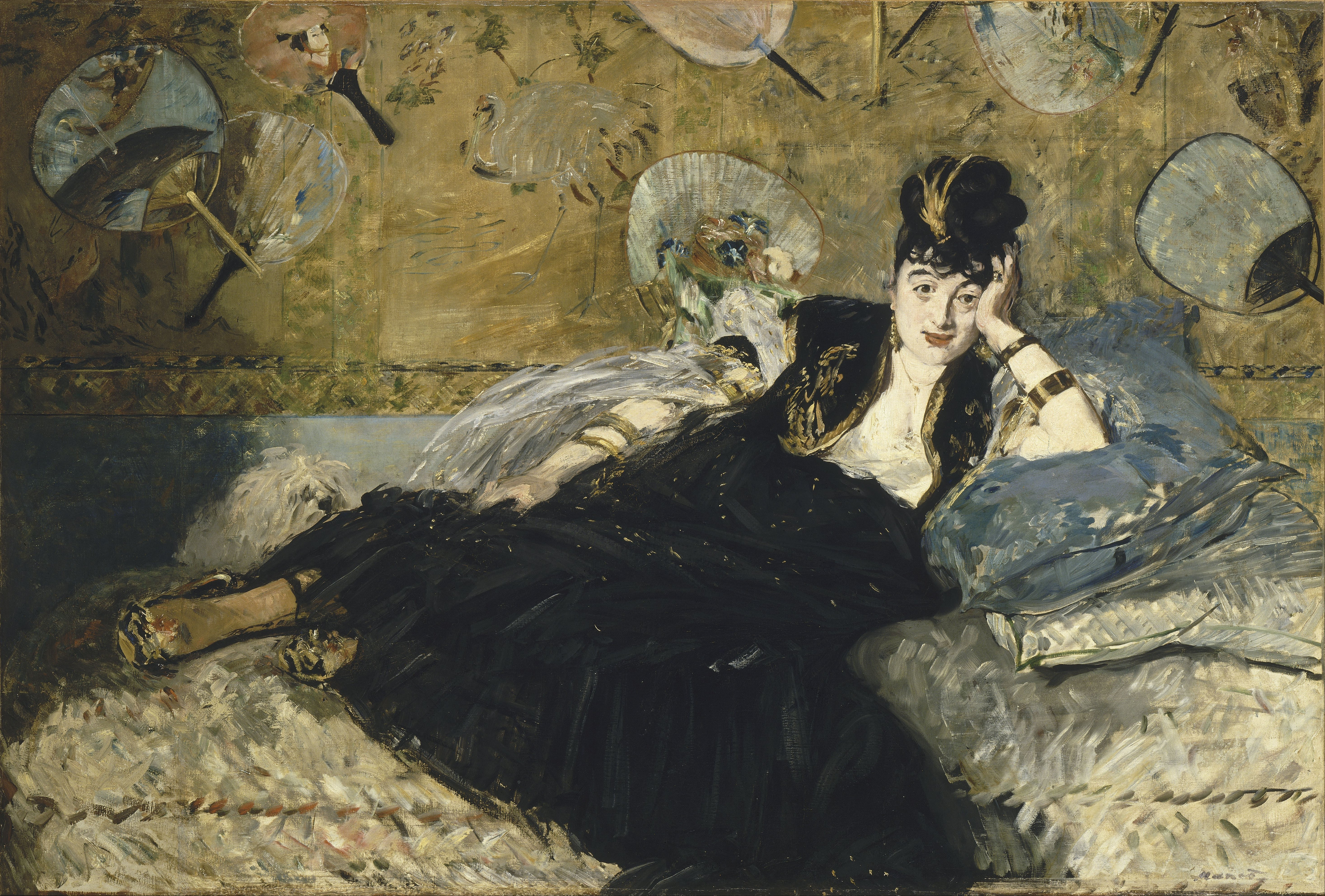
マネ『婦人と扇』。マネの絵画・版画には、日本の美術工芸品が画中に描き込まれた作品や、『北斎漫画』のモチーフを転用した作品も多い。

マネの絵画には、1860年代から流行したジャポニスムの影響も指摘されている。マネの『エミール・ゾラの肖像』の背景には、日本の花鳥図屏風と浮世絵が飾られており、浮世絵への関心が窺える。マネの場合、単なる異国趣味として浮世絵を取り入れただけではなく、造形の中にこれを生かしている。『笛を吹く少年』の平面的な彩色には、ベラスケスからのほかに、浮世絵からの影響があると考えられる。『キアサージ号とアラバマ号の海戦』には、伝統的な遠近法と異なり、高い視点と水平線、船を画面の端に寄せる構図が採用されており、日本風の空間表現である。『ボート遊び』の、水平線をなくし背景全体を水面とする構図、モチーフを切り取る手法も、同様である。
ゾラは、「マネの単純化された絵画を日本の版画と比較するのは興味深かろう。日本の版画は未知の優美さと見事な色斑によって、マネの絵と似ているのだから。」と書いている。
また、色彩の点では、マネの『笛を吹く少年』などに見られる平坦で強い黒は、スペイン絵画からの影響とともに、浮世絵や水墨画の影響を受けたことが指摘されている。

### 印象派との関係

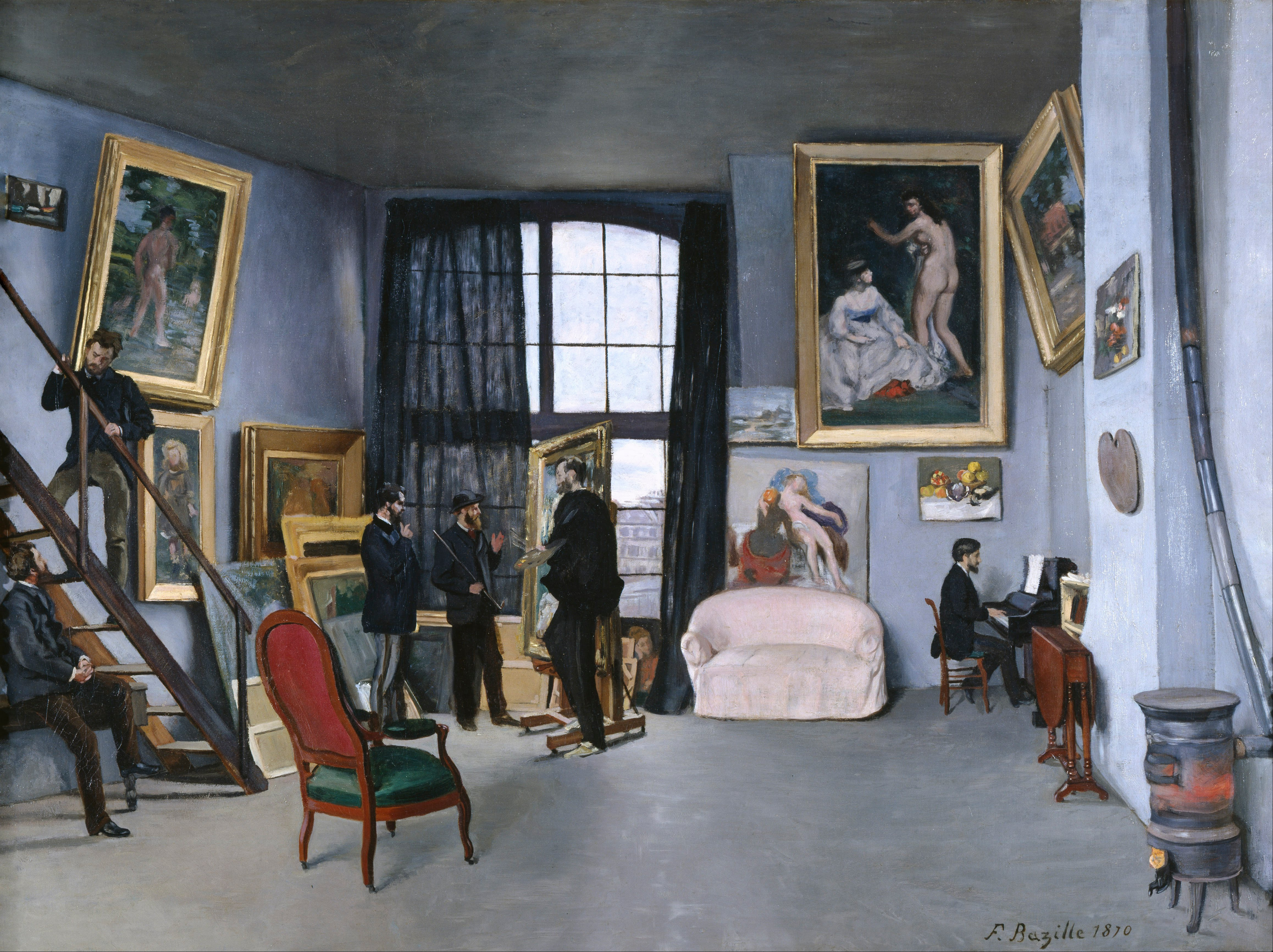
バジール『バジールのアトリエ（ラ・コンダミンヌ通り）』1870年。

マネは、若い印象派の画家たちから敬愛を受け、前述のように伝統的な約束事にとらわれない造形という点でも印象派に影響を与えた。フレデリック・バジールの『バジールのアトリエ』では、キャンバスの前でマネがバジールに助言を与えているところが描かれている。明示的にマネにならった作品もあり、モネは、マネの『草上の昼食（水浴）』に発想を得て1865年-66年に同様の主題で『草上の昼食』を制作し、ポール・セザンヌも、後述のように、『モデルヌ・オランピア（現代版オランピア）』を制作した。

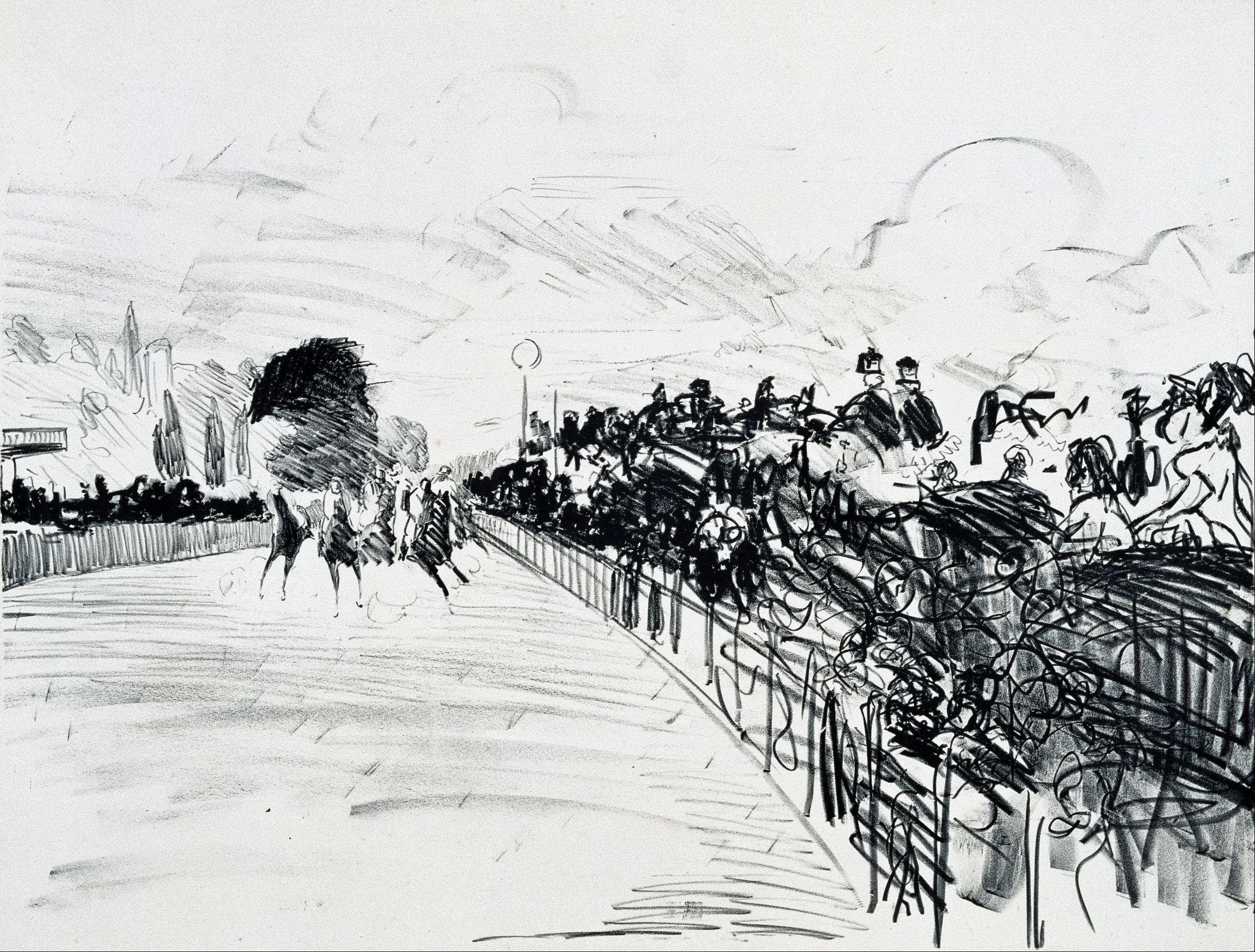
マネ『ロンシャンの競馬場』1864/65-72年。

1864年-65年の『ロンシャンの競馬場』のリトグラフでは、馬は4本脚というような既存の知識に頼ることなく、一見殴り描きのような線で、一瞬の力強い動きを描写している。このような手法は、印象派に引き継がれている。
他方、マネが、後輩のモネや弟子のベルト・モリゾら印象派から影響を受けた面もあり、1870年代には、印象派的な様式に近づいている。モネにならって戸外制作を取り入れたり、印象派風の筆触分割を用いたりしている。もっとも、モネに代表される印象派が、光と大気の揺らぎをキャンバスに留めることに集中し、人物をラフな筆触で幻影のように描いたのとは異なり、マネの描く人物には存在感と現実感があり、印象派とはやや関心が異なっていた。印象派が避けようとした黒も積極的に使用している。また、印象派の画家たちが、サイズの小さい作品を多数制作する傾向にあったのに対し、マネは、大きな作品を、毎回2点程度に集約して制作し、サロンに提出していた。これは、マネが、伝統的な歴史画に匹敵する作品を現代の主題と新しい手法で作り上げ、伝統の枠組みの中で認めさせようという野心を持っていたことを示唆する。
このように、マネは、印象派の画家たちと影響を与え合っており、印象主義的な要素の濃い作品もあることから、印象派の1人として語られることもあるが、印象派グループ展に参加しなかったことから、印象派そのものには含めず、印象派の指導者あるいは先駆者として位置付けられるのが一般的である。

### 印象派以後への影響
ポール・セザンヌは、マネの『草上の昼食』、『オランピア』に影響を受け、自ら『草上の昼食』、『モデルヌ・オランピア（現代版オランピア）』を制作した。こうした作品を通じ、セザンヌは、男女関係や女性のヌードをどのように描くのかという課題と向き合い、性的なエネルギーを暴発させるのではなく造形作品として仕上げていくことを学んでいった。また、マネの『温室にて』や『フォリー＝ベルジェールのバー』では、厳密な遠近法がとられず、複数の視点から見た形が画面上に統合されているが、これはセザンヌの静物画でも見られる特徴である。現実を単純に模倣するのではなく、自らの感覚で素材を操作し、絵画作品として造形するという発想は、マネからセザンヌ、ピカソにも受け継がれていく。
ポール・ゴーギャンも、『オランピア』のかなり忠実な模写を制作している。ゴーギャンのタヒチ時代の作品『死霊が見ている（マナオ・トゥパパウ）』、『テ・アリイ・ヴァヒネ（王の妻）』などの裸婦像には、『オランピア』のイメージが見て取れ、しかも、平坦な色彩を更に押し進めたものとなっている。マネの作品には、ゴーギャンにつながるオリエンタリズムやプリミティヴィスムの要素も隠れていることがうかがえる。
アンリ・マティスは、「マネは本能を解放することで自らの感覚の直接的な表現を行った最初の画家です。」と書いている。マティスの『コリウールのフランス窓』に、マネの『バルコニー』からの刺激が見られるとの指摘もある。
明示的なパロディとして有名なのは、シュルレアリスムの画家ルネ・マグリットが『バルコニー』の人物を棺桶に置き換えた作品であり、現代人の孤独や孤立性を誇張している。
パブロ・ピカソは、1901年に『「オランピア」のパロディー』を描いている。白人の裸婦が黒人になっており、召使いが黒人女性から白人男性に変わり、猫に犬が加わり、裸の自画像が客として描かれている。娼館を舞台とした大作『アビニヨンの娘たち』（1907年）の参照源の一つとなっているとされる。『恋人たち』（1919年）はマネの『ナナ』に依拠しながら大胆に変更を加えた作品で、画面の右上に「Manet」という文字が入っている。そのほかにもマネ作品を引用、再解釈したと考えられる作品がある。晩年のピカソは、過去の名作のヴァリエーション（変奏）を多数制作しているが、1959年8月から1962年7月にかけて、『草上の昼食』のヴァリエーションを手がけ、油彩画27点、デッサン140点、厚紙模型、彫刻などを残している。